# Église Saint-Piat de Seclin
L'église Saint-Piat de Seclin est une ancienne collégiale située à Seclin, en France,. Vestige d'une collégiale dont les origines remontent au VIIe siècle, c'est le plus ancien édifice religieux de la Métropole lilloise.

## Localisation
L'église est située dans le département français du Nord, sur la commune de Seclin.

## Historique
Les origines de la collégiale Saint-Piat remontent au VIIe siècle, lorsque saint Éloi, évêque de Noyon et de Tournai, fait élever une première église sur la tombe de saint Piat, décapité en 287 à Seclin. Selon la légende, il aurait été martyrisé à Tournai et aurait porté le haut de son crâne tranché jusqu'à Seclin pour y mourir. Le culte du martyr prend une ampleur particulière au XIe siècle, et la collégiale se développe autour de l’église avec un cloître, une salle capitulaire, une bibliothèque, une école, une brasserie et des habitations réservées aux chanoines.
Seule la crypte, qui abrite le sarcophage et les reliques du Saint, témoigne de cette origine primitive. 
Le chapitre Saint-Piat est cité pour la première fois dans un acte daté le 27 avril 1090. Cependant, il est probable que l'installation d'un chapitre est plus ancienne car la collégiale romane est terminée et qu'un cloître a été érigé sur le côté sud de l'église. En 1187, le chapitre de Seclin a été placé sous la protection du Saint-Siège.
L'église actuelle est une reconstruction du XIIIe siècle. Elle a été rénovée au XVe siècle, puis une tour clocher est ajoutée en 1531. L'intérieur de l'église est ensuite réaménagé au XVIIIe siècle.
Dans la seconde moitié du XIXe siècle, l'église est redécorée dans différents styles néomédiévaux. Des autels latéraux néogothiques dans le transept sont créés. Les chapelles du déambulatoire sont décorées de fresques et un nouveau mobilier y est installé. Le maître-autel du XVIIIe siècle reçoit un nouveau retable. 
Dans la nuit du 16 au 17 octobre 1918, les Allemands dynamitent le clocher qui, en s’écroulant, détruit la toiture et la partie sud de l’édifice. La reconstruction commence à la fin des années 1920, et un carillon de 42 cloches est fondu en 1933. Lors de la Seconde Guerre mondiale, l'église est de nouveau endommagée par les bombardements de 1940.
L'édifice est classé au titre des monuments historiques en 1920.

## Architecture

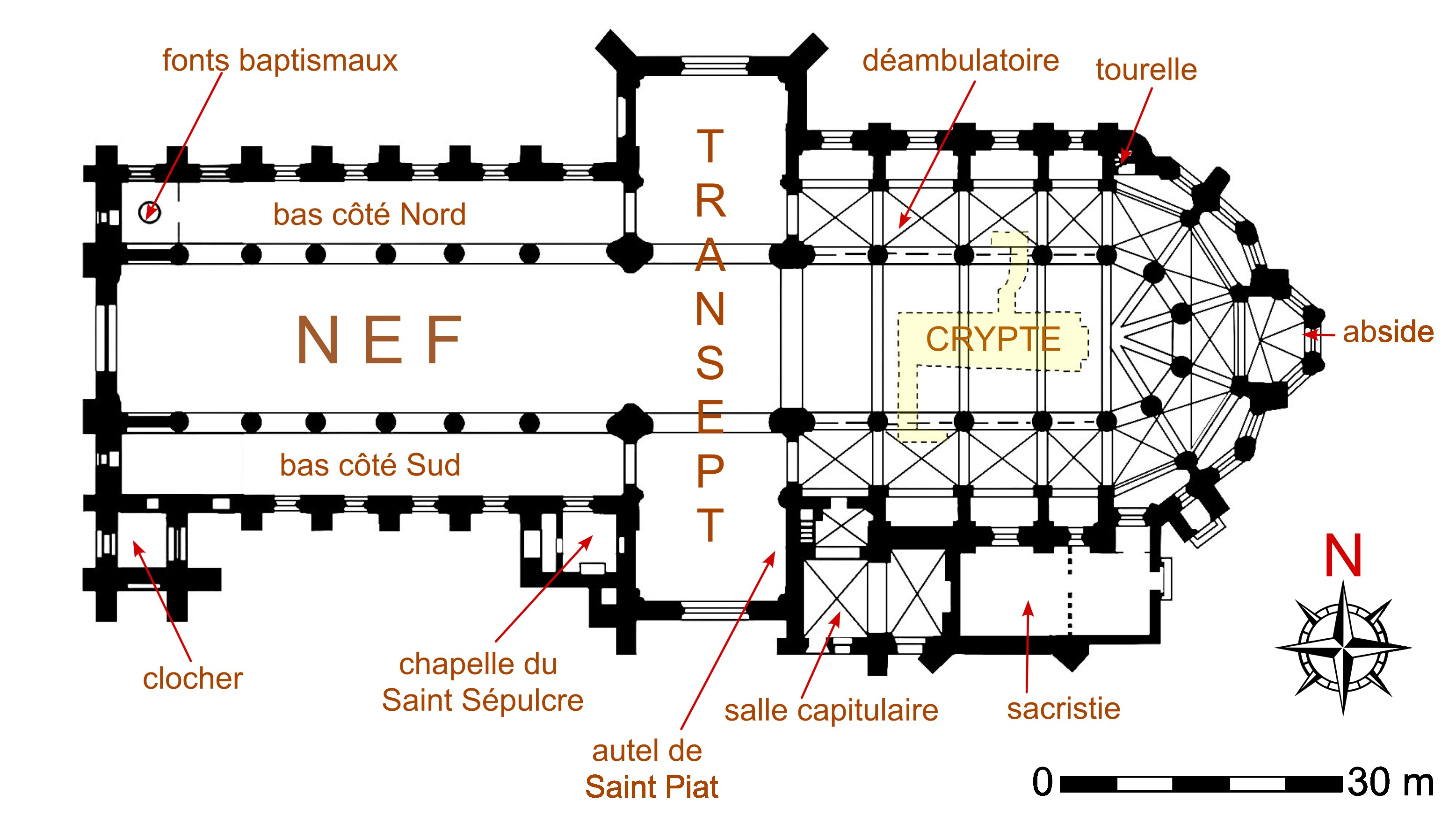
Plan de la collégiale Saint-Piat de Seclin

Les colonnes du transept, au centre de l'église, remontent à l'église romane. Le chœur lui-même a été modifié entre 1705 et 1725. Le déambulatoire date de la reconstruction, au XIIIe siècle. Il donne accès à treize chapelles. Ancienne salle capitulaire, la chapelle d'hiver, entre la sacristie et le transept sud, date du XIVe siècle.

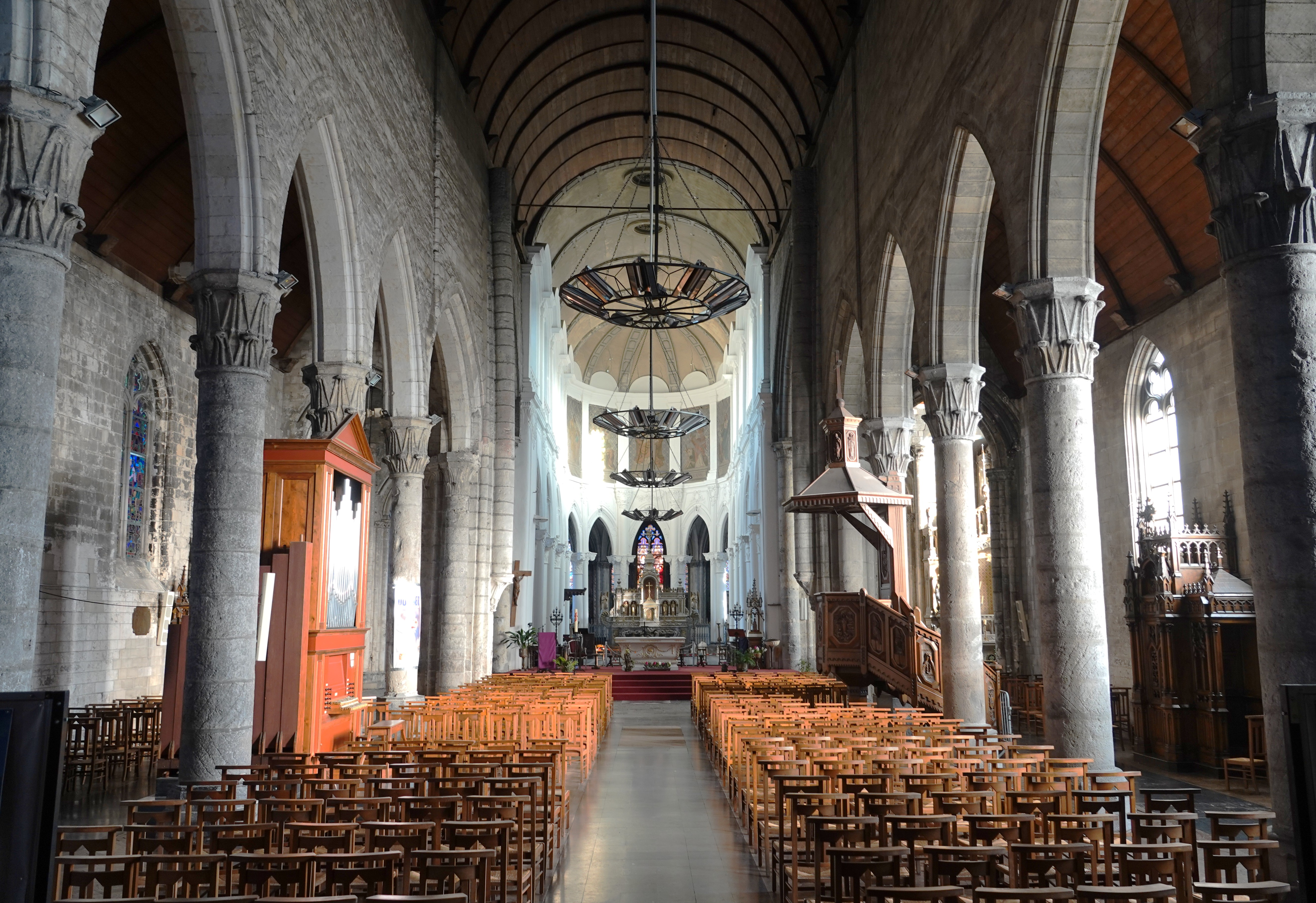
Intérieur de l'église Saint-Piat de Seclin en 2025

## Mobilier et éléments remarquables

### Crypte romane et sarcophage de Saint Piat
Dans la crypte romane du VIIe siècle, se trouve le sarcophage de saint Piat. Il est d'origine gallo-romaine (datation incertaine). Il est recouvert d'une dalle de pierre bleue de Tournai du XIIIe siècle, ornée d'une gravure représentant le saint tenant entre ses mains sa calotte crânienne tandis que la main de Dieu le bénit. 

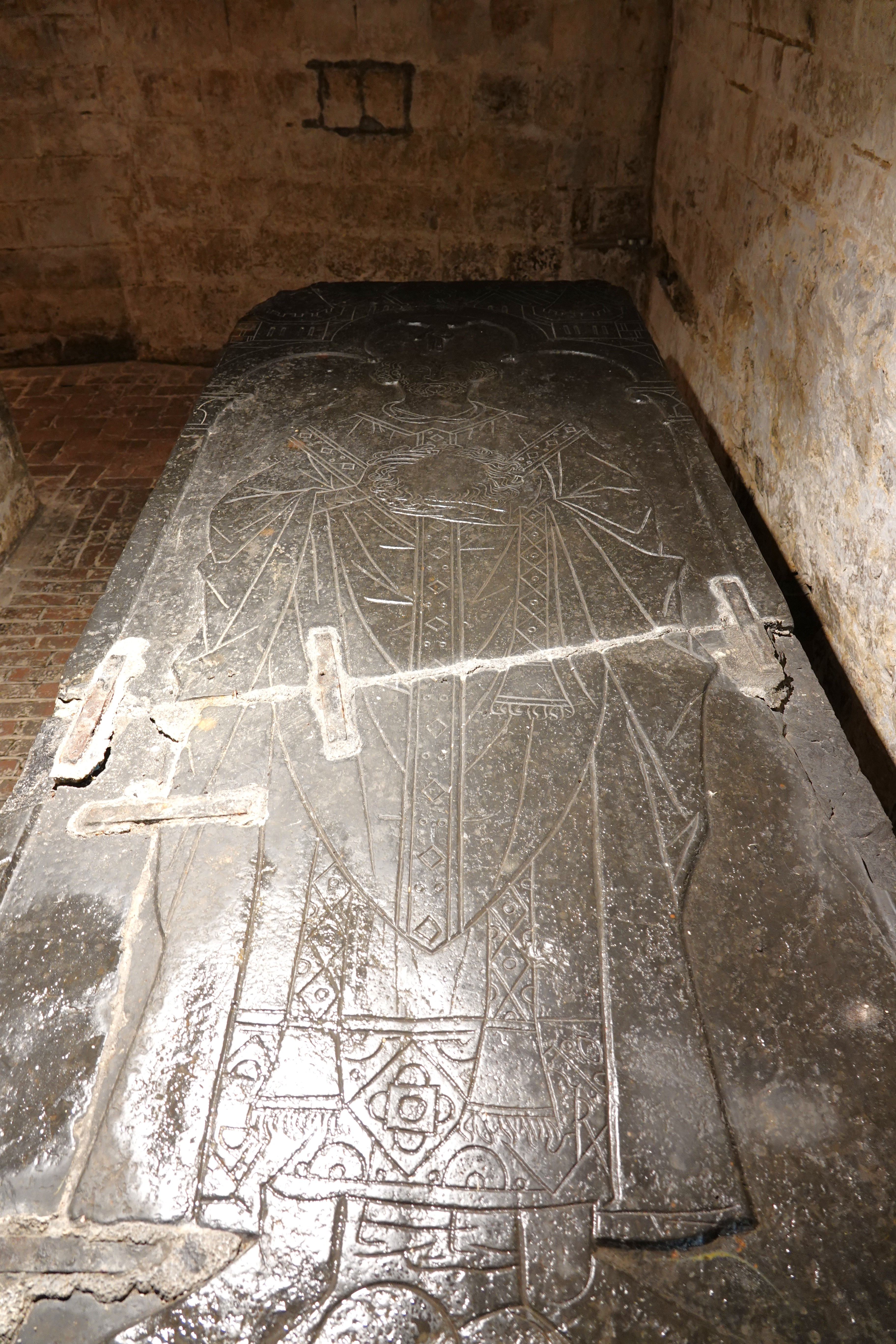
Couvercle du sarcophage
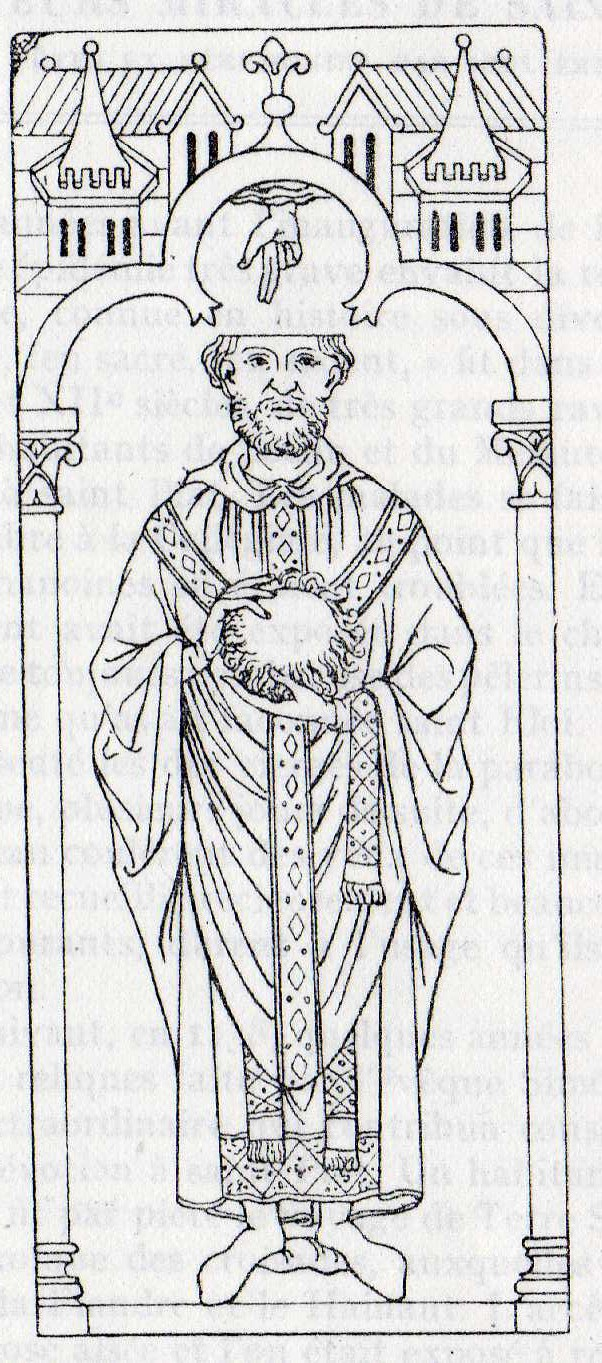
Relevé de la pierre

L'autel, au fond de la crypte, a été aménagé au XVIIIe siècle. Il est entouré d'une armoire et d'une piscine liturgique creusées dans le mur, ces dernières étant beaucoup plus anciennes.
Un puit est situé entre l'autel et le sarcophage. Il est profond de plus de 11m et a été creusé en même temps que la crypte. Son eau est réputée guérir les maux de tête.

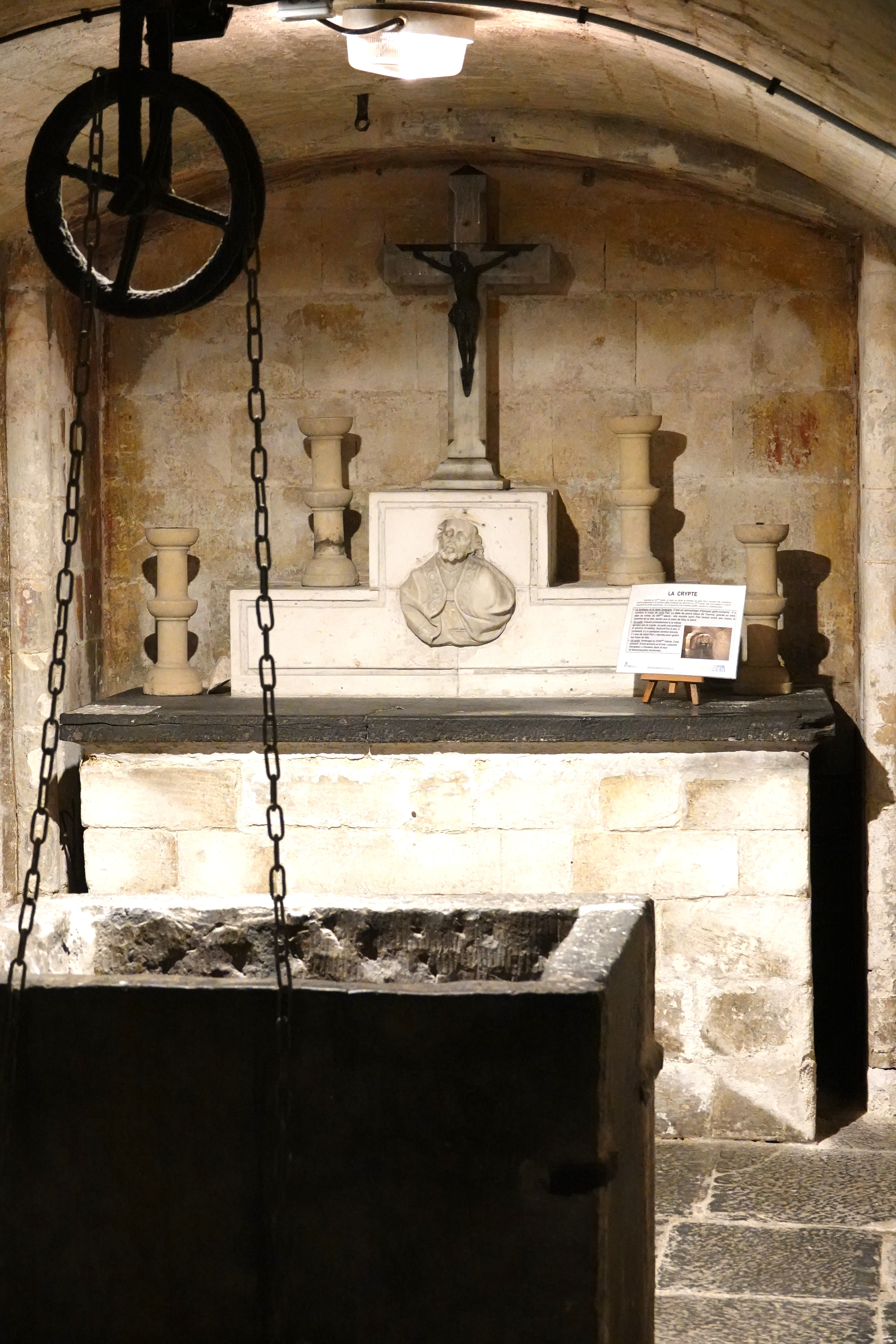
Puit et autel de la crypte

Les murs sont couverts de graffitis témoignant de l'histoire ancienne de la collégiale.

### Salle capitulaire
Accessible depuis le déambulatoire Sud, la salle capitulaire est probablement le vestige d'un ancien cloître contigu à la cathédrale. Elle daterait du XVe siècle. Elle présente des voûtes et un fenestrage gothiques. 

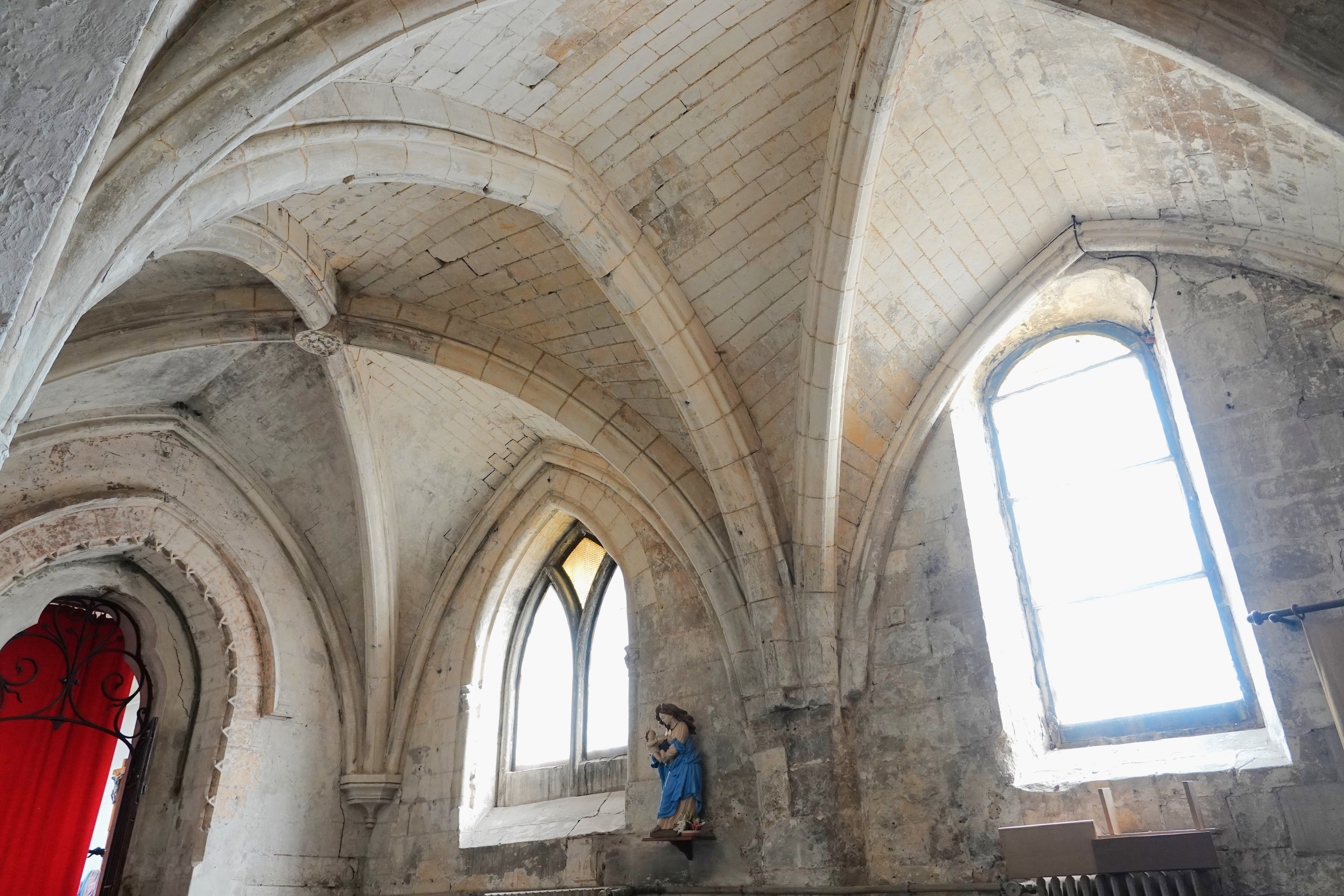
Voûtes et fenêtres de la salle capitulaire

Elle servait de salle de réunion au chapitre des chanoines. Elle est aujourd'hui aménagée pour la célébration des messes en semaine.

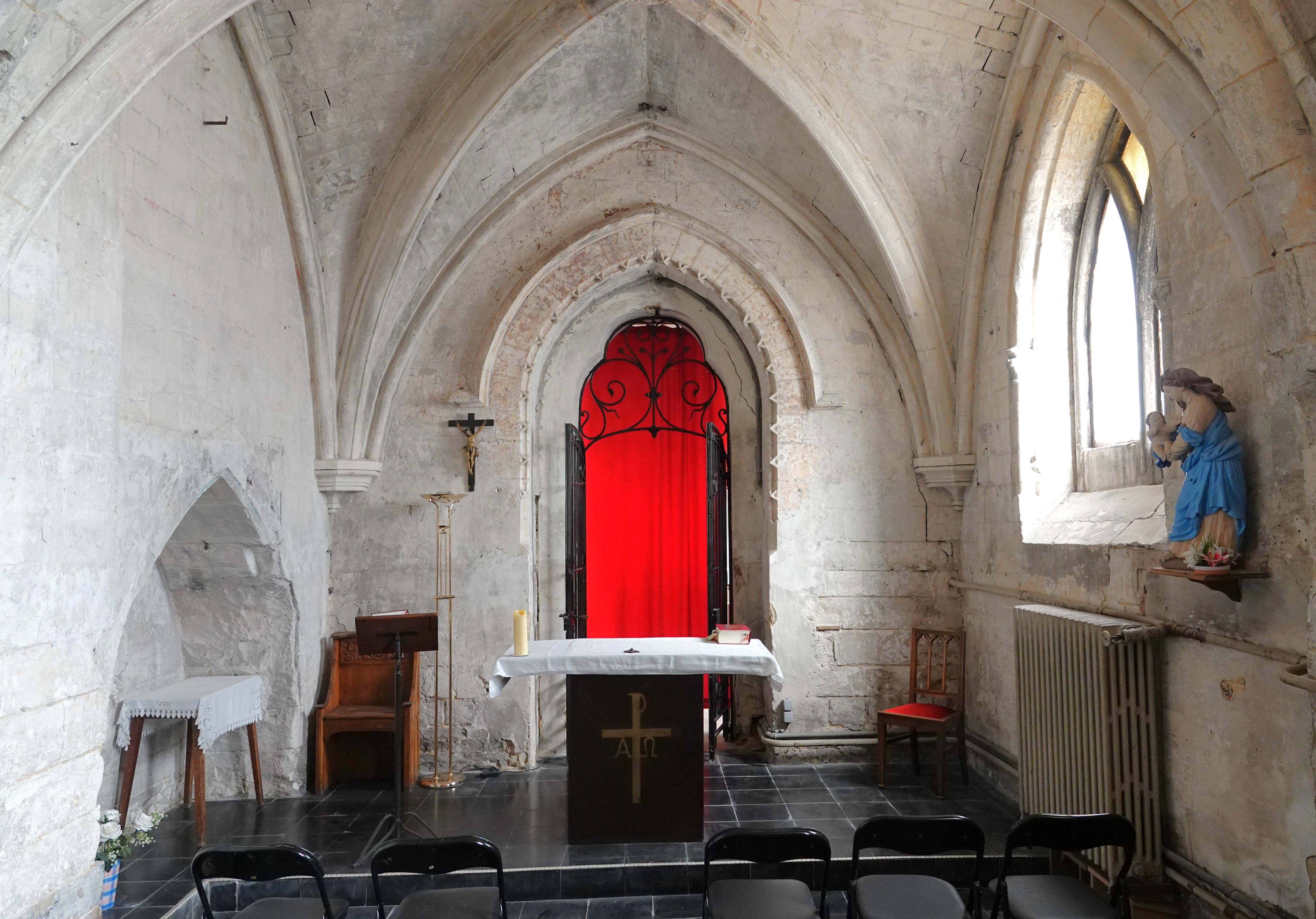
Intérieur de la salle capitulaire, aménagée en chapelle

### Maître-autel et retable
Le maître-autel en marbre est de Mathieu Jonniau et date de 1763. Il est inscrit à l'Inventaire Départemental des Antiquités et Objets d'Arts non classés par l'Etat le 3 novembre 1969, repris par l'arrêté d'inscription du 6 mars 1973.

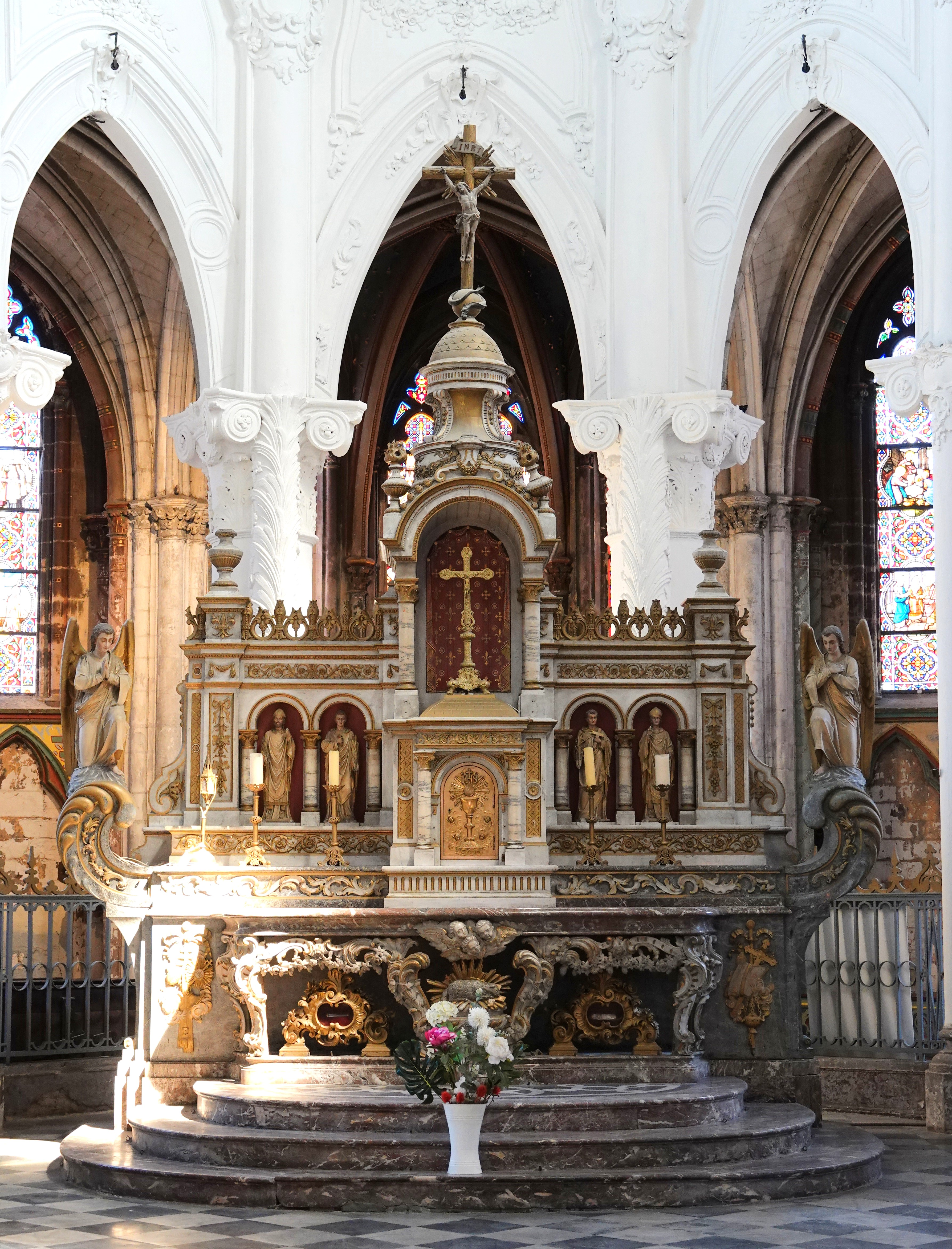
Maître-autel de l'église Saint-Piat de Seclin

Les reliques présentées sous la table du maître-autel sont celles de saint Fidentius, martyr, (à droite) et de sainte Dieudonnée, martyre, et de l'une des 11000 vierges et martyres (à gauche). Un troisième reliquaire au centre, caché par l'agneau pascal , contient des reliques non identifiées.

Dans le dernier quart du XIXe siècle, un retable, un tabernacle et deux anges adorateurs sont créés pour compléter l'autel. Ces éléments sont les œuvres du sculpteur et ébéniste belge Modeste Verlinden (1840-1909).

Retable, tabernacle et anges adorateurs du maître-autel, œuvres de Verlinden
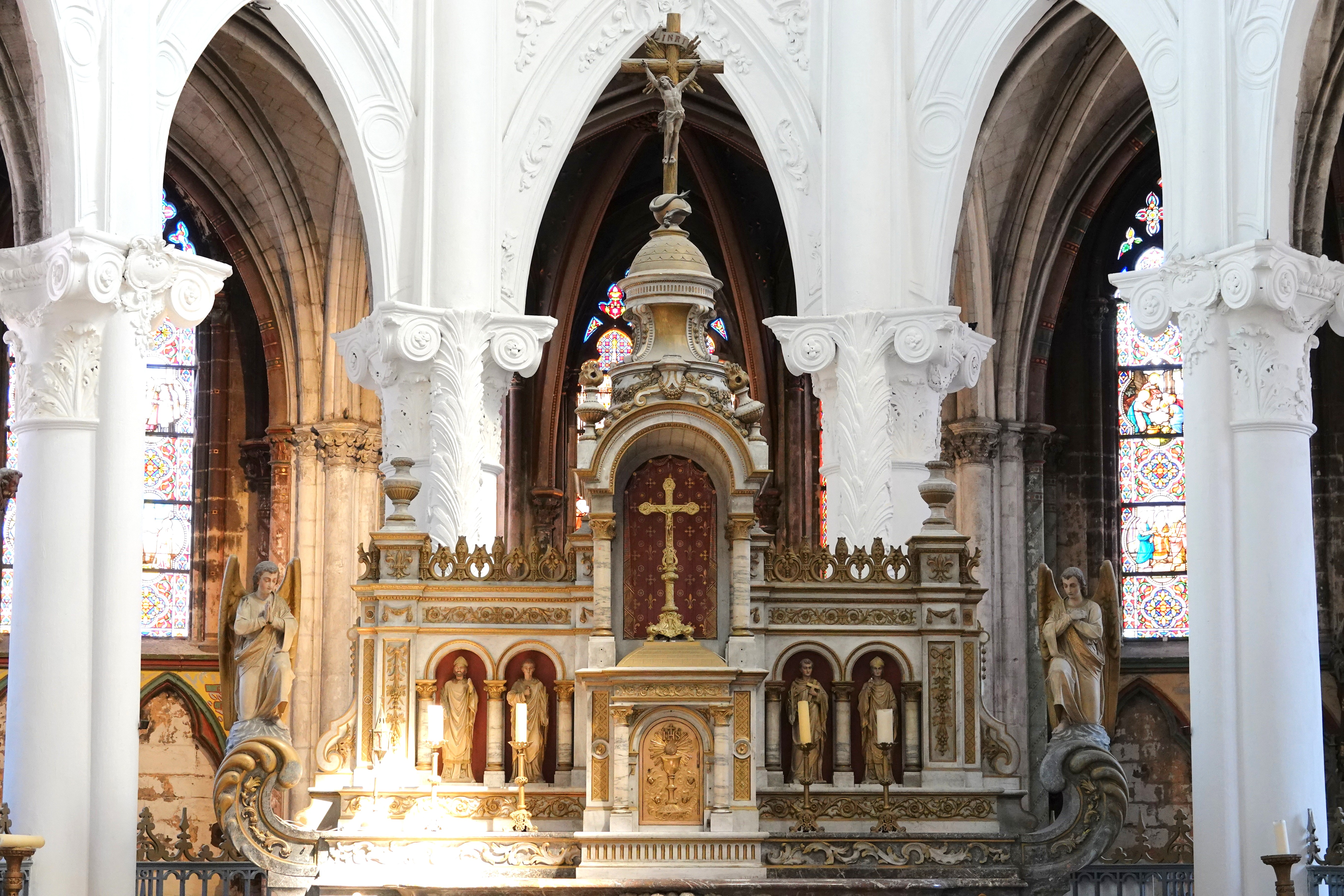
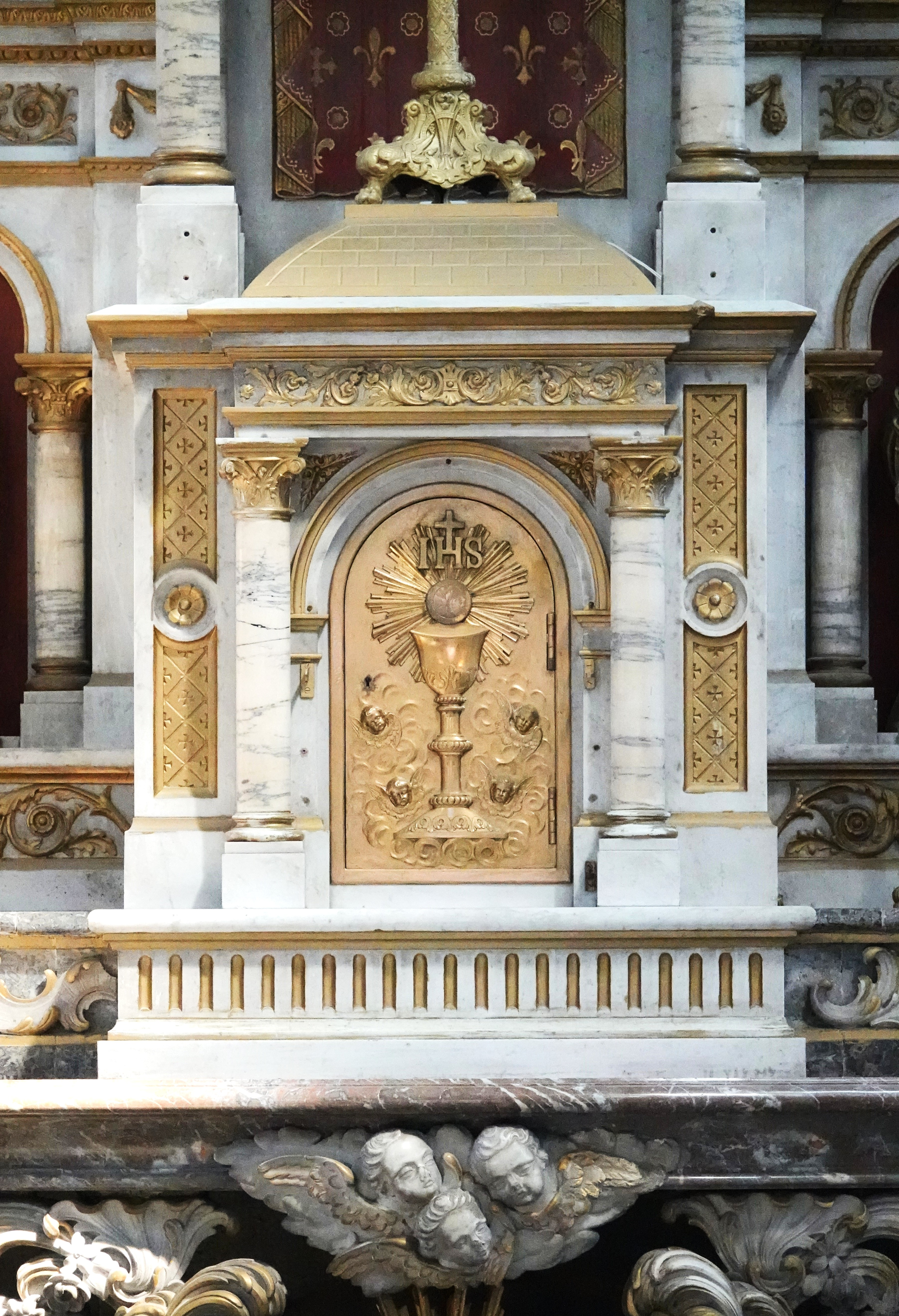
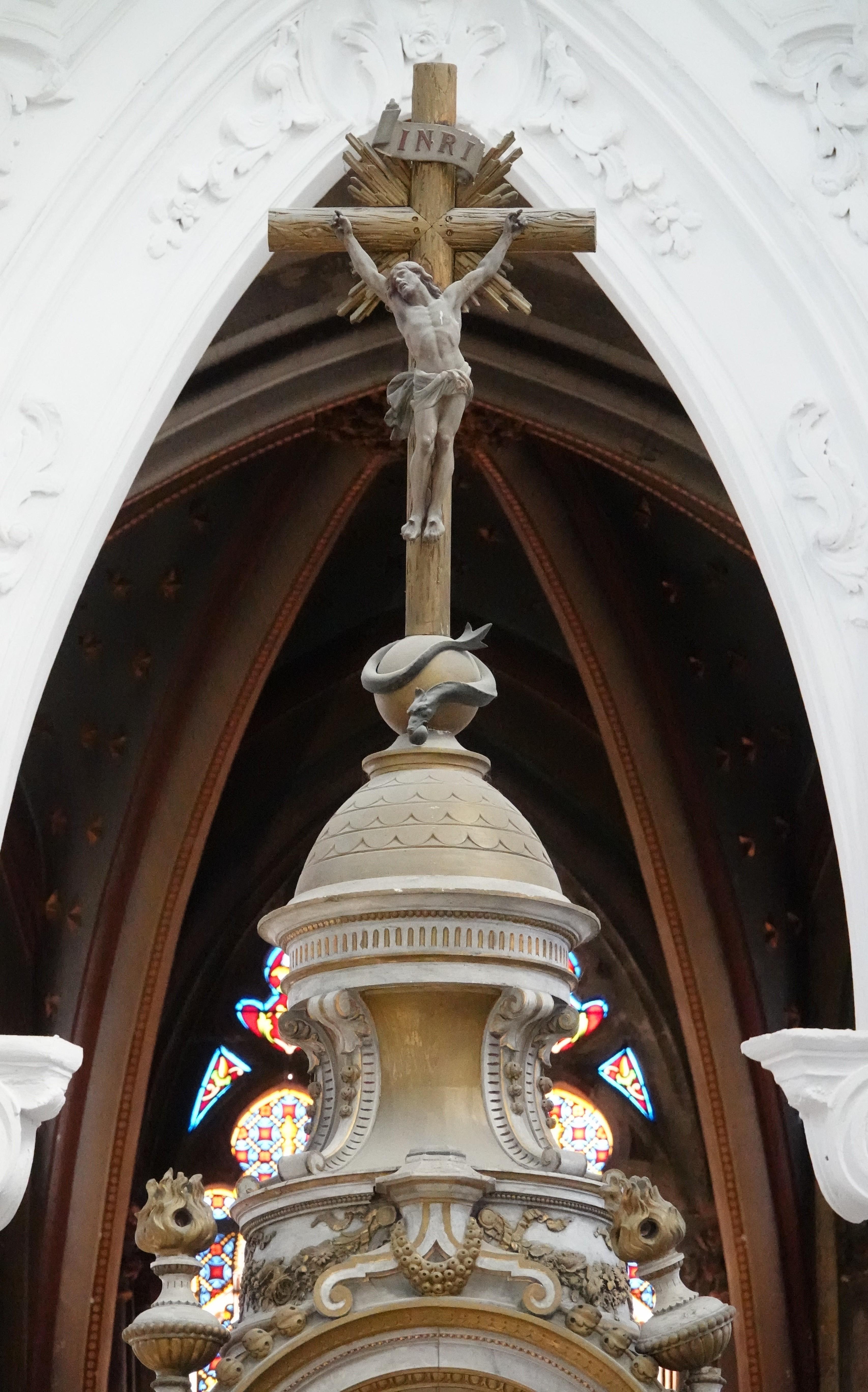
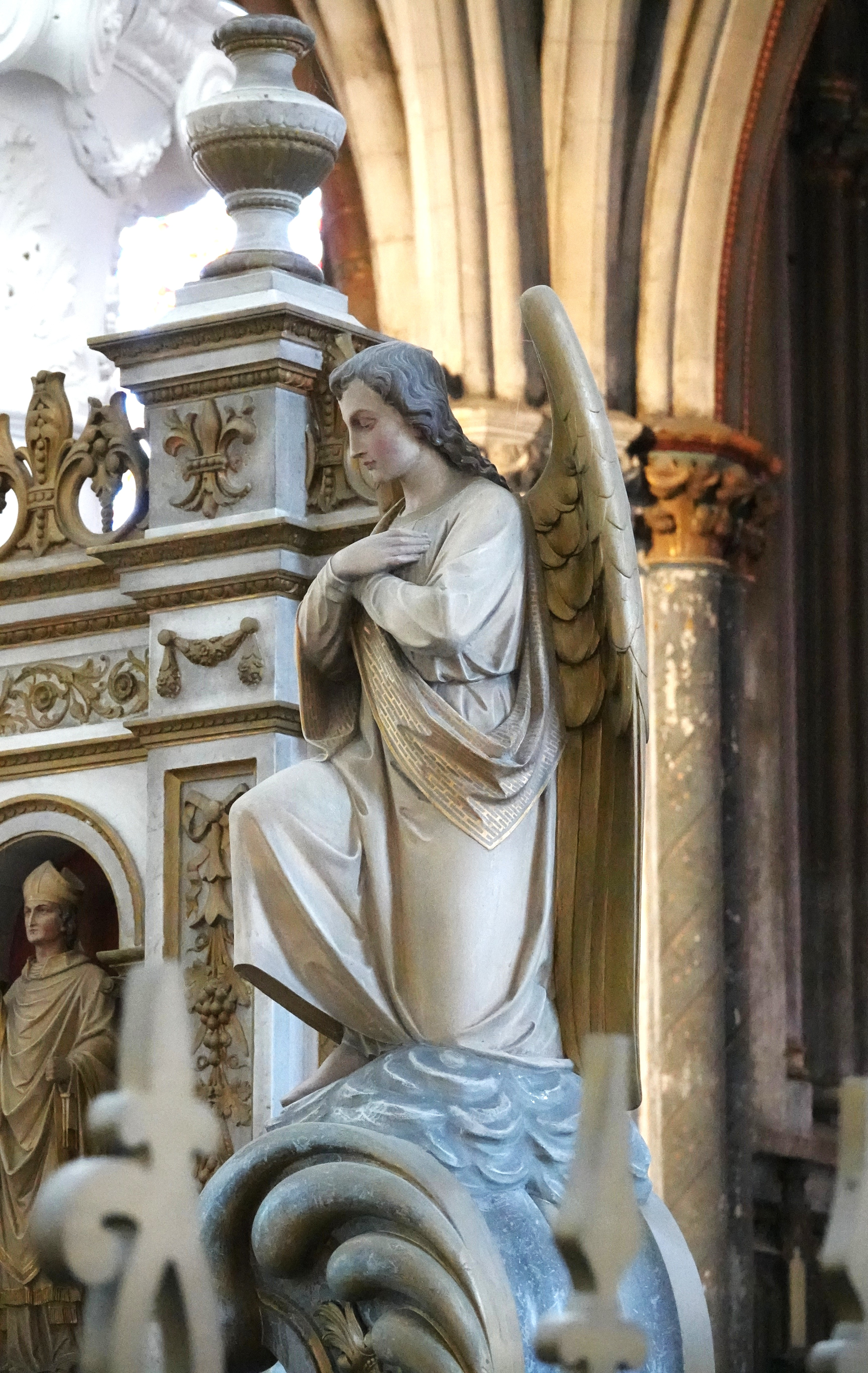
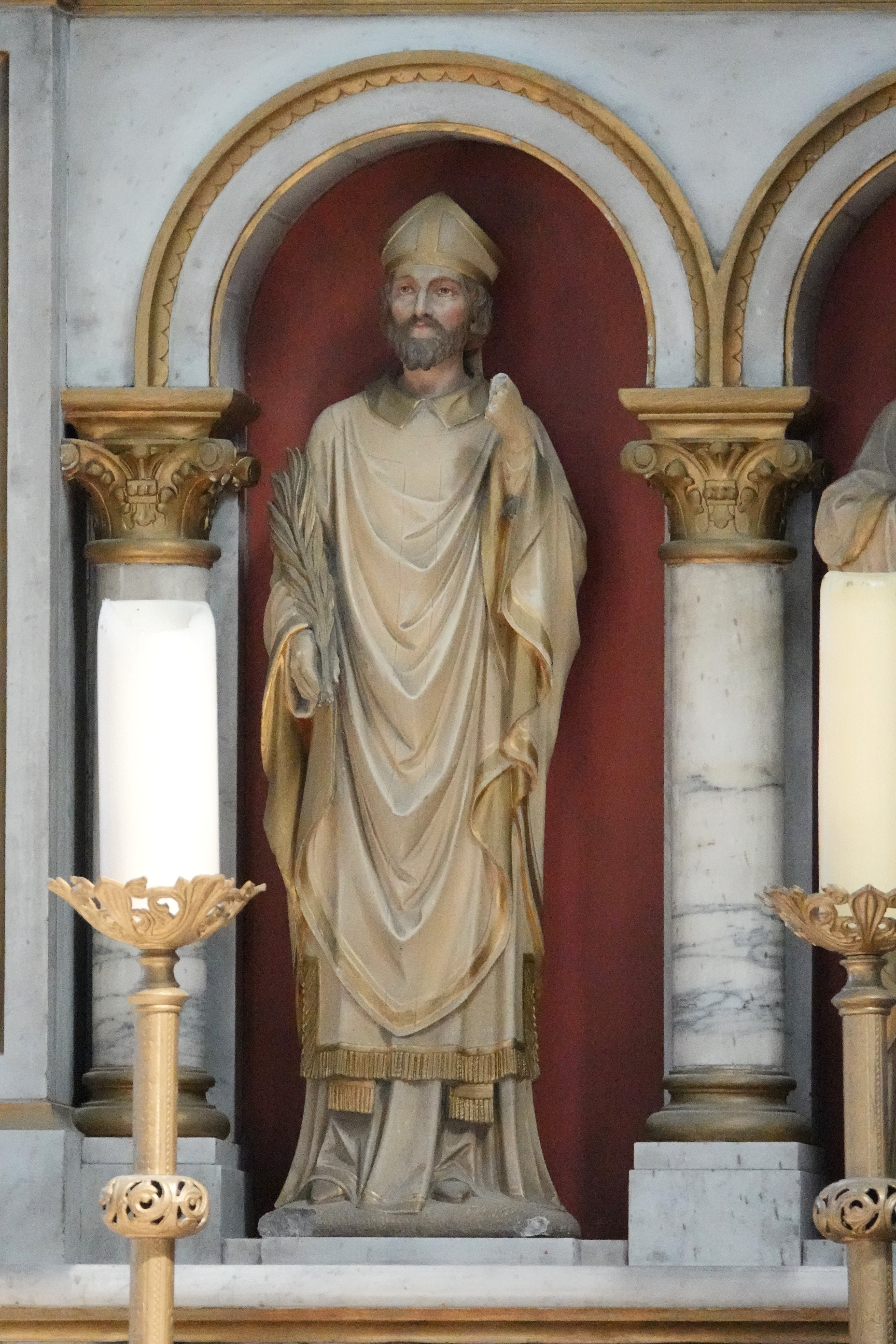

### Grandes toiles du chœur
Le maître-autel est surmonté et entouré de cinq grandes toiles peintes à l'huile, tendues sur châssis de bois (360 x 250 cm). Elles datent vraisemblablement du XVIIIe siècle. Elles représentent le Christ entouré des quatre évangélistes avec leurs attributs. 

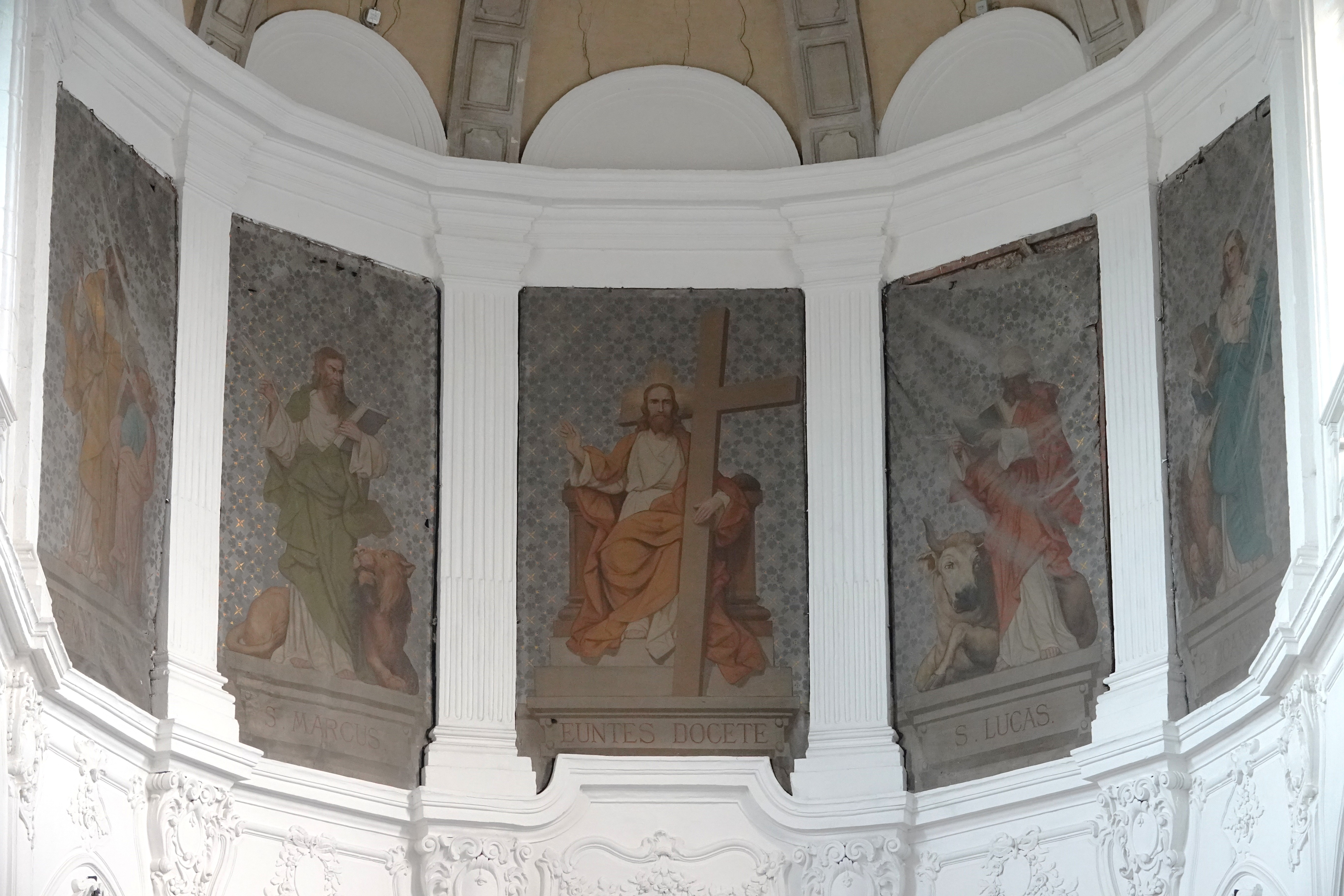
Grandes toiles du chœur

Elles sont aujourd'hui très encrassées. Certaines se décrochent et présentent des détériorations. Une collecte pour leur restauration est actuellement en cours auprès de la Fondation du Patrimoine. 

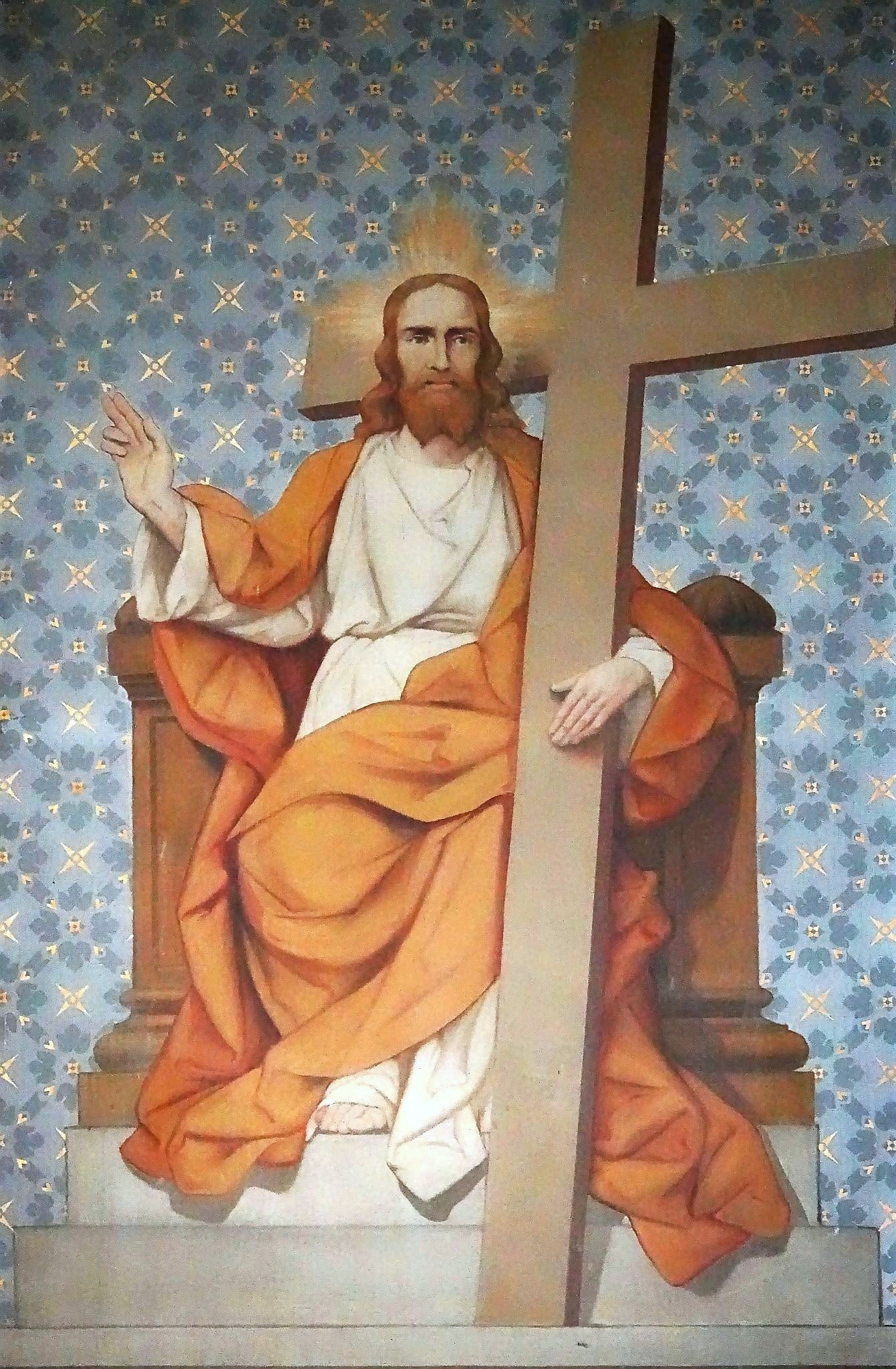
Toile centrale (détail), restaurée numériquement pour la rendre lisible.

### Reliques de Saint Piat
La collégiale abrite deux reliquaires contenant les reliques de Saint Piat. Le premier est une châsse en acajou datant de 1804. Elle est située dans une armoire placée au revers du maître-autel. Cette châsse renferme divers ossements.

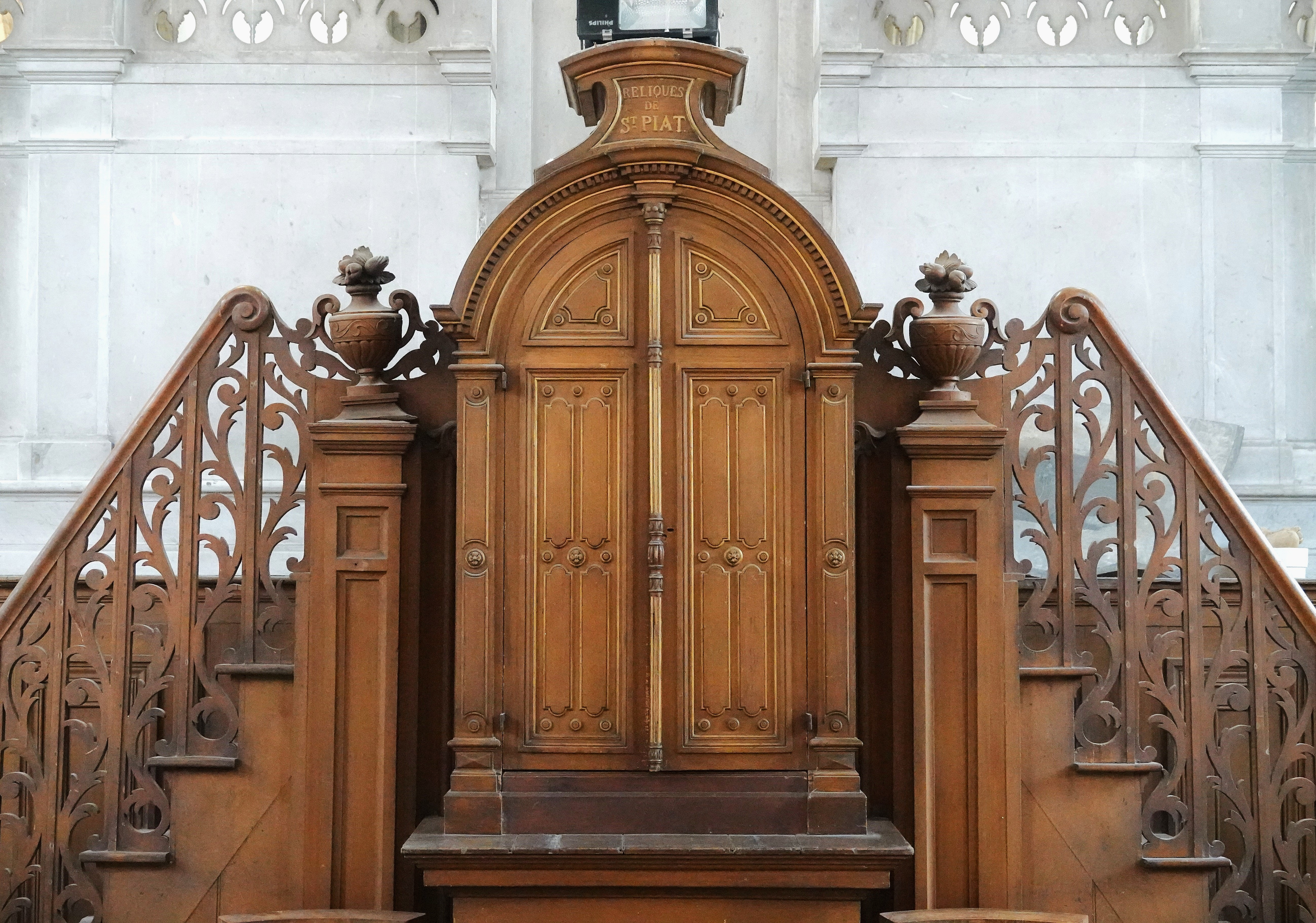
Armoire (fermée) des reliques de Saint Piat à l'arrière du maître-autel

Le deuxième reliquaire est une châsse en bois doré néogothique datant de 1853. Aux angles de cette châsse sont représentés Saint Chrysole, Saint Eleuthère, Saint Eloi et Saint Eubert. Elle renferme un fémur droit et une partie de la boite crânienne de Saint Piat. Elle se trouve habituellement dans une chapelle du déambulatoire Sud mais elle participe aussi chaque année à la Grande procession de Tournai en septembre.

Châsse reliquaire de Saint Piat
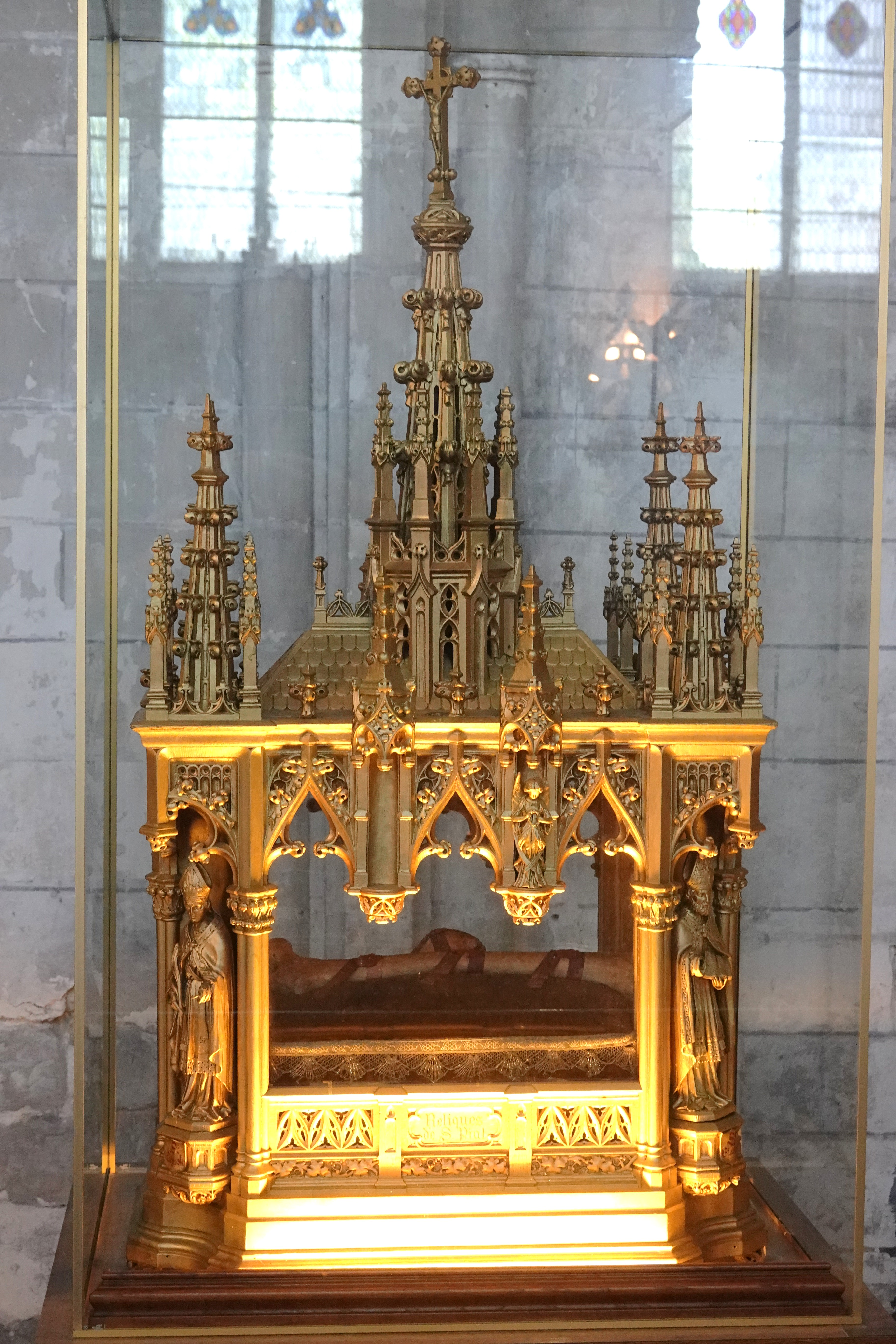
Châsse
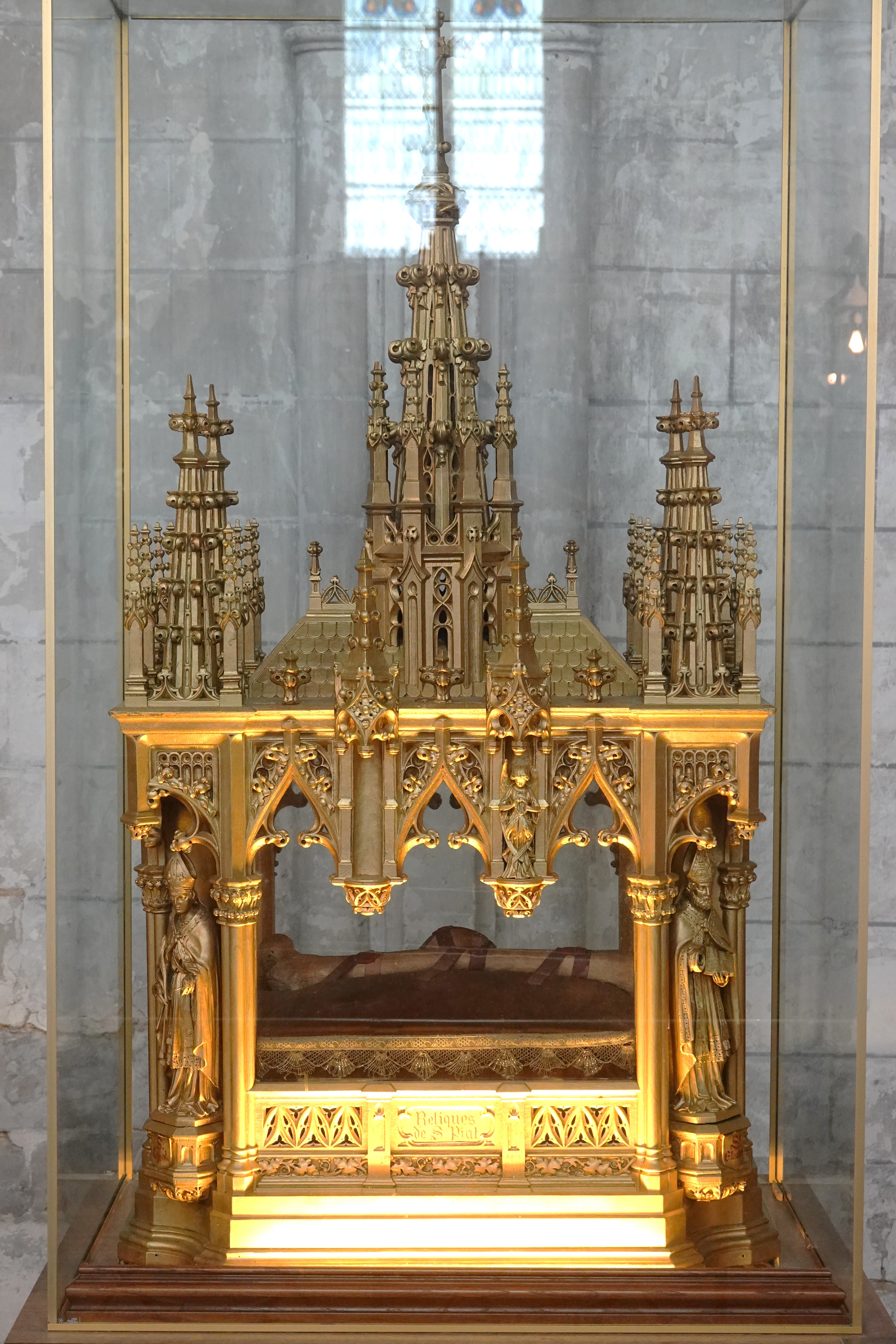
Châsse
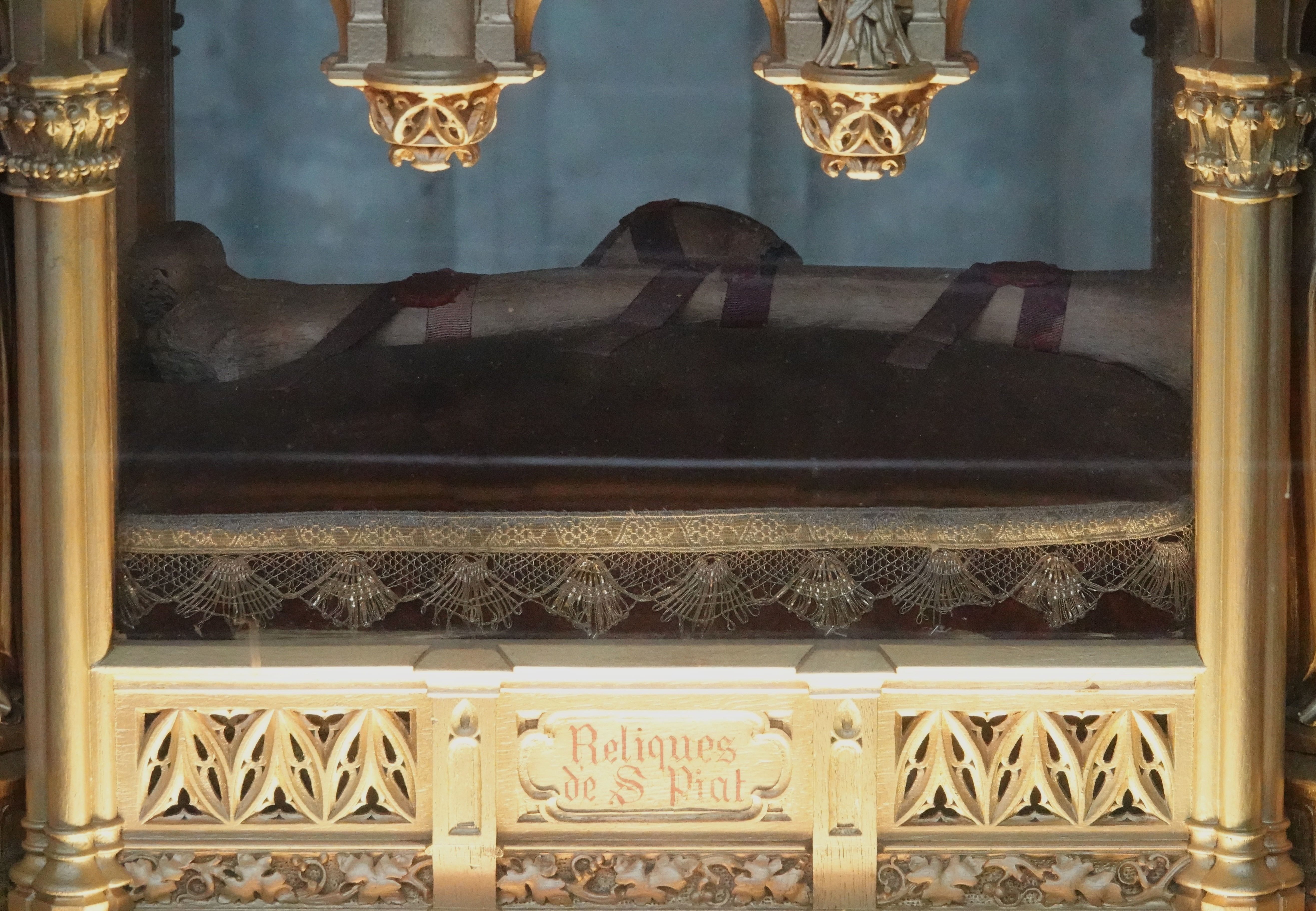
Reliques
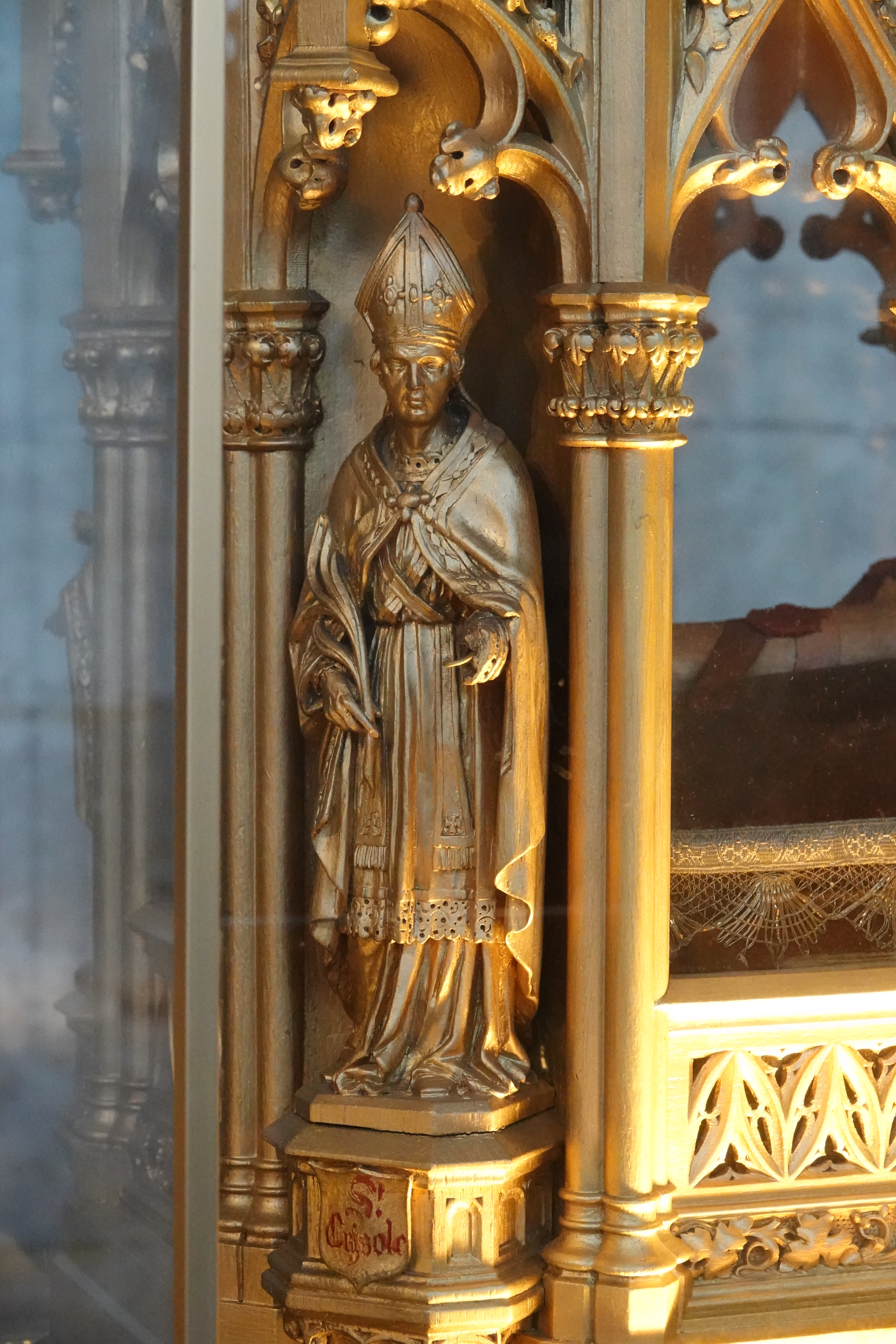
Saint Chrysole
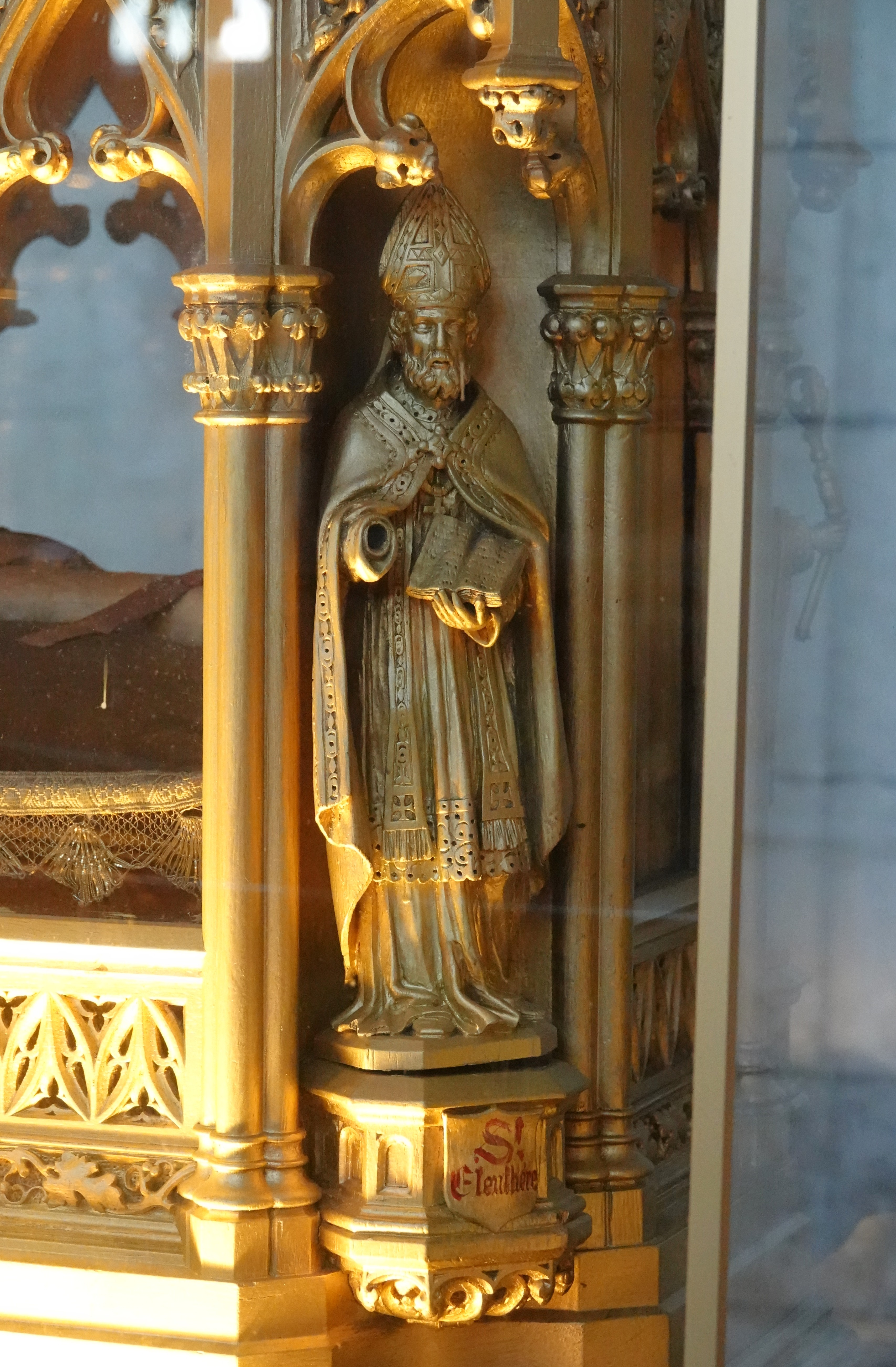
Saint Eleuthère

### Chemin de croix
Dans la seconde moitié du XIXe siècle, l'église est dotée d'un chemin de croix dont l'encadrement est de style néogothique. Malheureusement, les stations sont endommagées durant la Première Guerre mondiale. Une seule station est encore aujourd'hui présente et se trouve dans le transept Nord. 

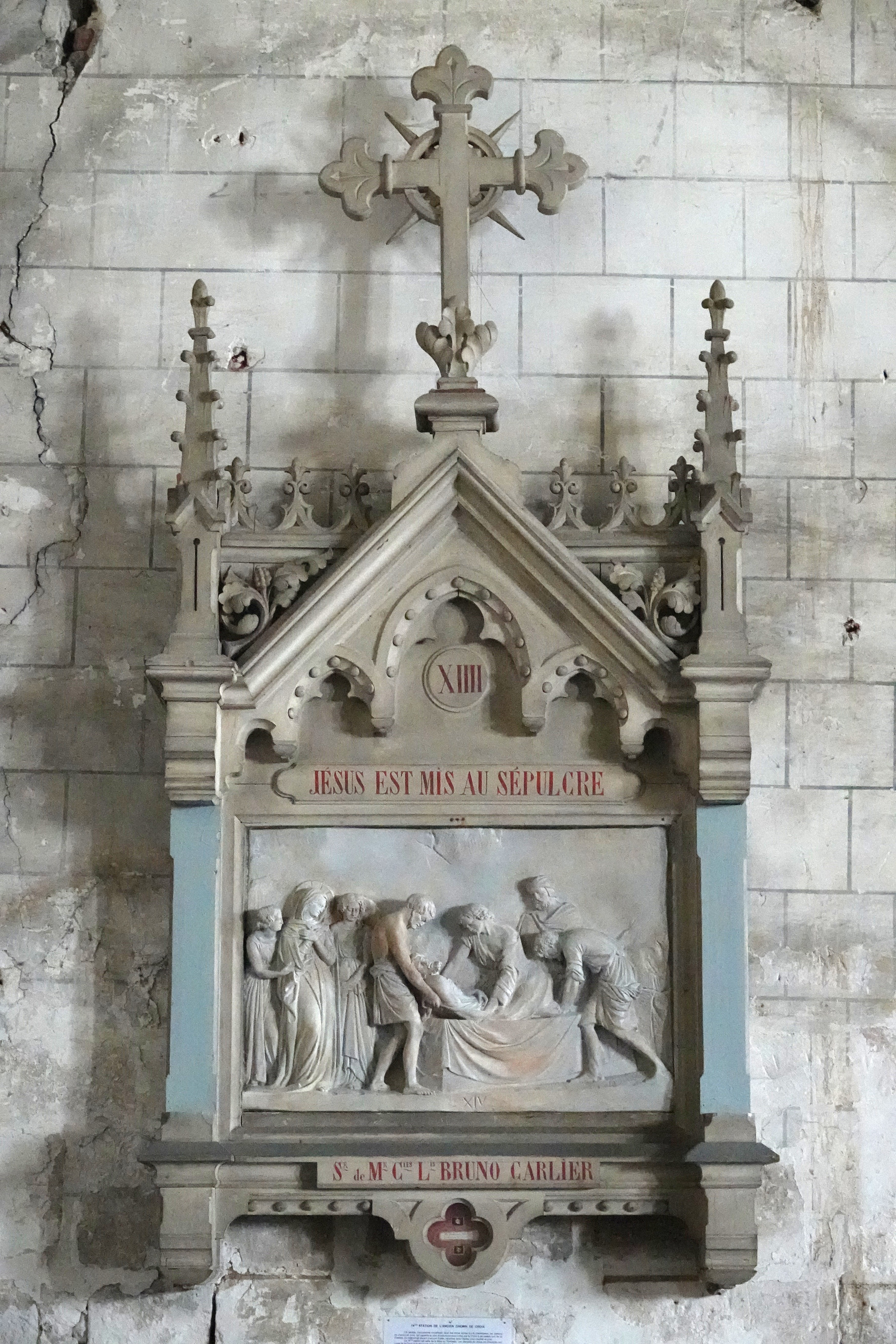
Station 14 du premier chemin de croix de la collégiale

En 2006, un nouveau chemin de croix est installée dans la collégiale en provenance de l'ancienne église Saint Paul d'Haubourdin, aujourd'hui détruite. Daté de 1931, ce  chemin de croix a été réalisée par la Cuivrerie Saint-Eloi (Desclée Frères & Cie) d'après les dessins de Georges Trenteseaux, peintre et professeur à l'école Saint-Luc de Tournai. Il s'agit d'un ensemble de plaques de laiton gravées. Le style est Art Déco. Chaque scène est formée par un dessin au trait qui rappelle par son style celui des illustrations de Jos Speybrouck. Ce dernier était un collègue et un proche de Georges Trenteseaux.

Stations du chemin de croix de l'église Saint-Piat de Seclin
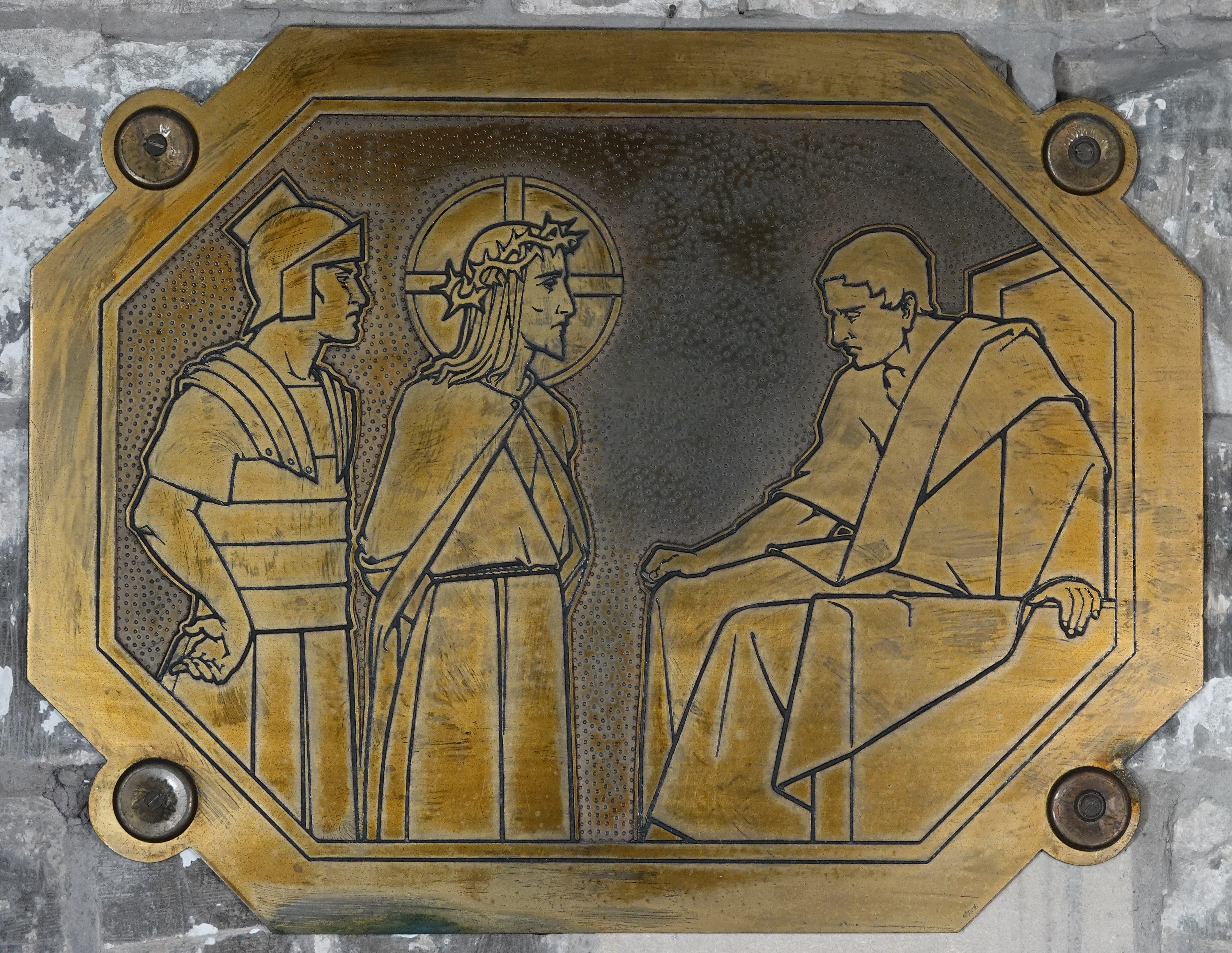
Station 01
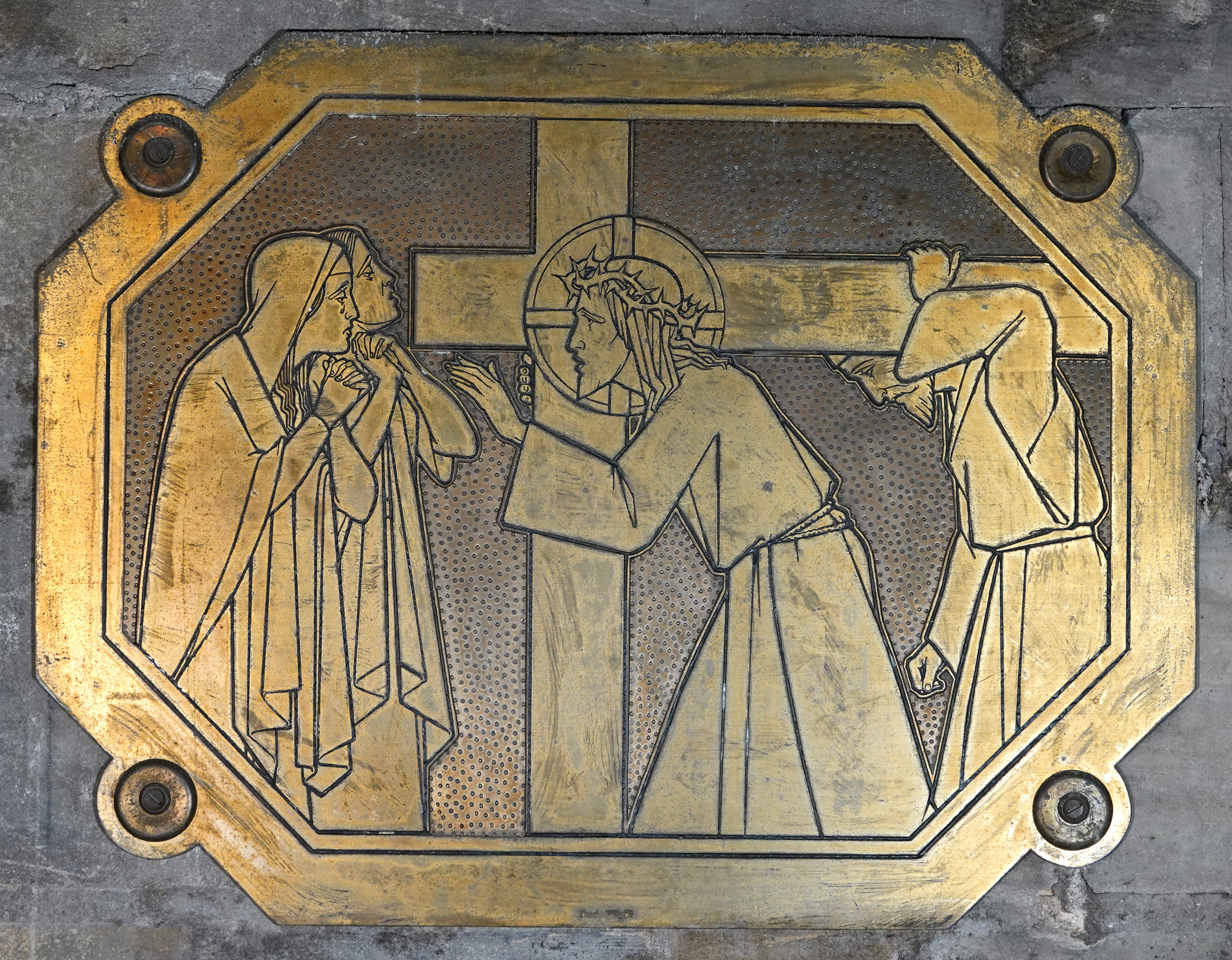
Station 08
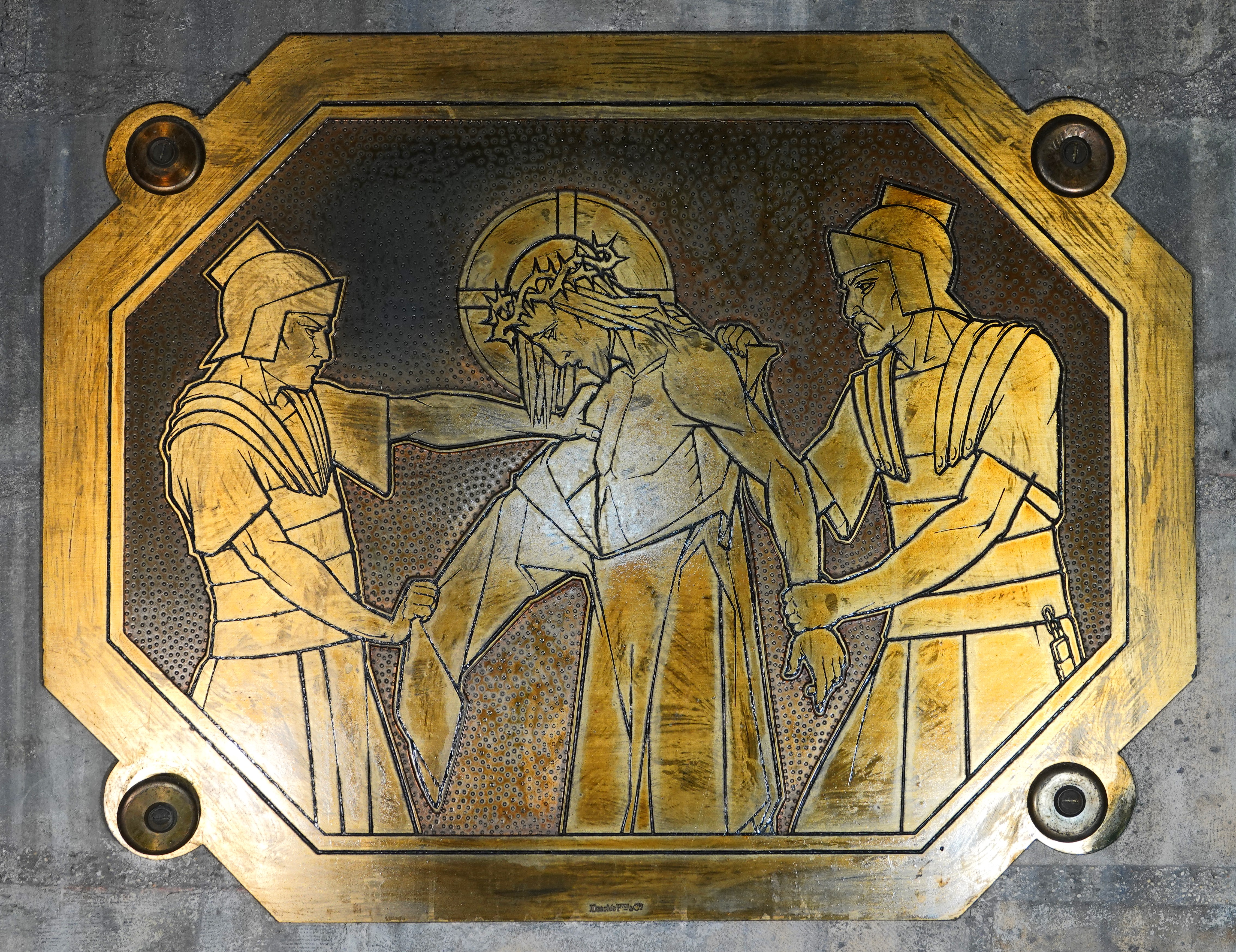
Station 10
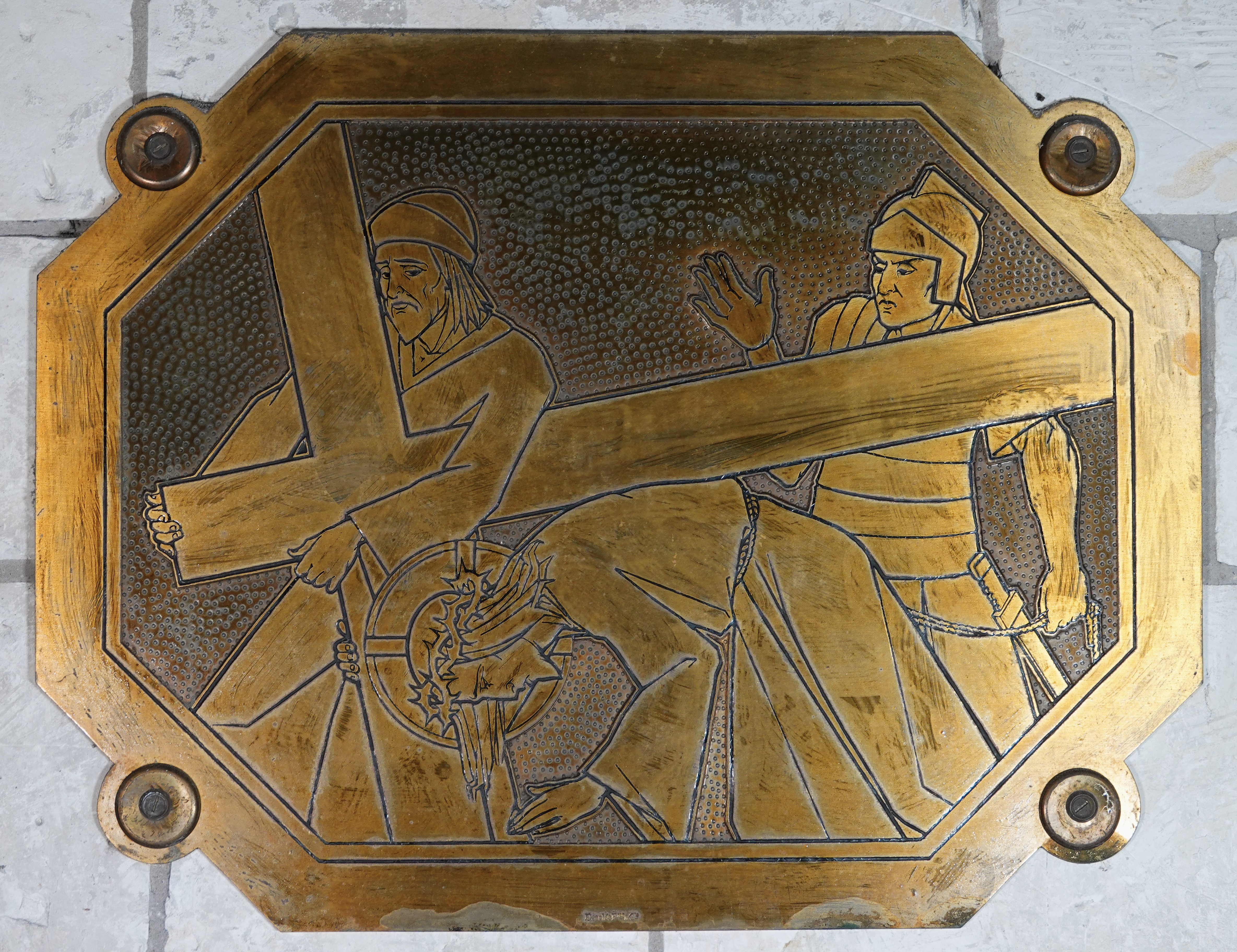
Station 07
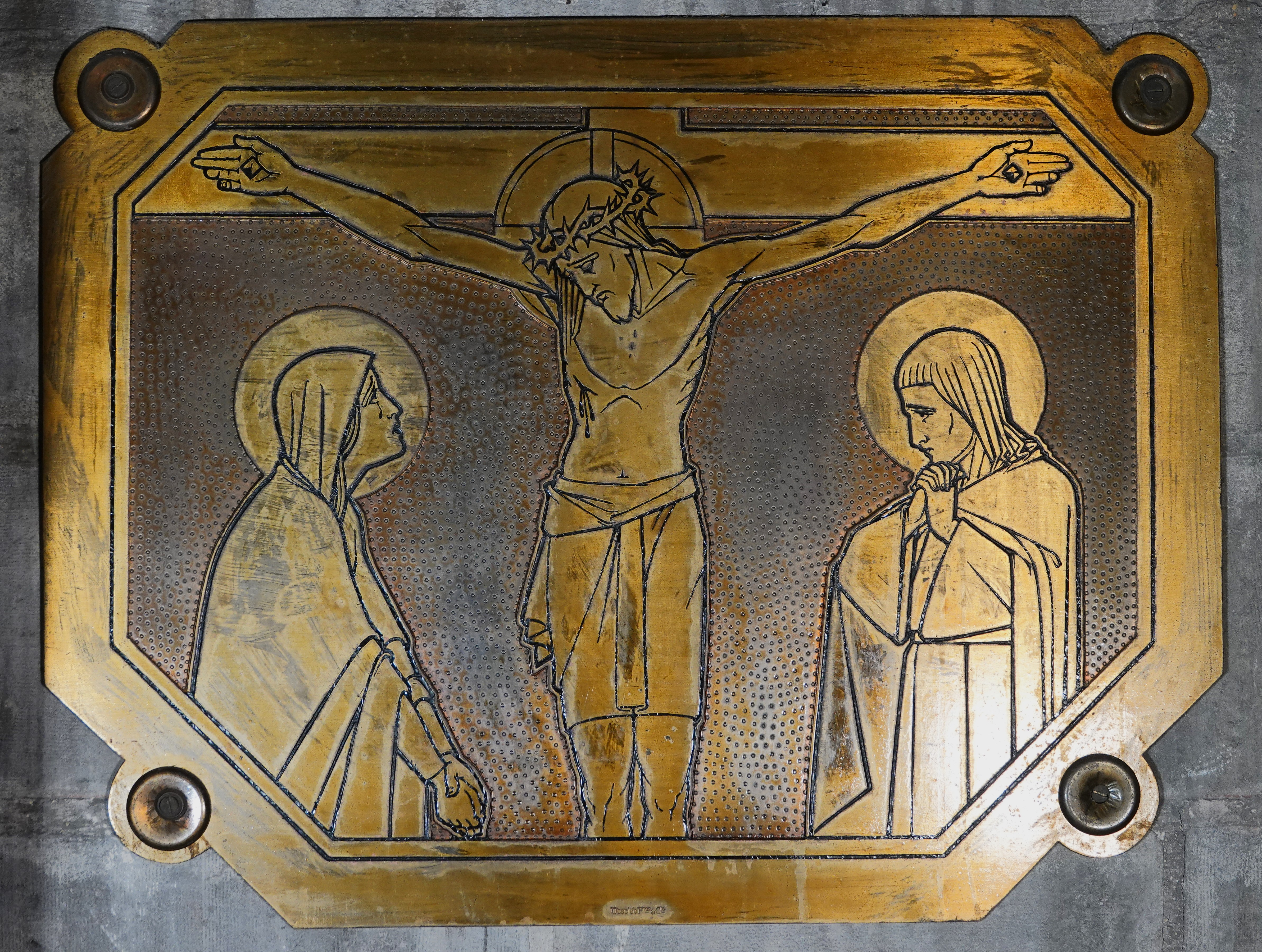
Station 12

Depuis 2009, il existe aussi un projet de création de vitraux pour la nef de la collégiale dont le thème est les stations du chemin de croix. 

### Confessionnaux
L'église possède cinq confessionnaux en chêne dont quatre dans la nef et un dans le déambulatoire :
- Trois confessionnaux sont de Modeste Verlinden[9] (1840-1909). Leurs tympans représentent Marie-Madeleine pénitente, le Bon Pasteur et le retour du Fils prodigue. Ils ont été réalisé pendant la période d'activité de Verlinden : 1874-1909.

Confessionnaux de Modeste Verlinden
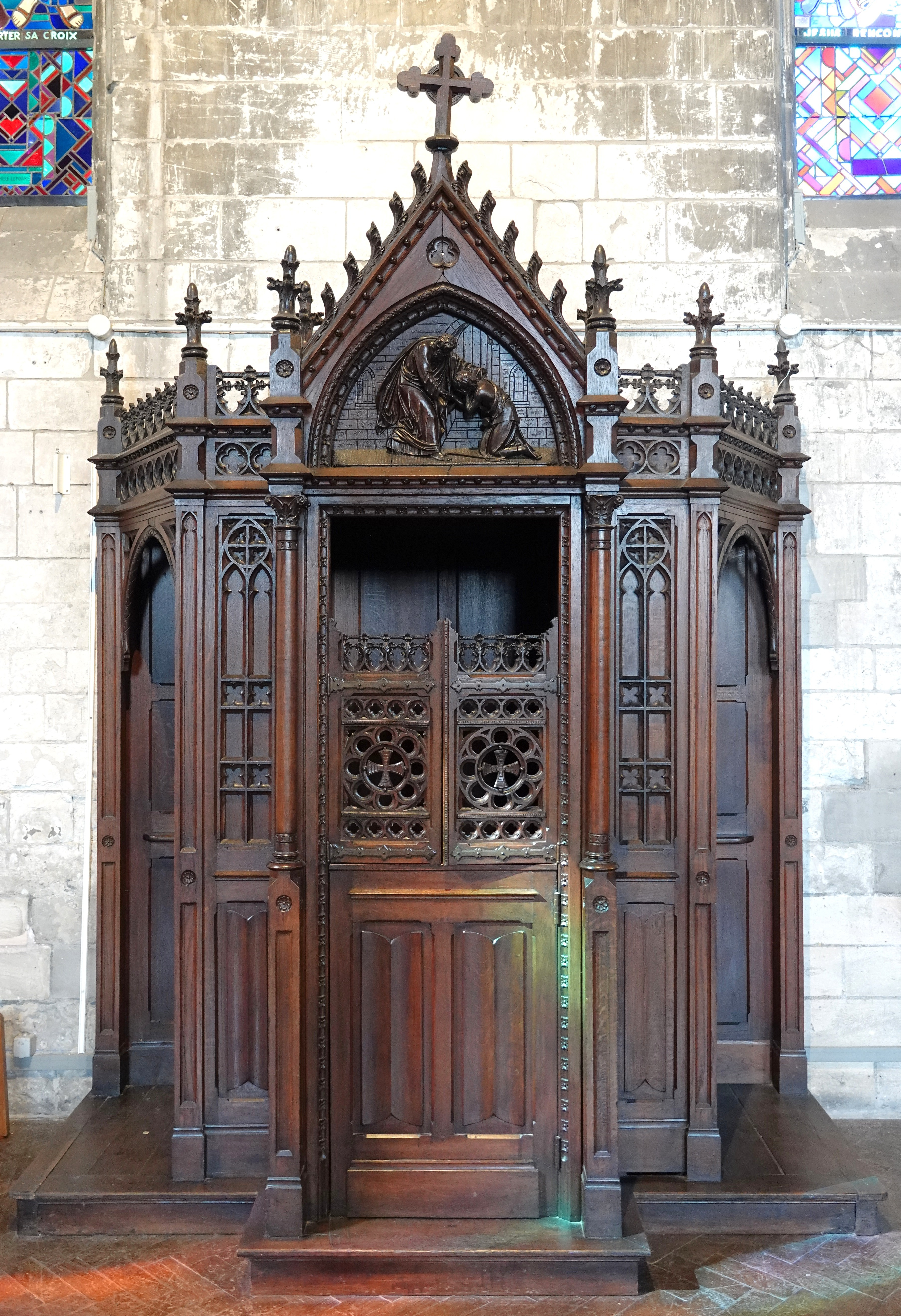
Confessionnal "Fils prodigue"
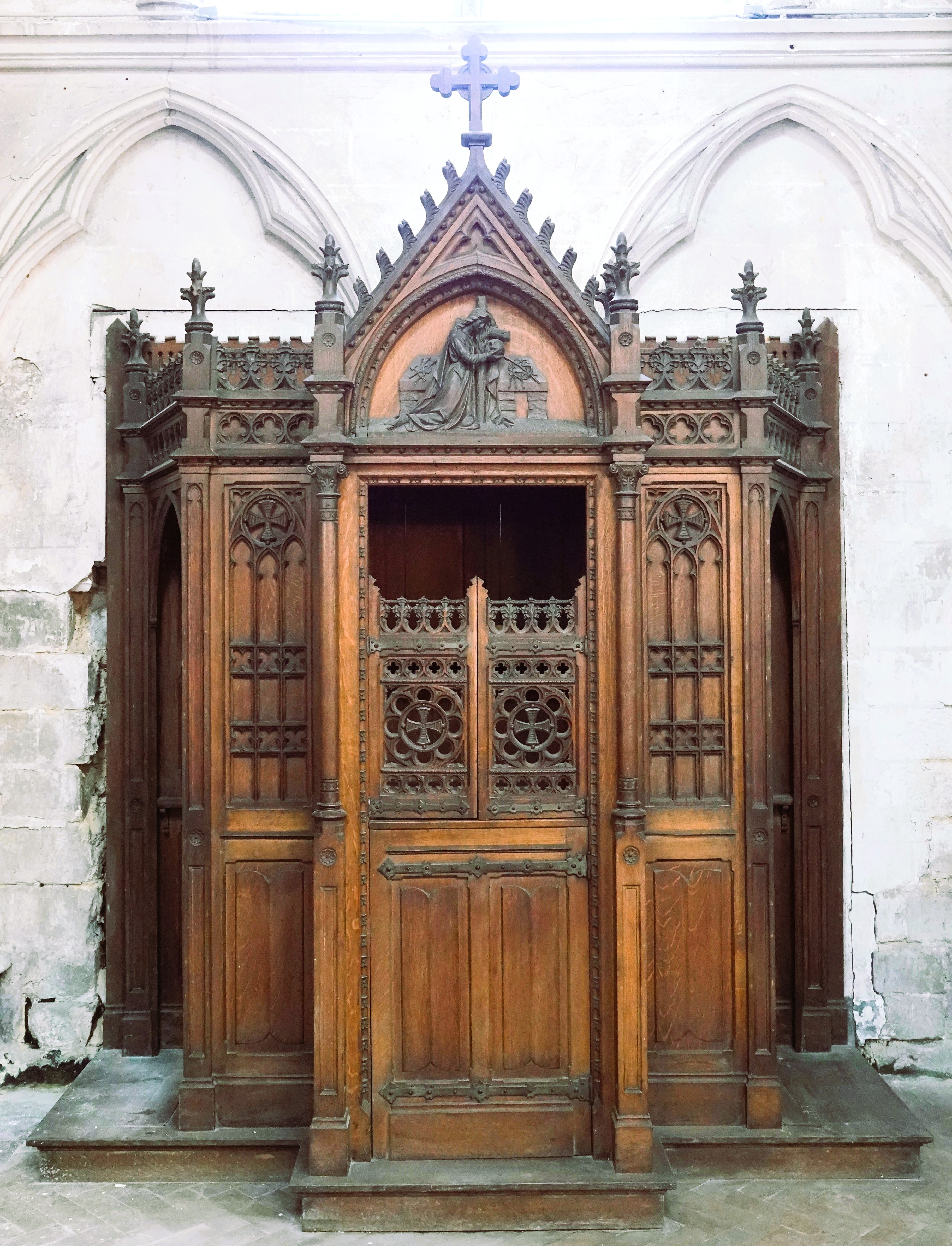
Confessionnal "Marie-Madeleine pénitente"
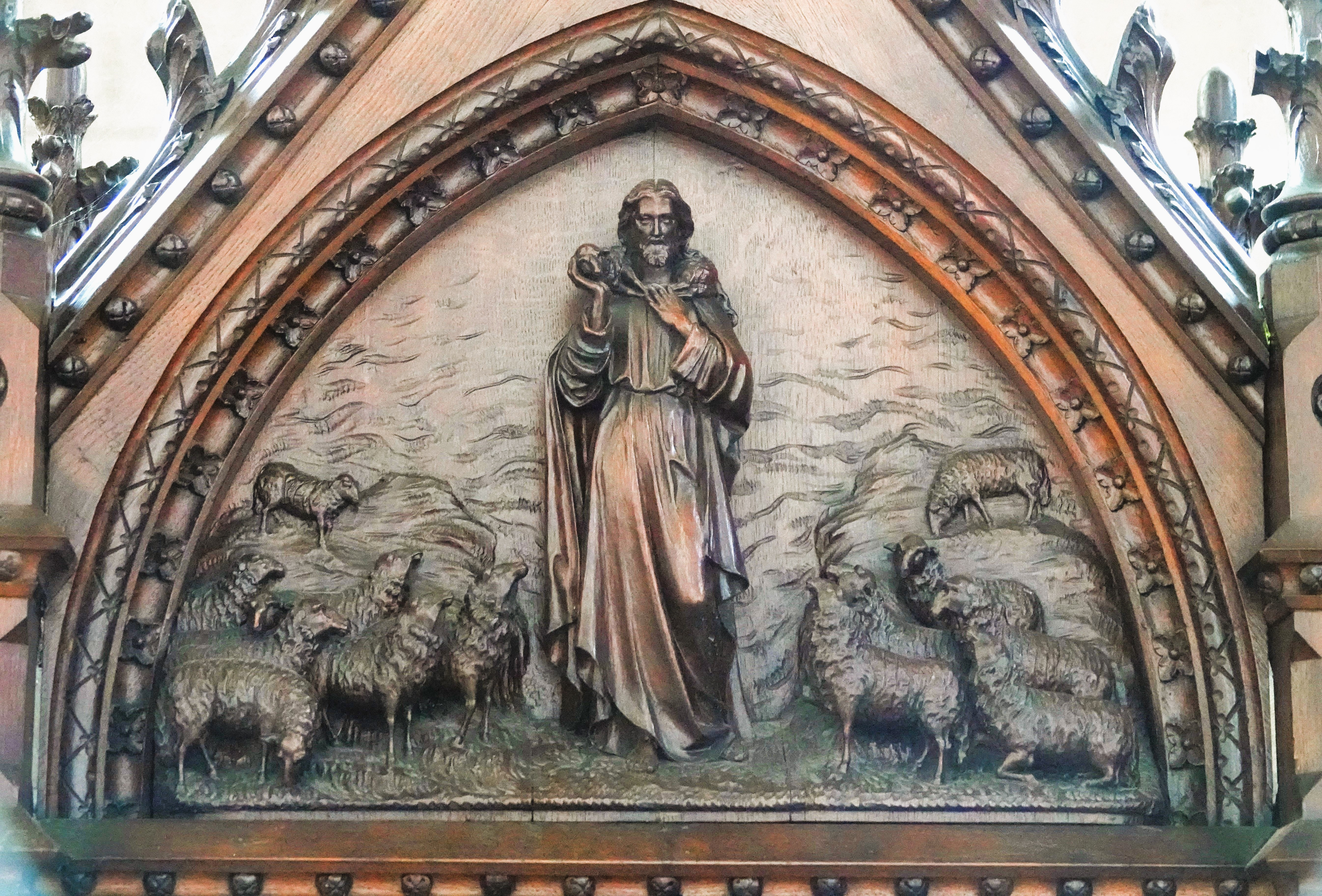
Tympan du confessionnal "Bon Pasteur"
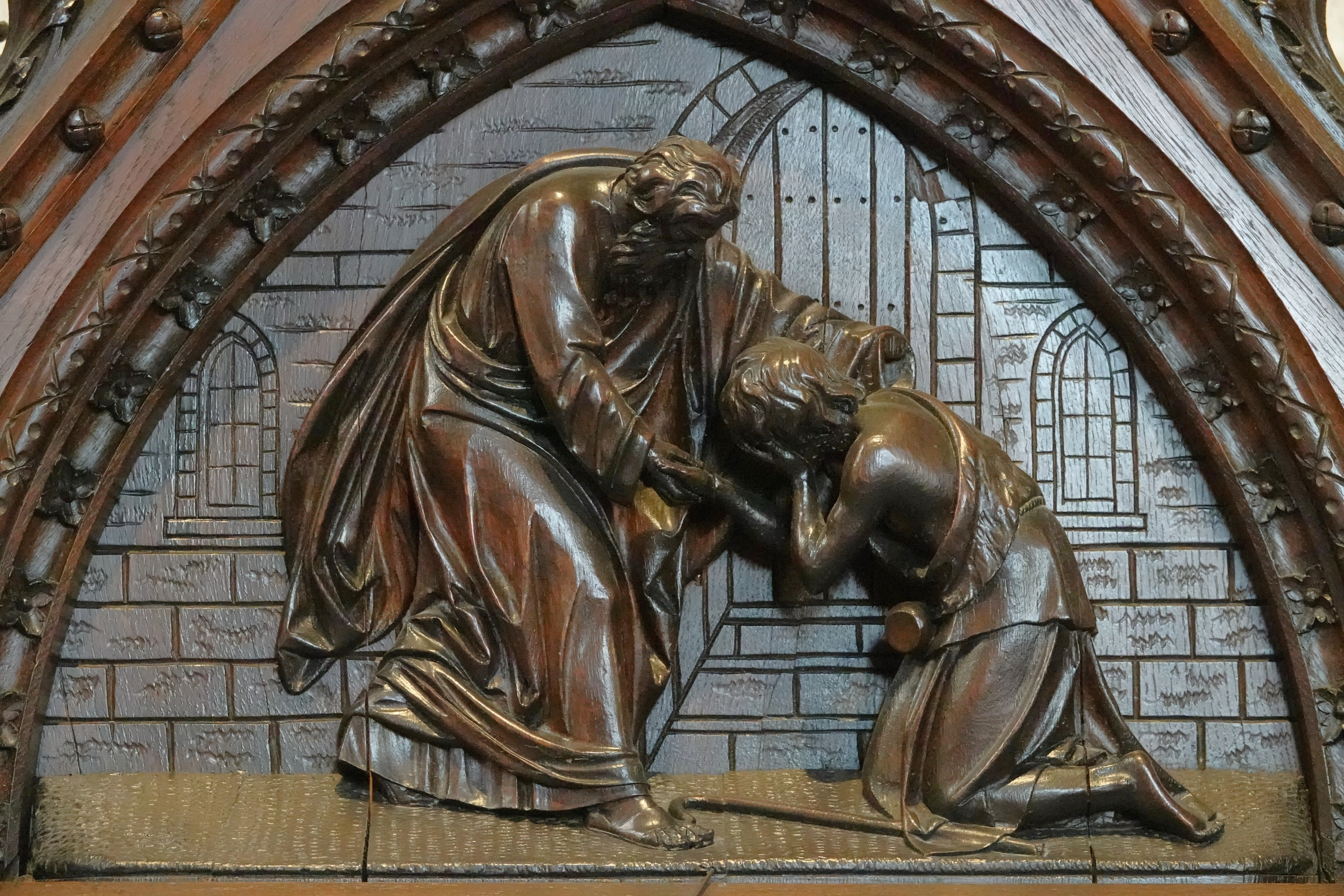
Tympan du confessionnal "Fils prodigue"
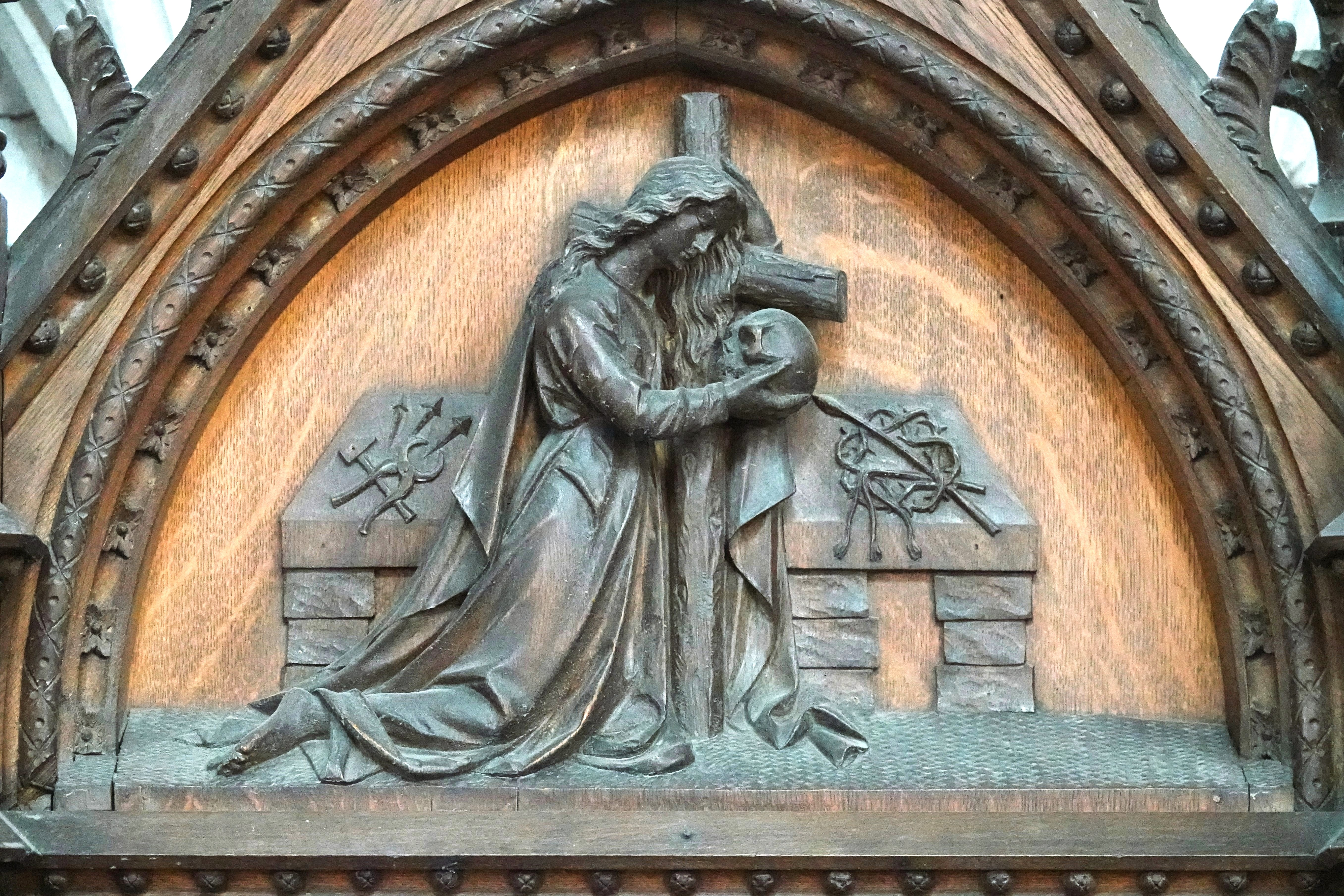
Tympan du confessionnal "Marie-Madeleine pénitente"

- Deux confessionnaux, les plus grands, représentent les clés de Saint Pierre et la tiare papale. Ils datent de la fin du XIXe siècle ou du début du XXe siècle

Confessionnal "clés de Saint Pierre et tiare papale"
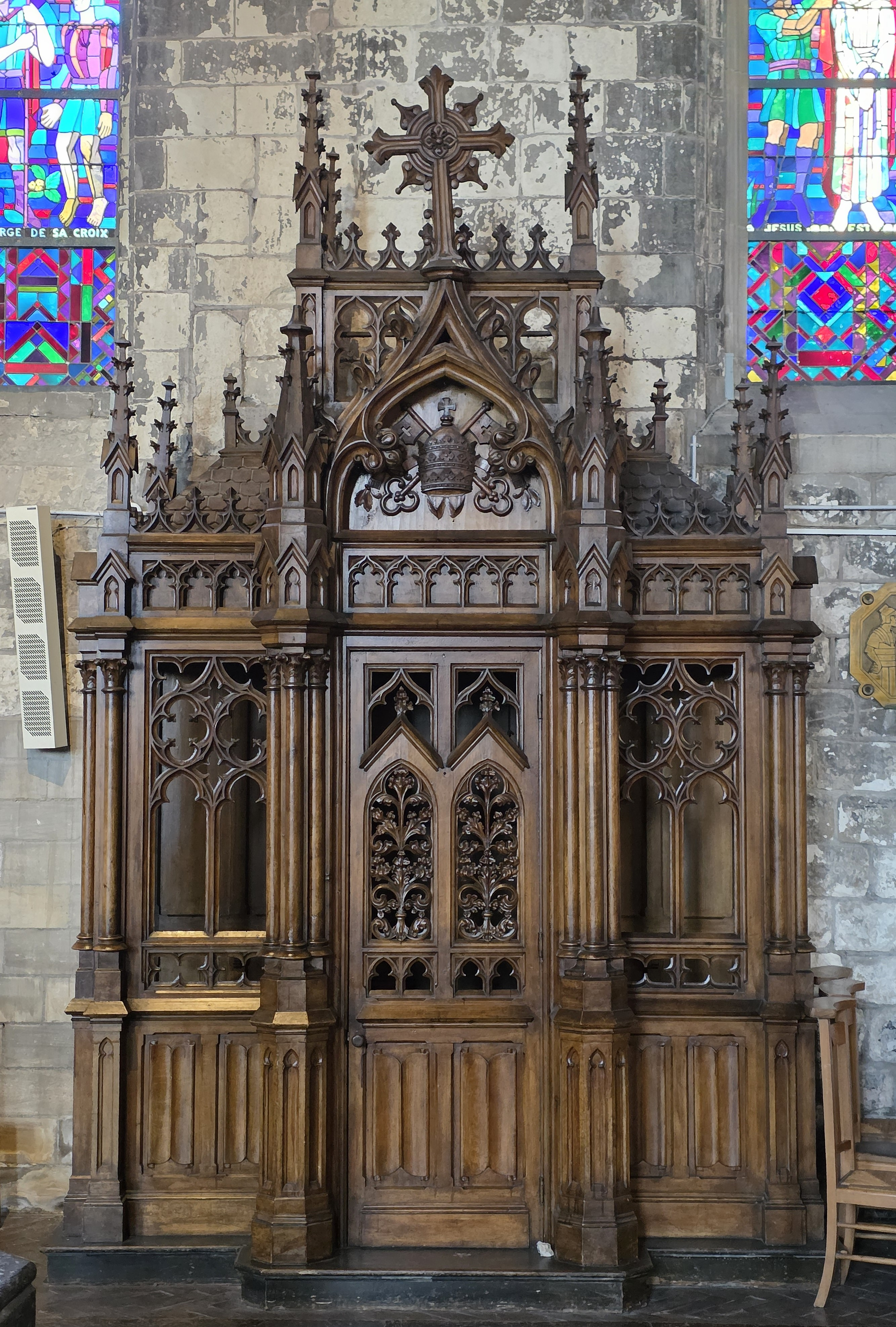
vue générale
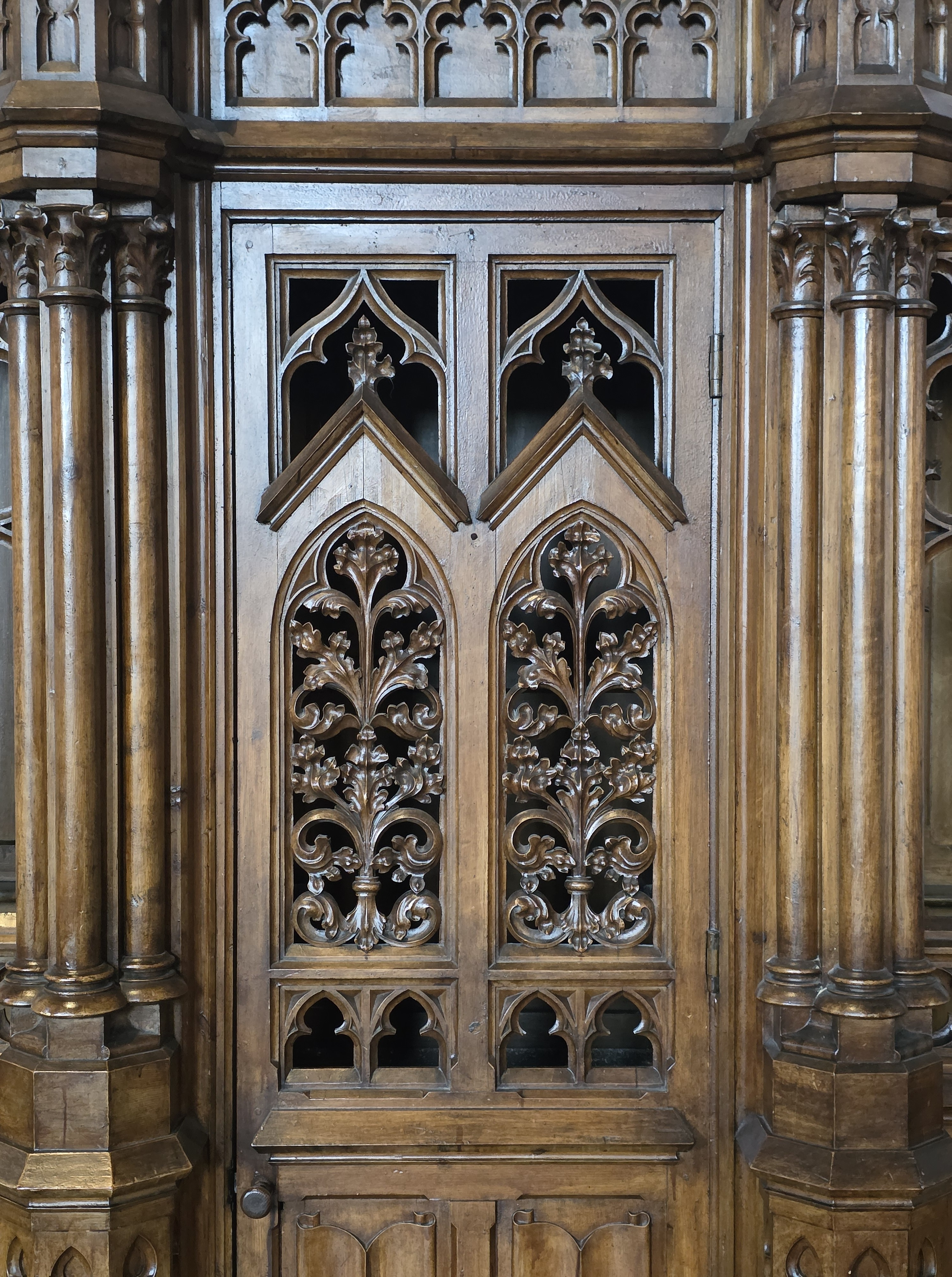
porte
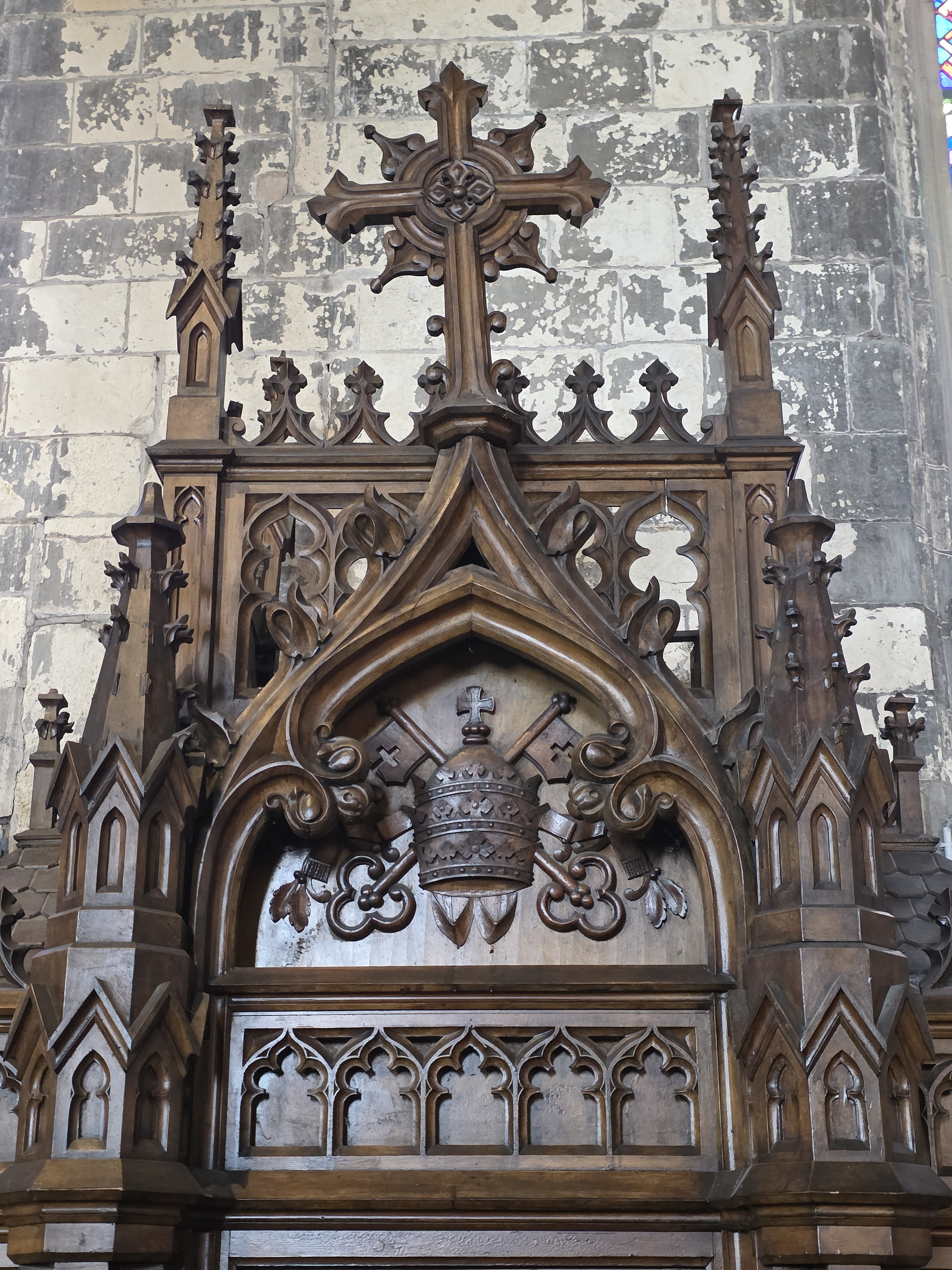
tympan

### Chapelles du déambulatoire
Les chapelles du déambulatoire ont été réaménagées probablement dans le dernier quart du XIXe siècle. Elles reçoivent un mobilier néogothique et plusieurs d'entres elles sont peintes dans le même style. Malheureusement, l'humidité de la collégiale a engendré de fortes dégradations des murs et du mobilier. 

#### Chapelle Saint Antoine de Padoue
Dans la partie nord du déambulatoire se trouve la chapelle dédiée à Saint Antoine de Padoue.

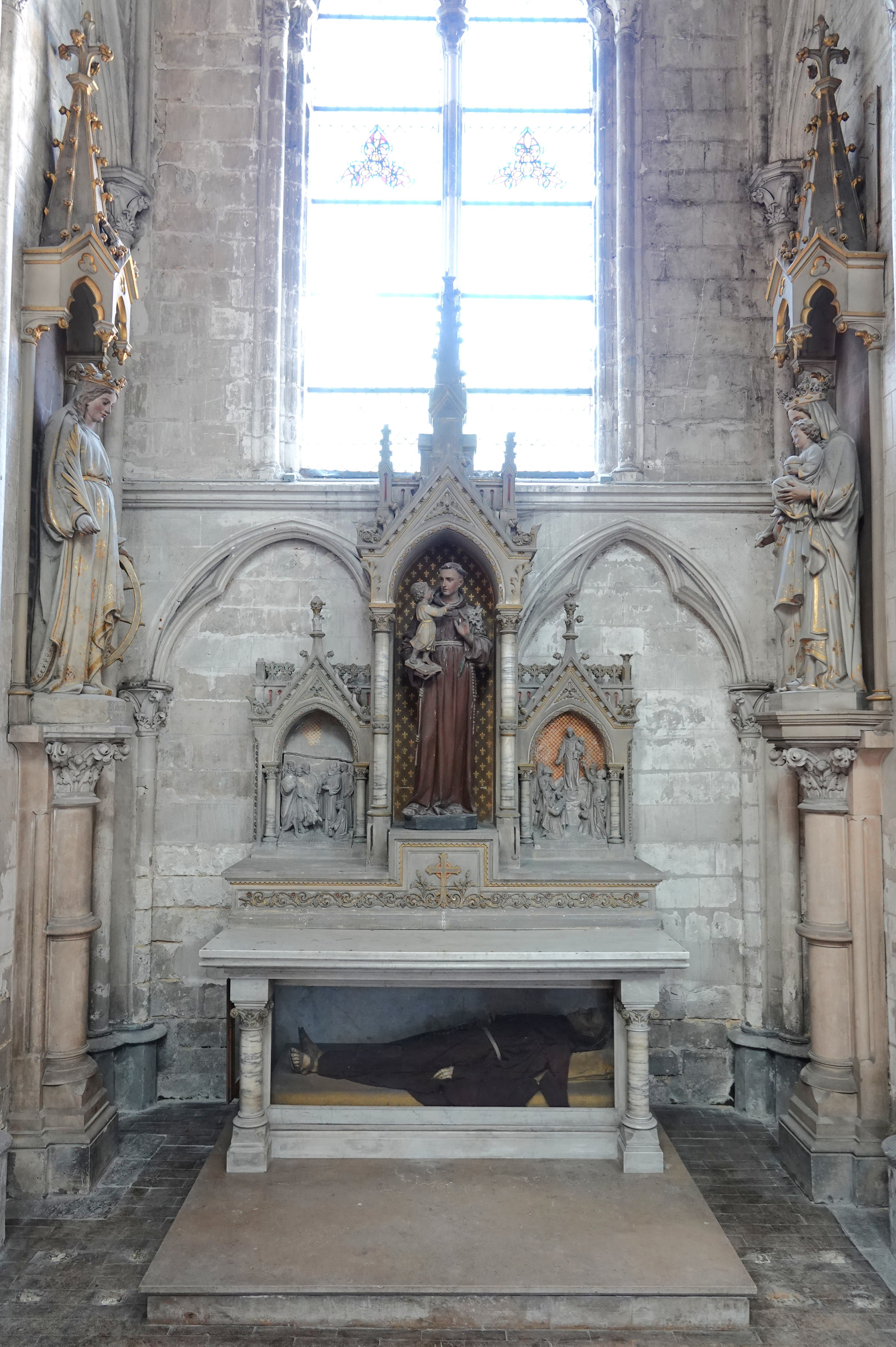
Chapelle Saint Antoine de Padoue

Au centre, un autel réalisé par Modeste Verlinden attire immédiatement le regard. Sa partie inférieure est en marbre blanc veiné de gris, tandis que le retable est en pierre blanche. Les reliefs figurent, à gauche, le miracle de la mule et, à droite, saint Antoine répondant aux prières des affamés et secourant les personnes en détresse. Le tombeau de l’autel abrite un gisant du saint, en cire et revêtu d’habits. 

Autel de Saint Antoine de Padoue par Modeste Verlinden
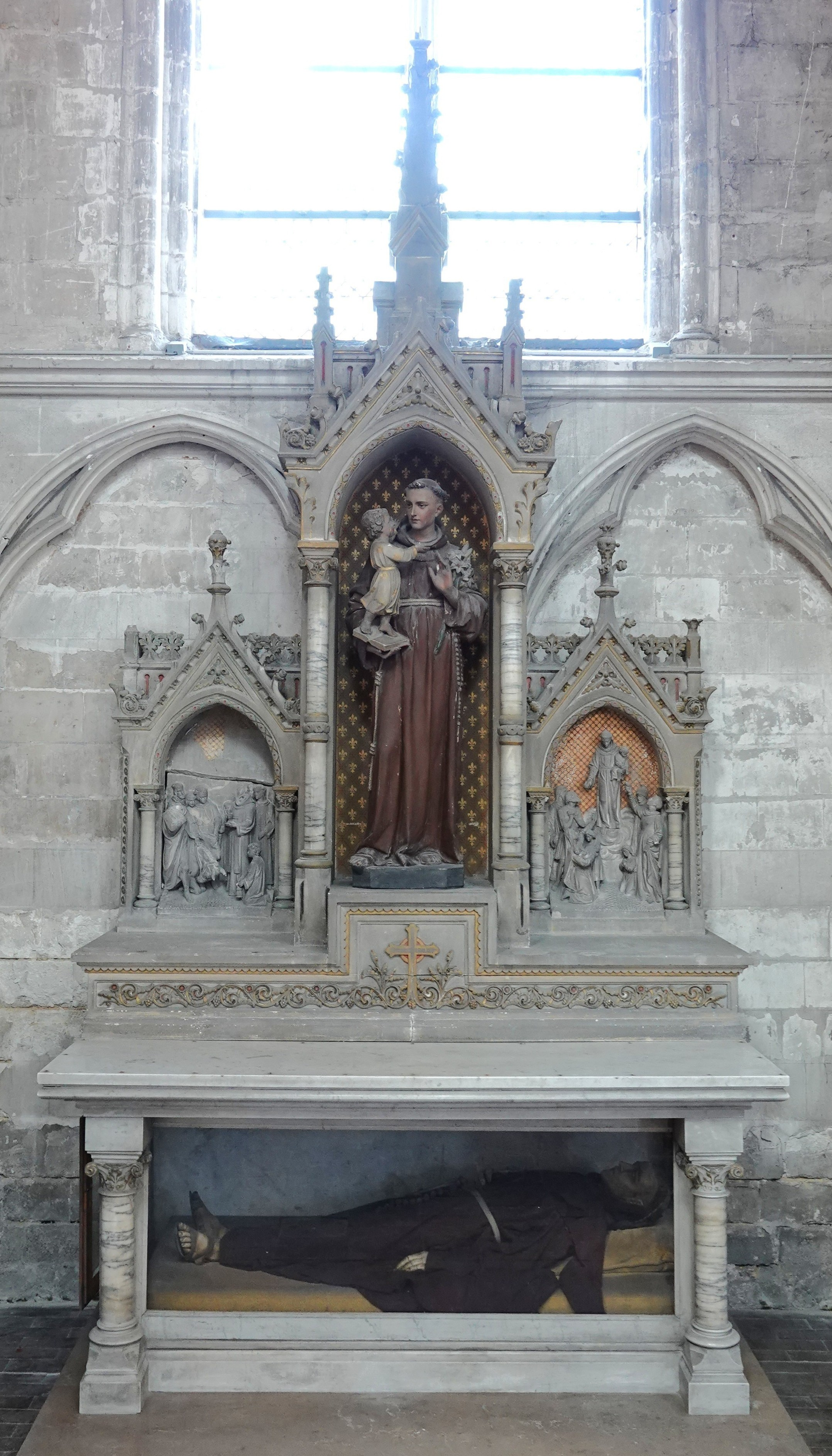
vue de l'autel
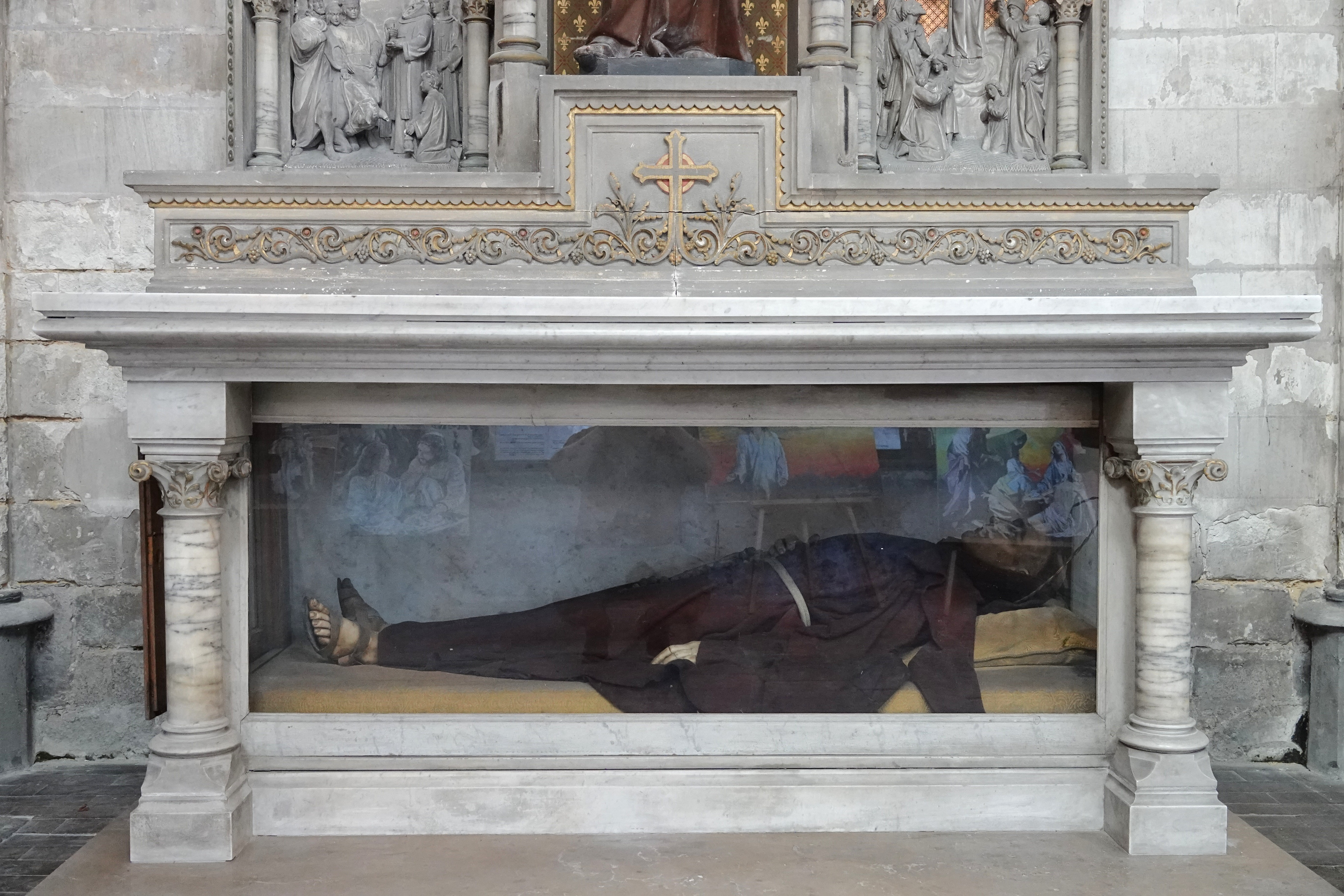
tombeau de l'autel et gisant
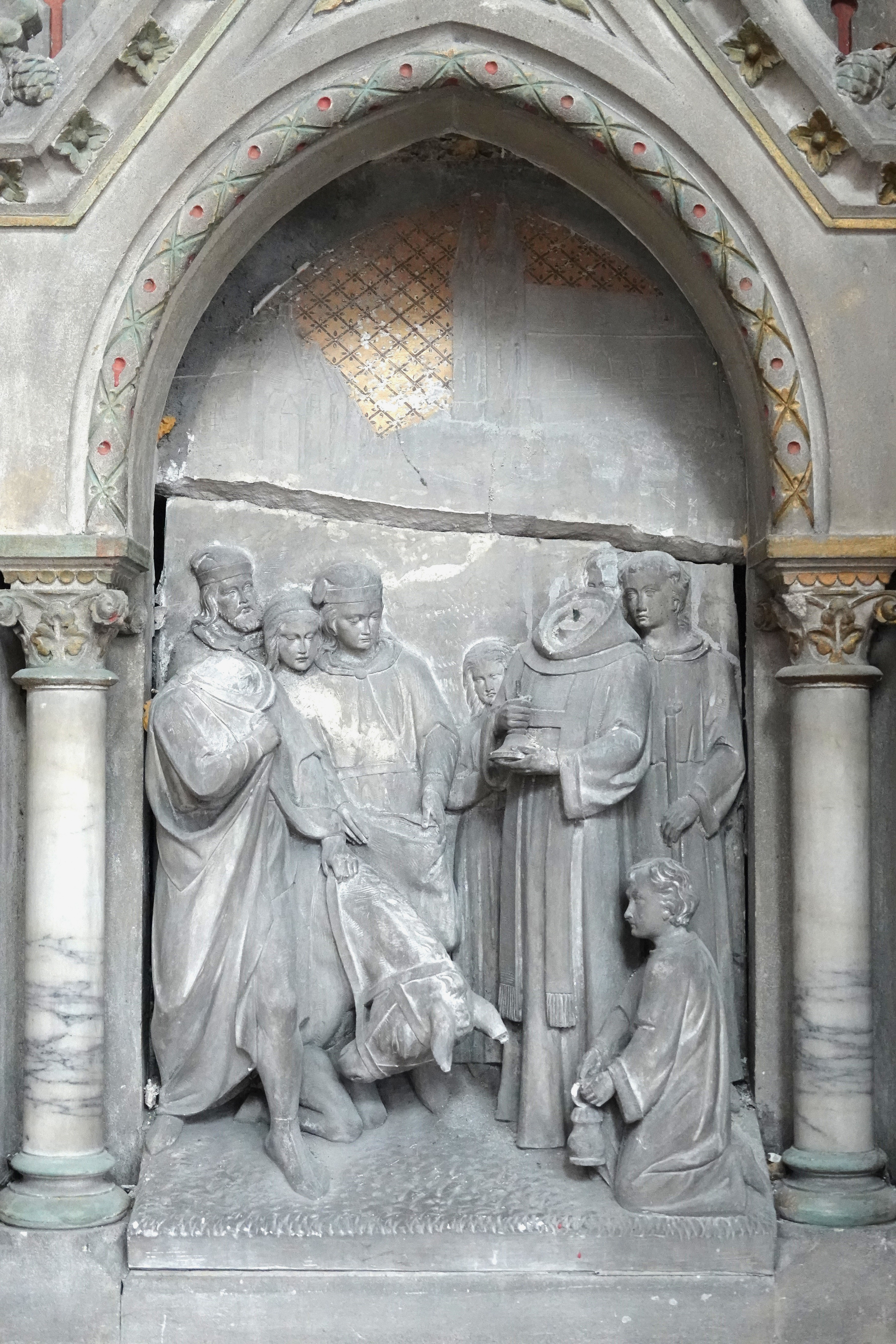
miracle de la mûle
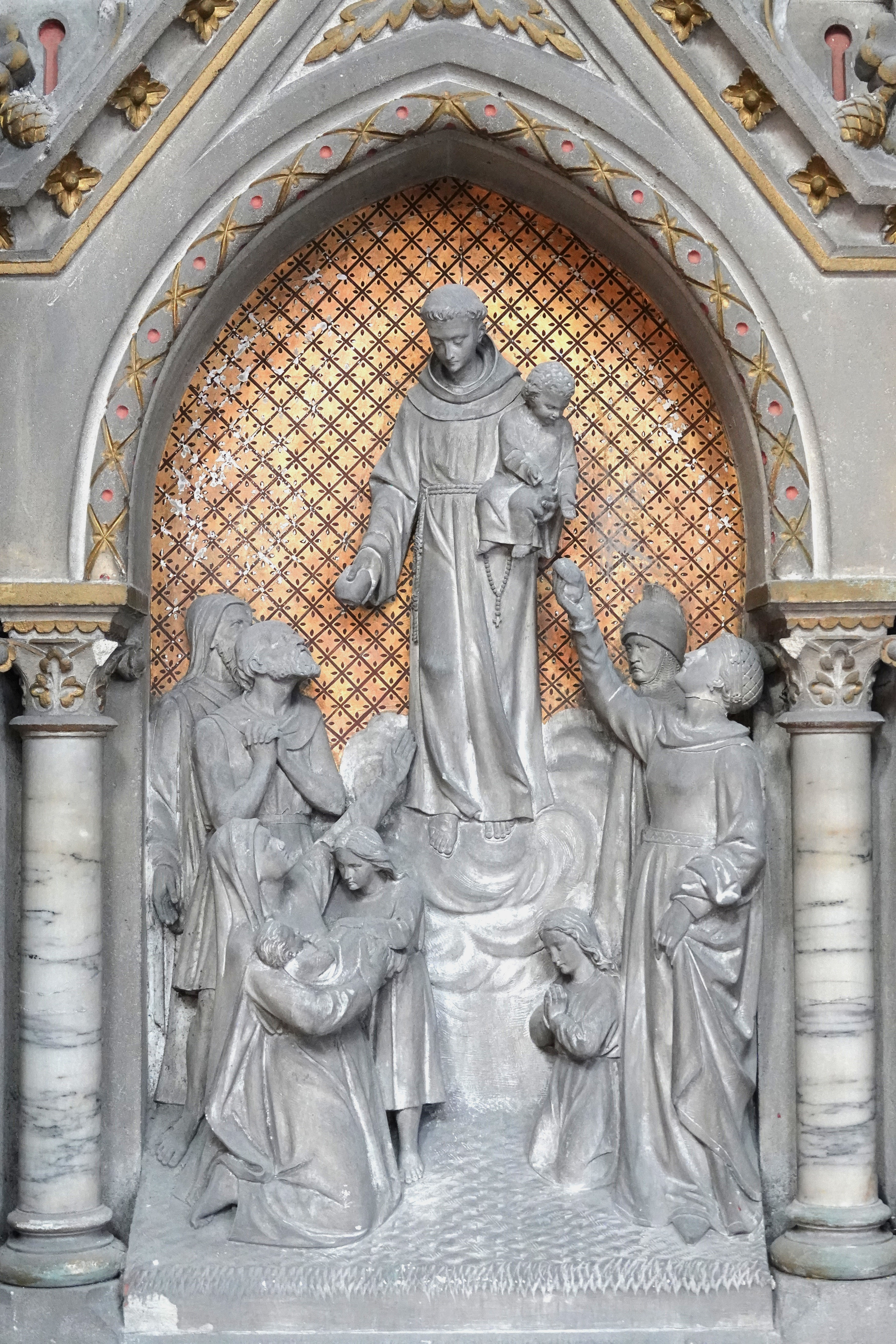
Saint Antoine au secours des affamés et des désespérés

Le ciborium néogothique est surmonté d’une statue en plâtre du saint, œuvre de série produite par la Maison Raffl ou par l’une des maisons concurrentes qu’elle a absorbées au fil du temps.

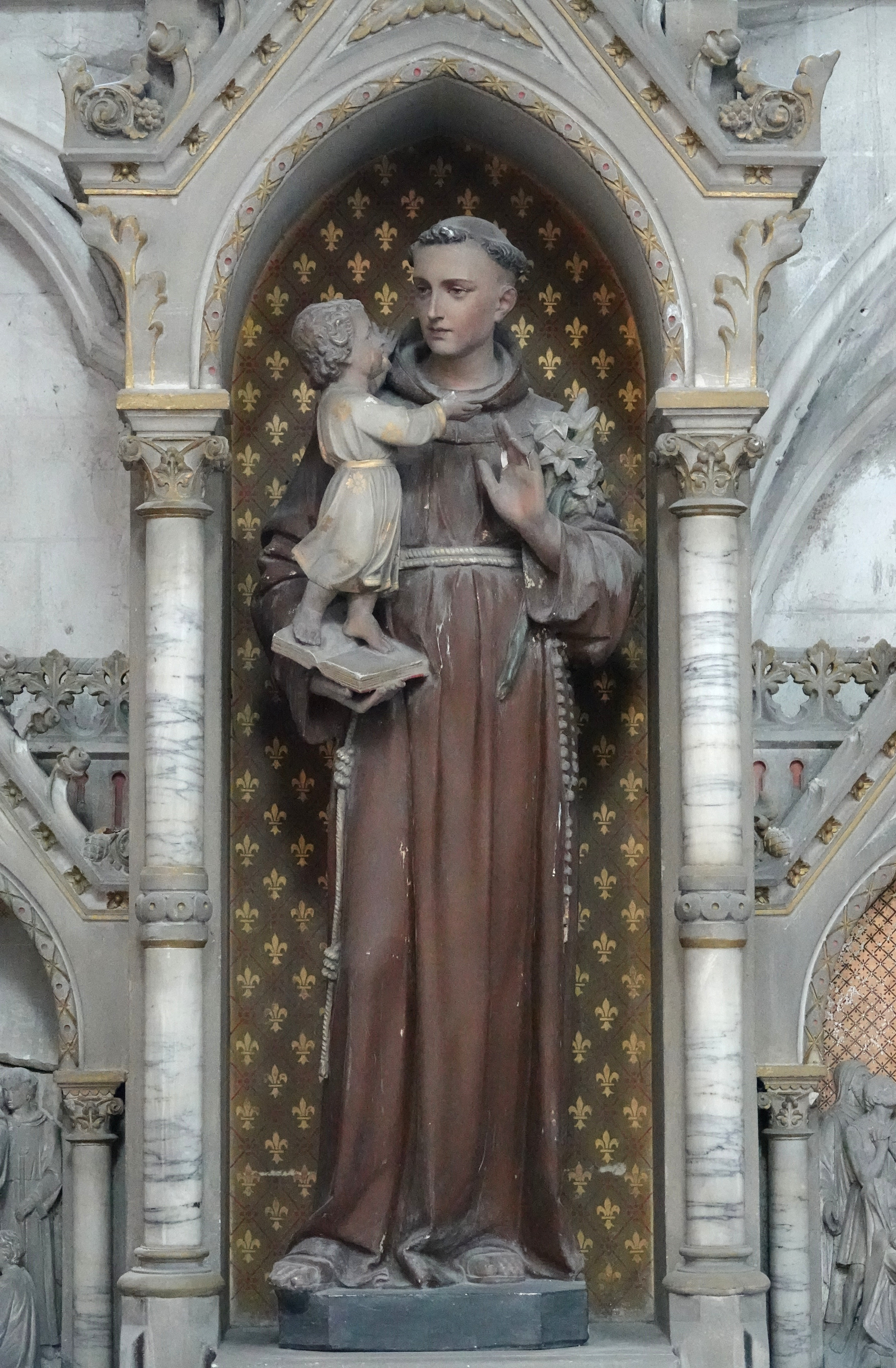
Statue de Saint Antoine de Padoue

Dans les niches latérales de la chapelle se trouvent également des statues de série : une Vierge à l’Enfant en terre cuite, sortie de la Sainterie de Vendeuvre, et, en vis-à-vis, une sainte Catherine d’origine inconnue. Cette dernière pourrait être l’œuvre d’un sculpteur lillois spécialisé dans la production en série de statues destinées aux églises du Nord.

#### Chapelle Saint Joseph
La chapelle de Saint Joseph est située dans le déambulatoire sud, à droite de la chapelle absidiale.

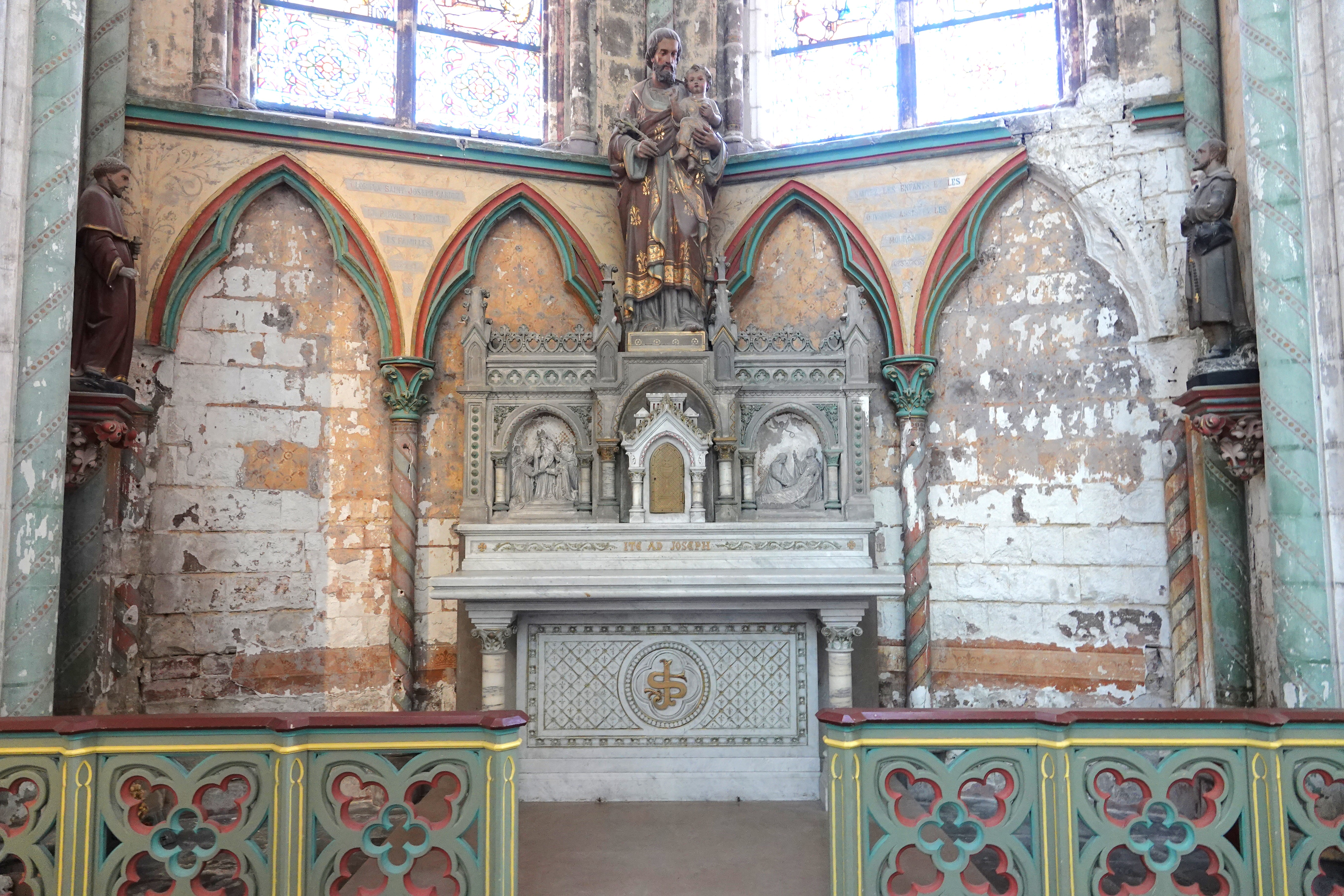
Chapelle de Saint Joseph

En son centre se dresse un autel en marbre et en pierre, œuvre de Modeste Verlinden. De style néogothique, il présente dans sa partie basse le monogramme de Saint Joseph (les lettres S et J entrelacées), posé sur un semi de fleurs de lys, lui-même encadré de colonnettes. Le retable est orné de deux reliefs : à gauche, le mariage de Marie et Joseph ; à droite, la mort de Saint Joseph. L’attribution à Verlinden ne fait guère de doute, tant cet autel correspond aux caractéristiques de sa production. Malheureusement, l’autel est aujourd’hui en mauvais état et a subi, au XXᵉ siècle, des repeints peu esthétiques.

Autel de Saint Joseph dans l'église Saint Piat de Seclin
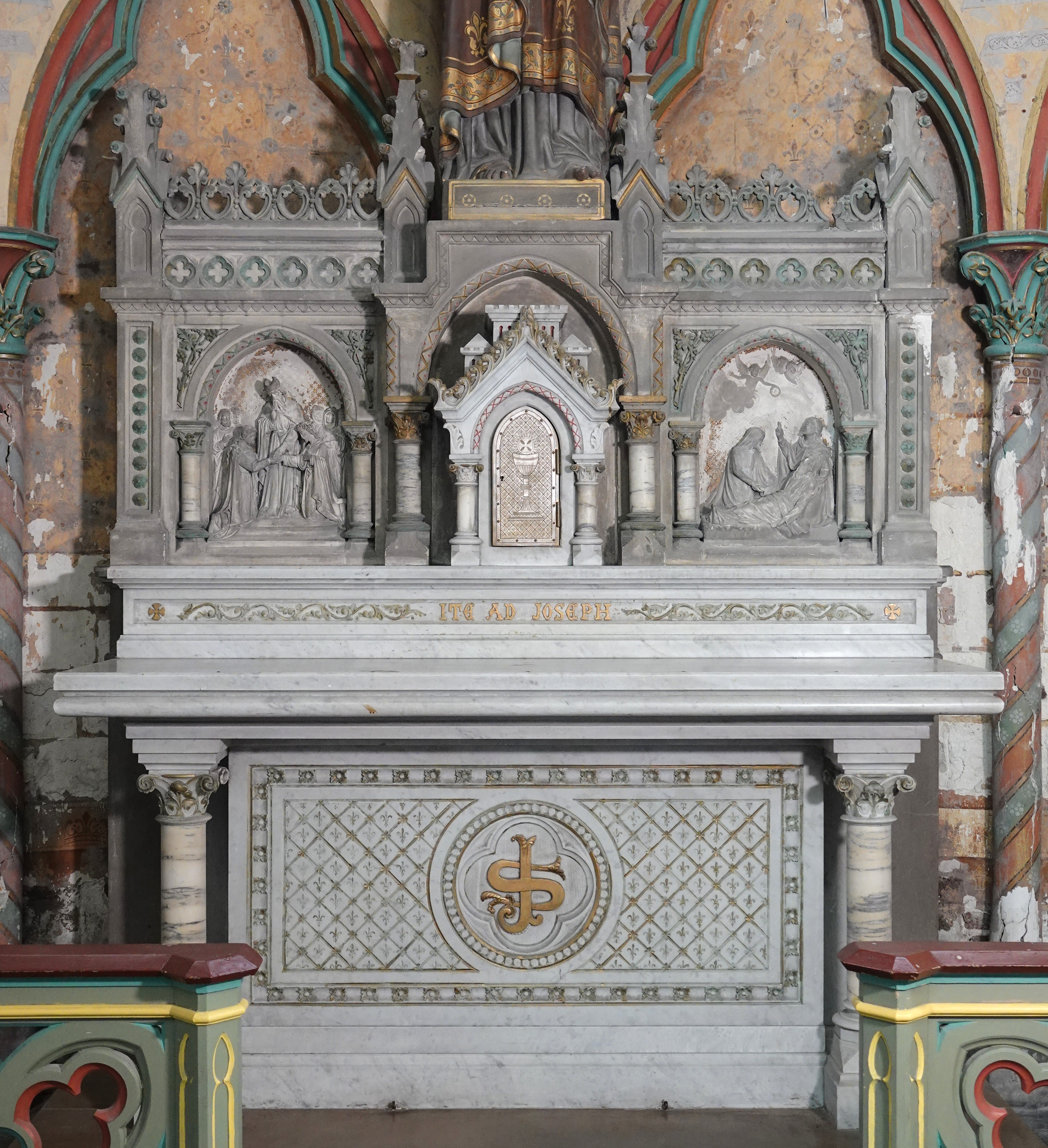
vue générale
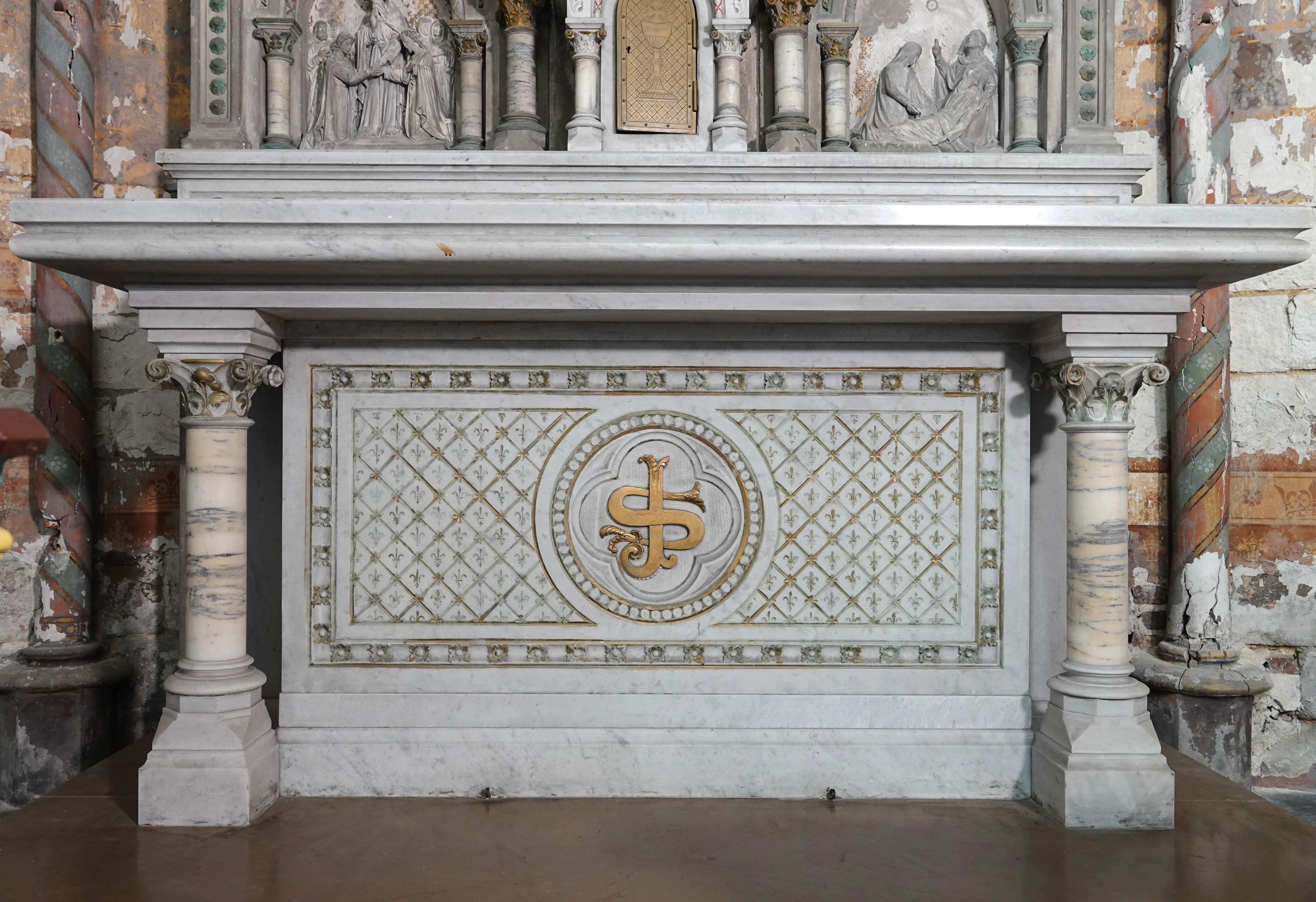
partie basse
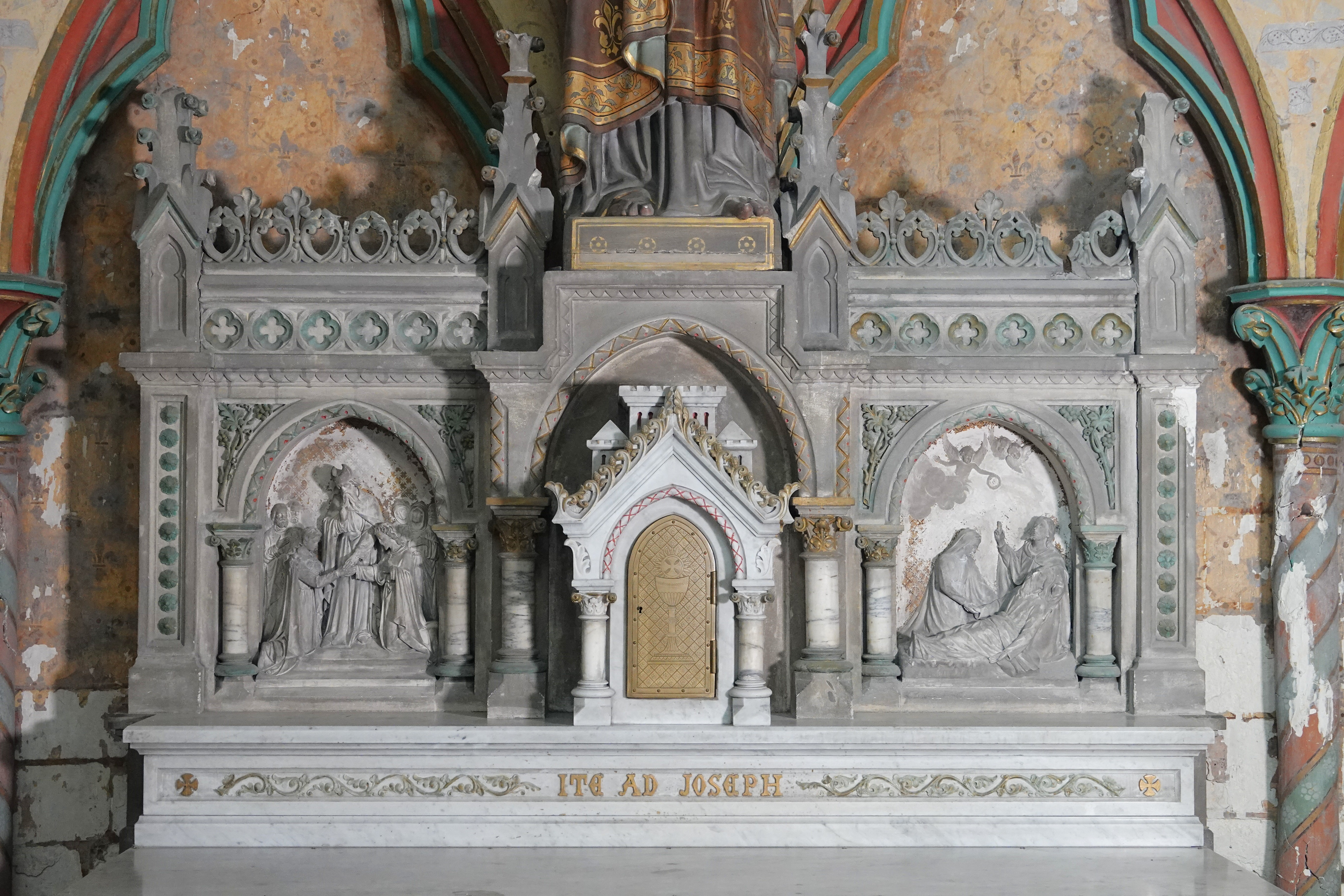
retable
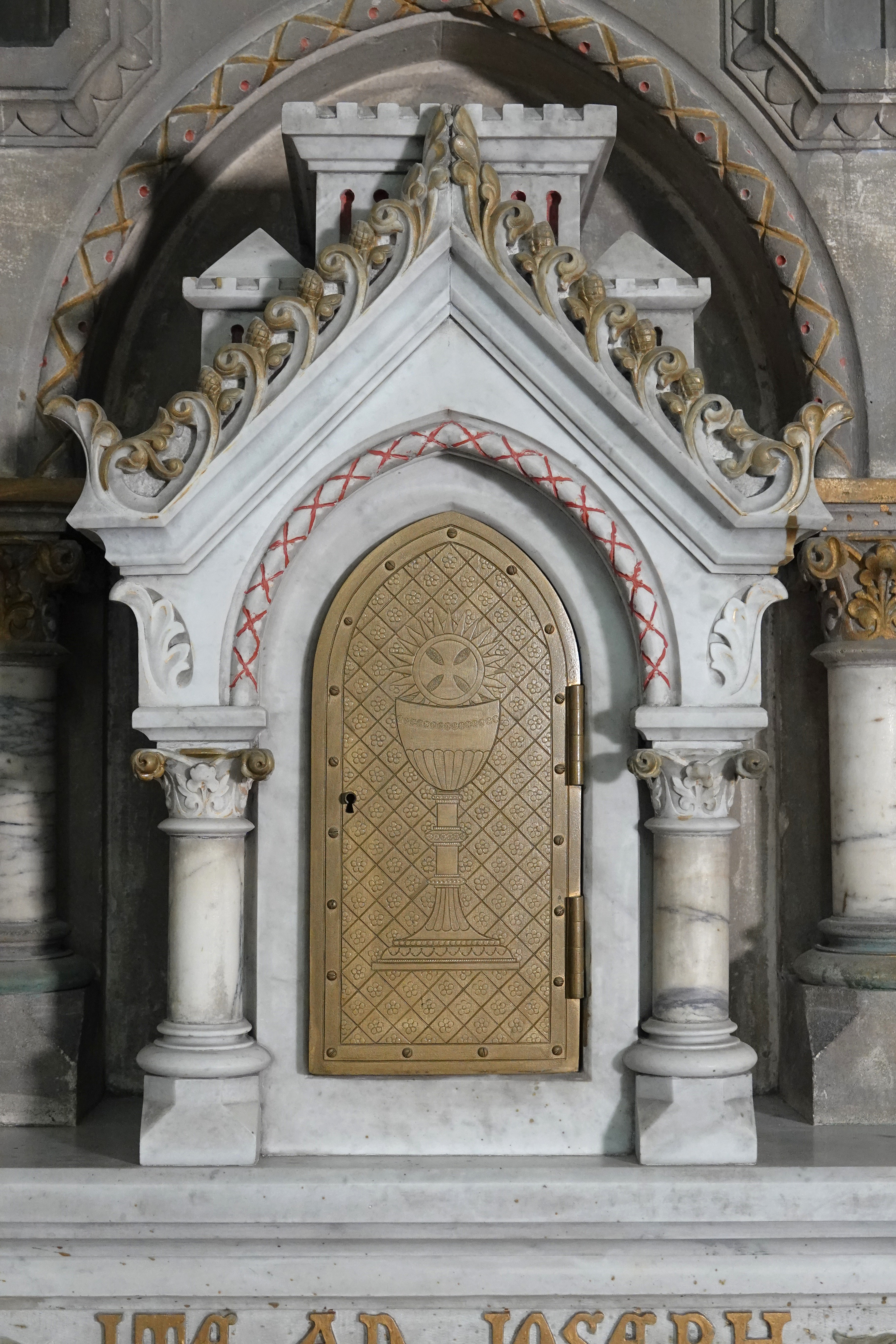
tabernacle
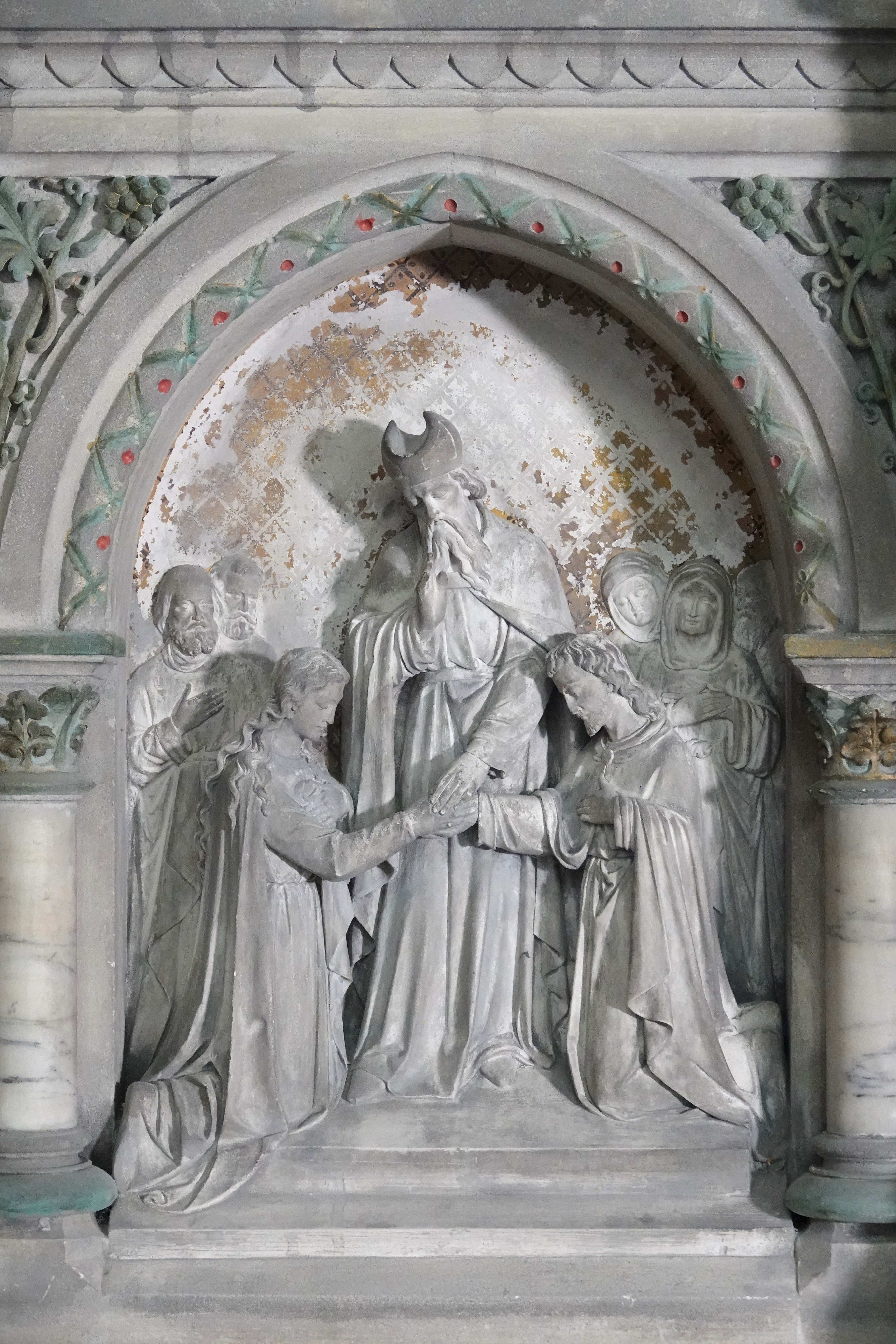
Mariage de Marie et Joseph
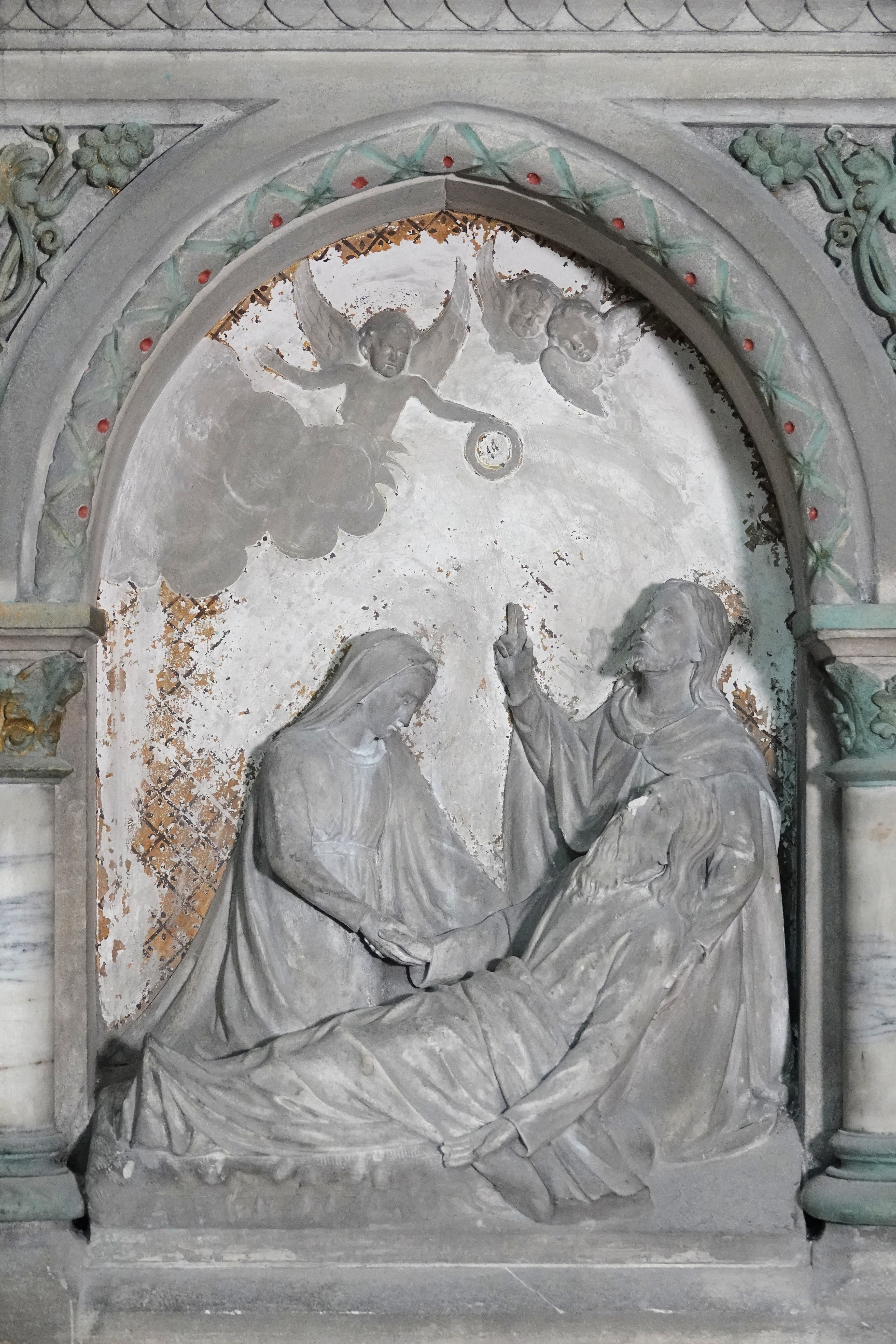
Mort de Joseph

La statue placée au sommet est une œuvre de série d’auteur inconnu, relativement rare.

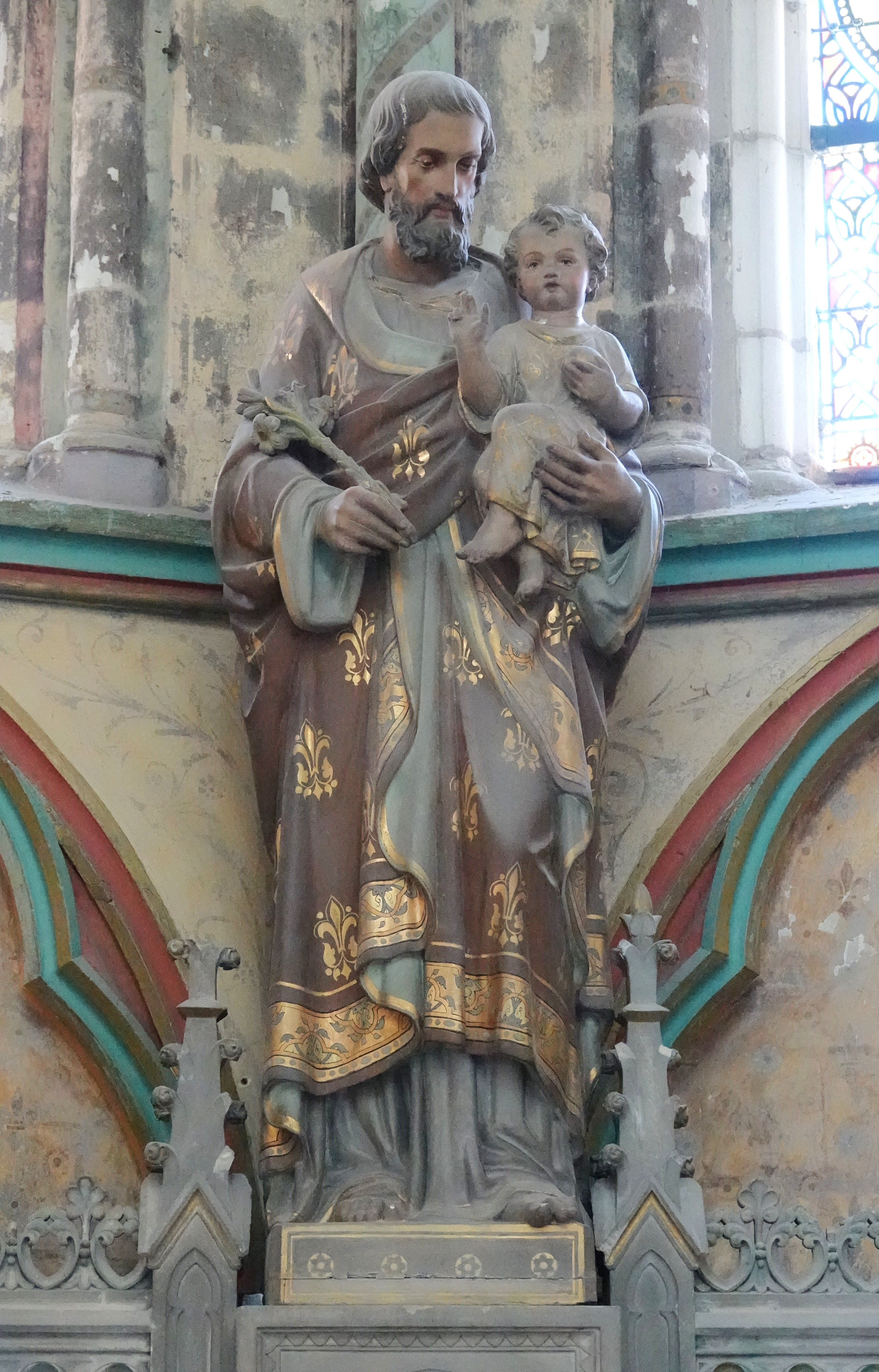
Statue de Saint Joseph

Les murs de la chapelle sont ornés de peintures néogothiques, elles aussi fortement dégradées. Leur thématique s’inscrit dans une dimension sociale, comme en témoigne cette prière inscrite :
« Glorieux Saint Joseph, gardez la paroisse, protégez les familles, sauvez les enfants et les ouvriers, assistez les mourants. »
Cette invocation rappelle que Joseph est le saint patron des ouvriers, de la bonne mort, des pères de famille et de l’Église.

Les statues en plâtre disposées sur les murs latéraux représentent, à gauche, Saint Joseph de Cupertino et, à droite, Saint Benoît-Joseph Labre. Leur fabricant reste inconnu.

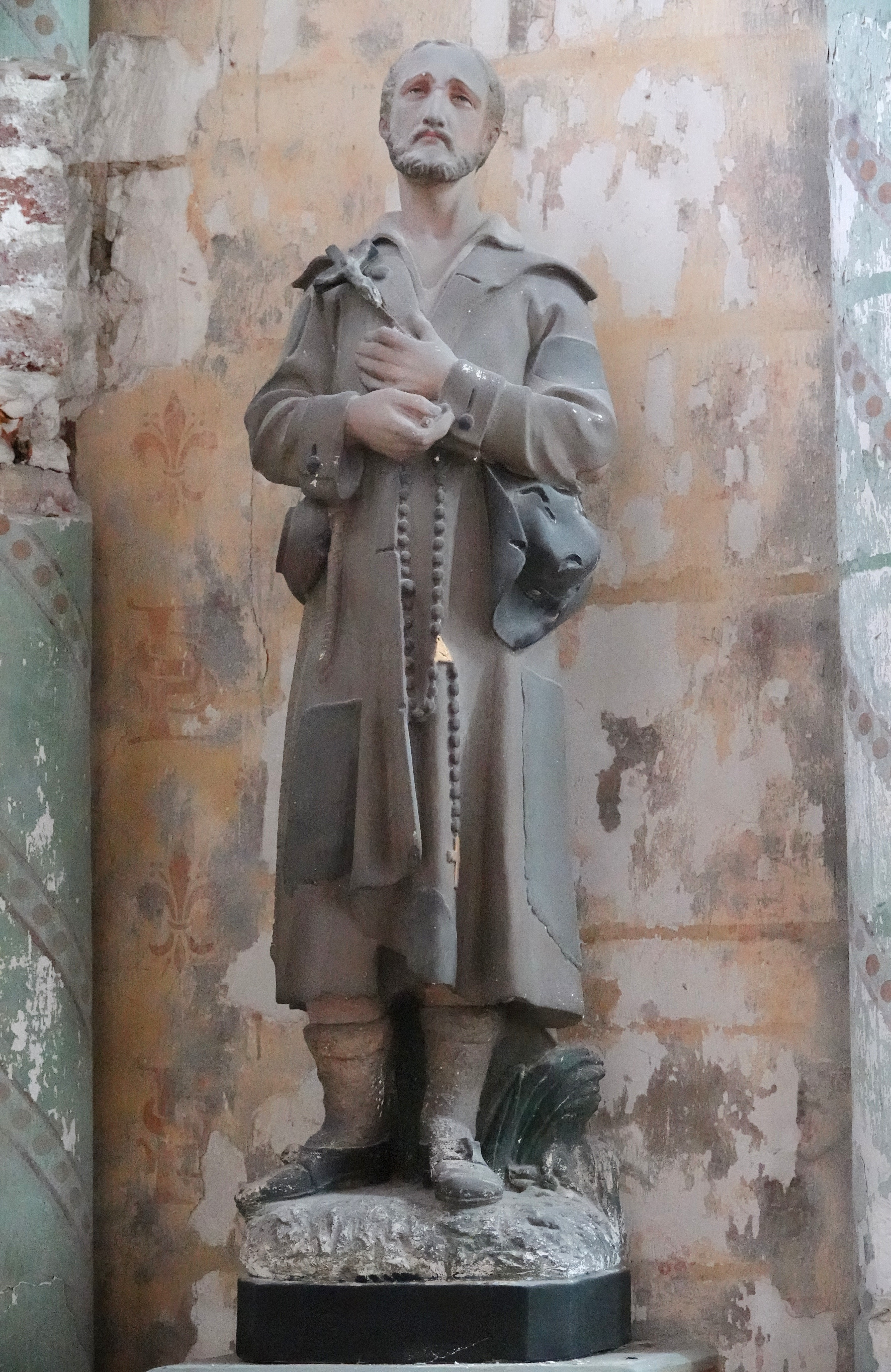
Saint Benoit Joseph Labre
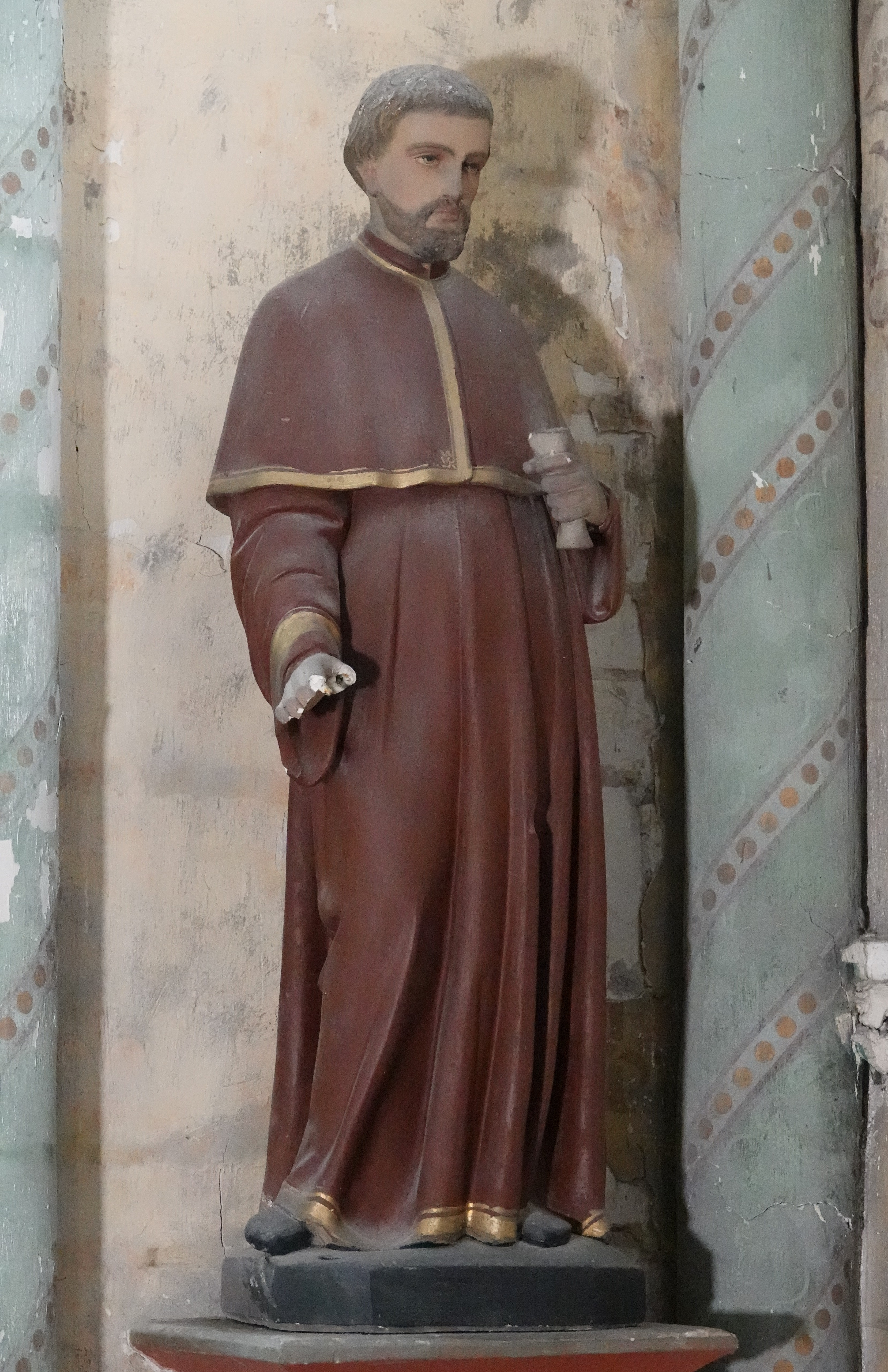
Saint Joseph de Cupertino

Les vitraux de cette chapelle, répartis en deux baies, sont l'œuvre de Louis Koch, peintre verrier à Beauvais, actif à son propre compte entre 1889 et 1904. Ils évoquent la vie de Joseph mais aussi surtout celle de Marie. 

Vitraux de la chapelle de Saint Joseph
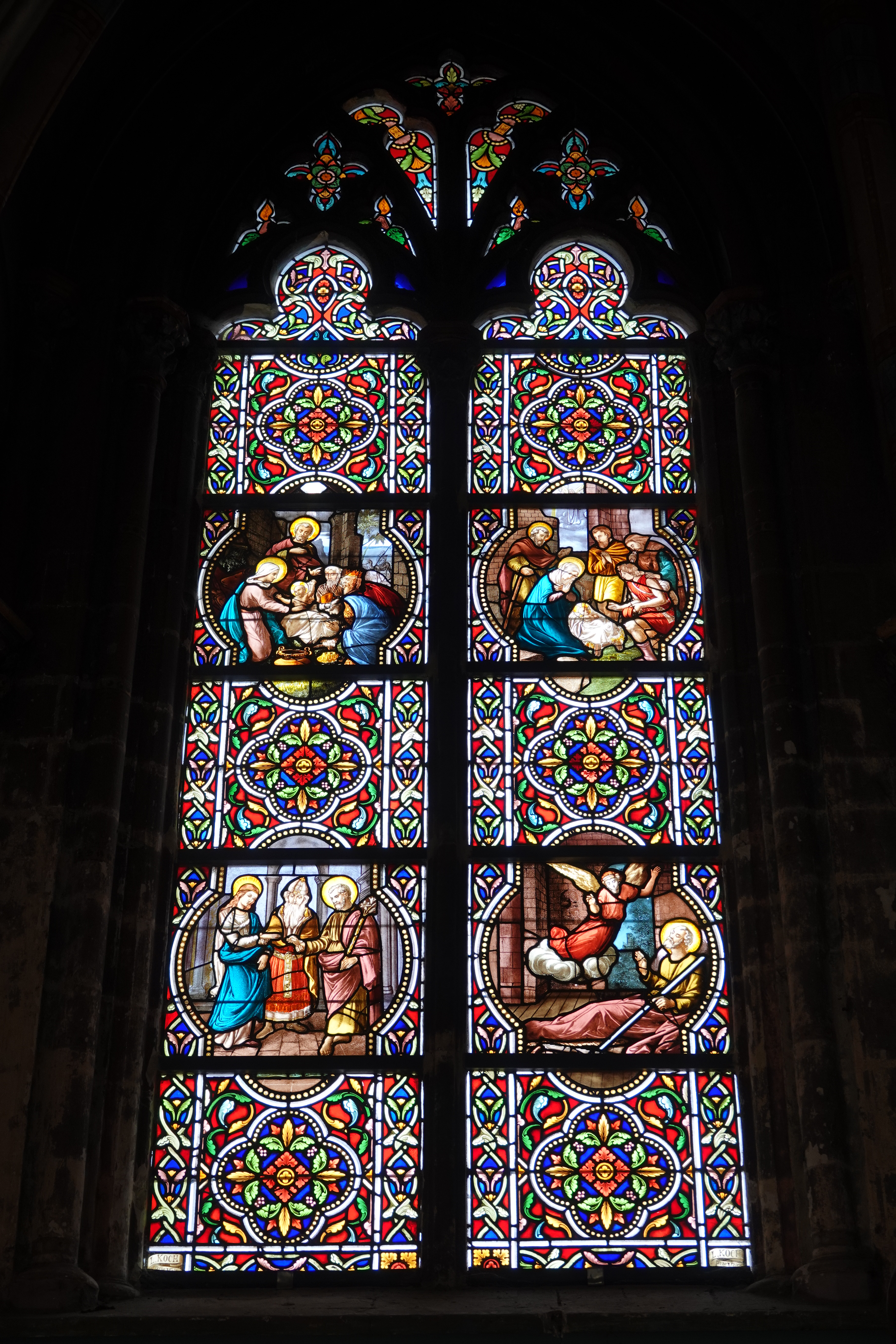
baie gauche
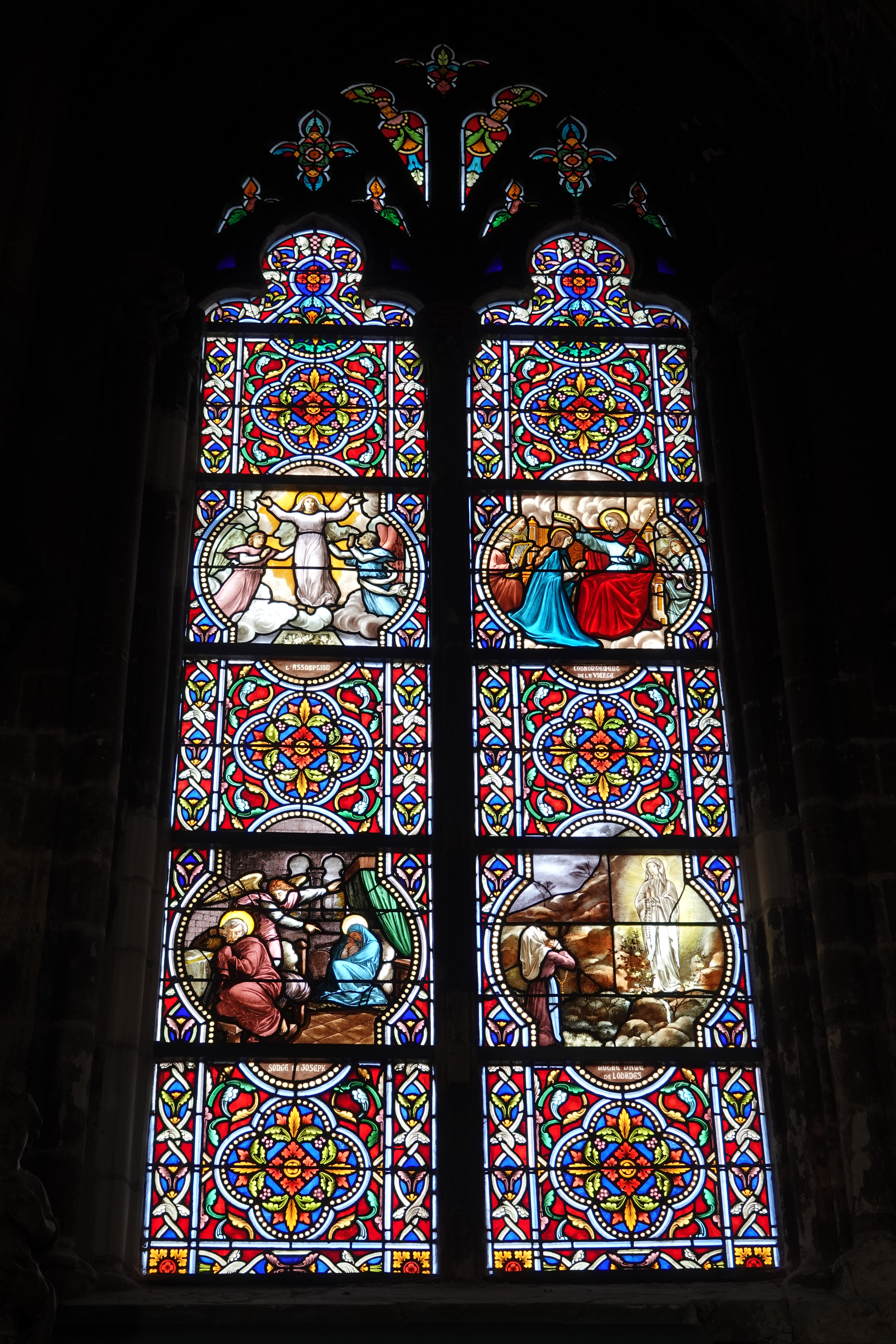
baie droite

Les scènes représentées sont :
- Sur la baie gauche : l’Adoration des Mages, l’Adoration des Bergers, le Mariage de Marie et Joseph, et l’annonce faite à Joseph de ne pas répudier Marie.

Scènes de la baie gauche (photographies redressées)
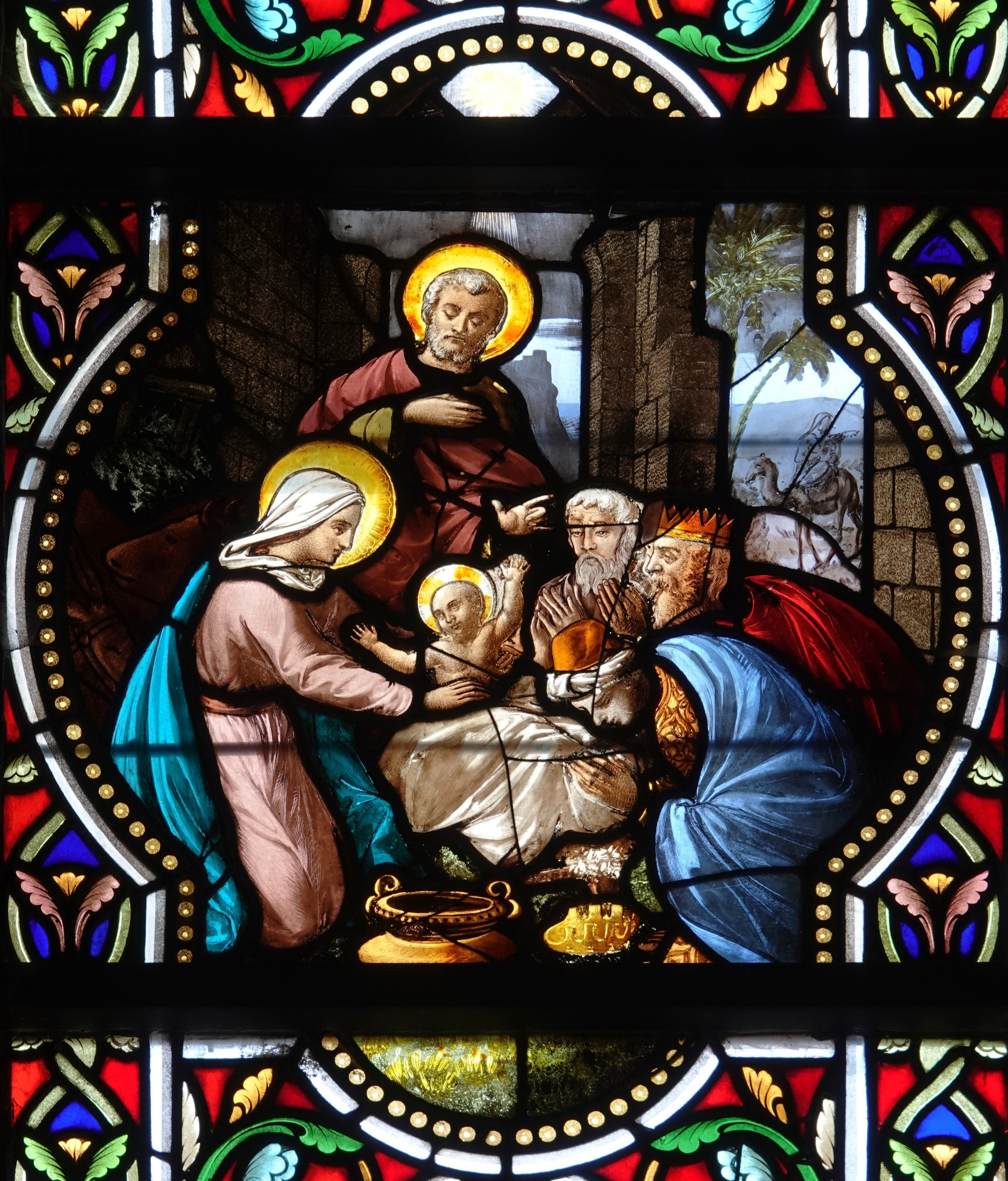
Adoration des mages
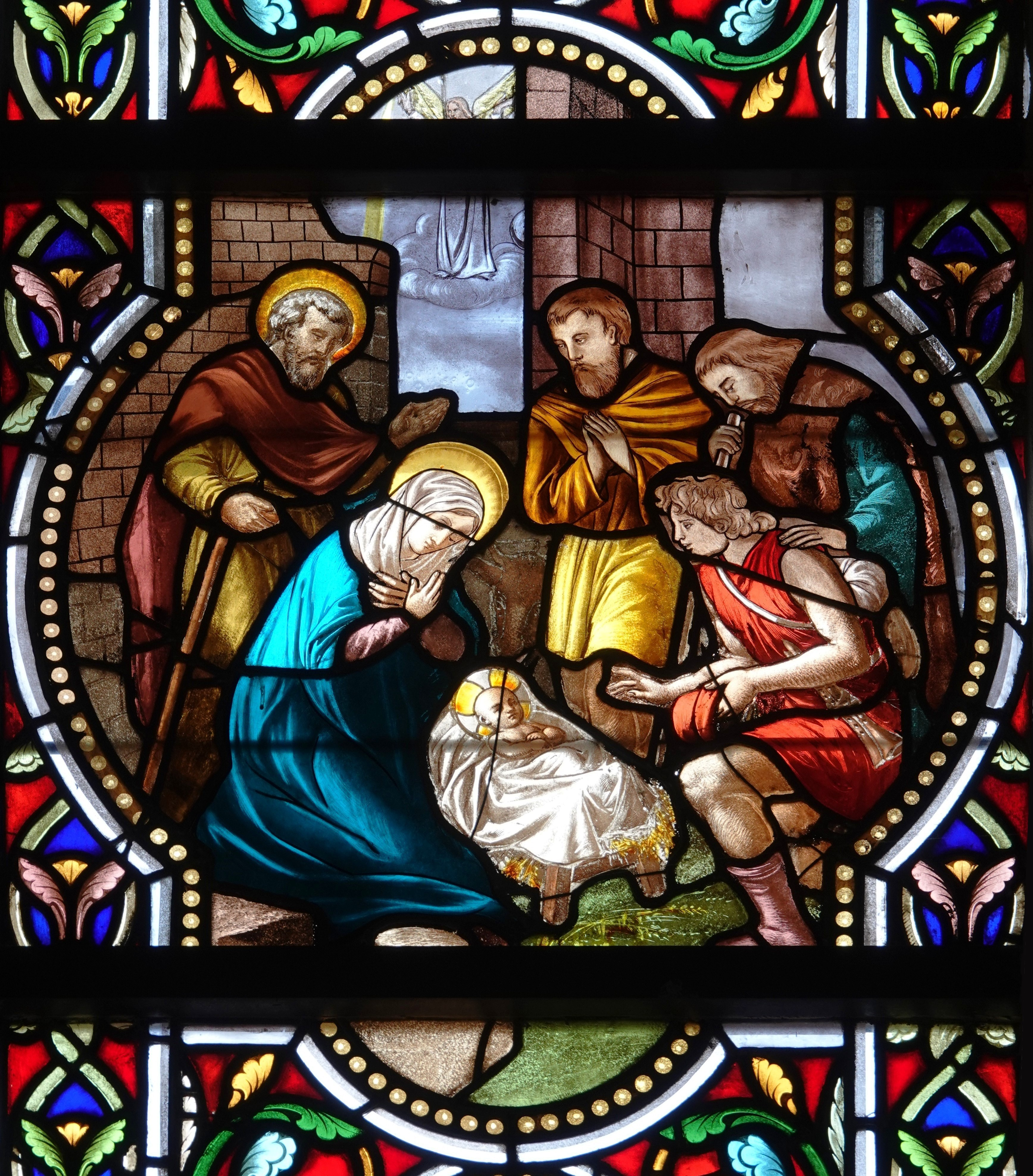
Adoration des bergers
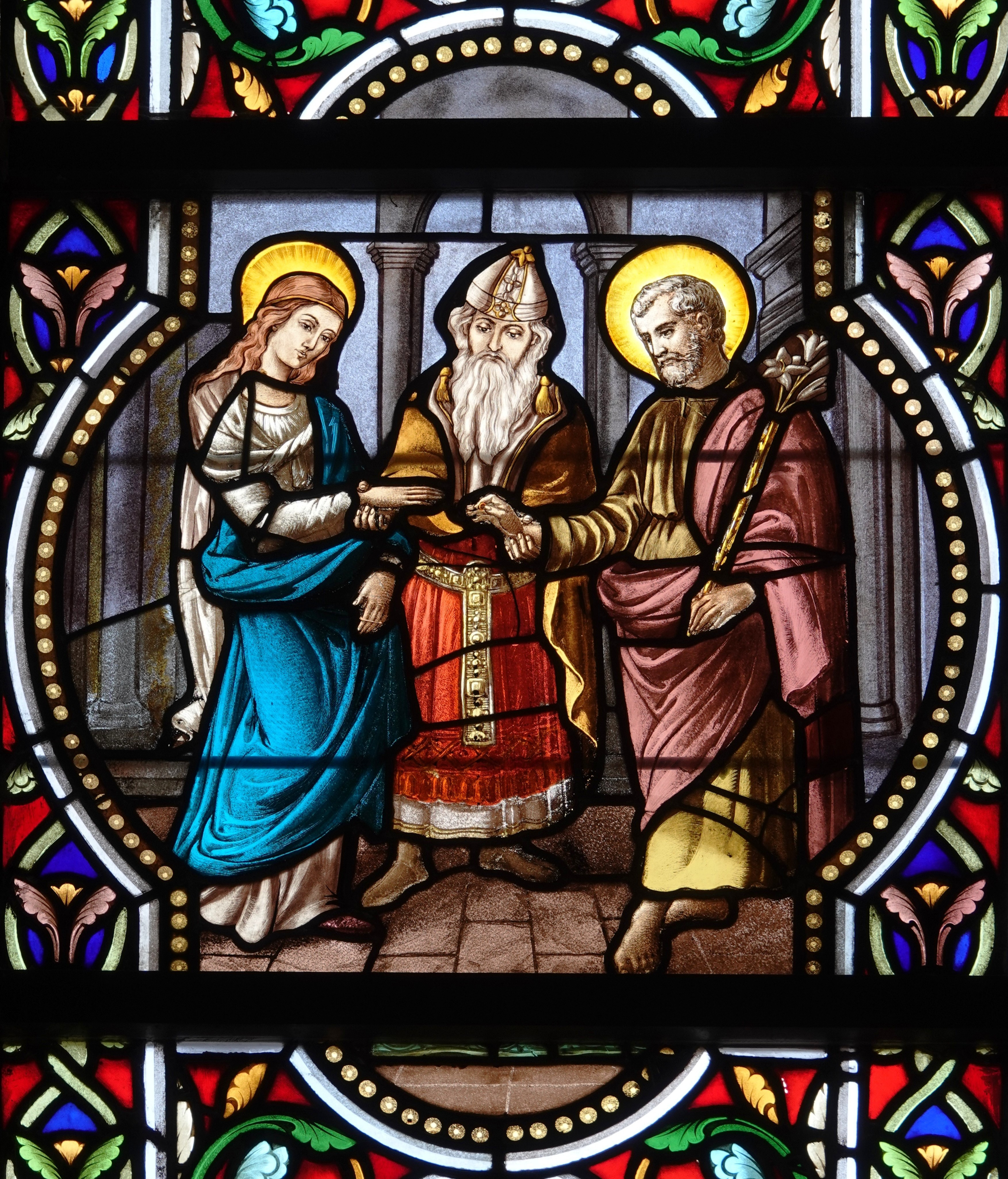
Mariage de Marie et Joseph
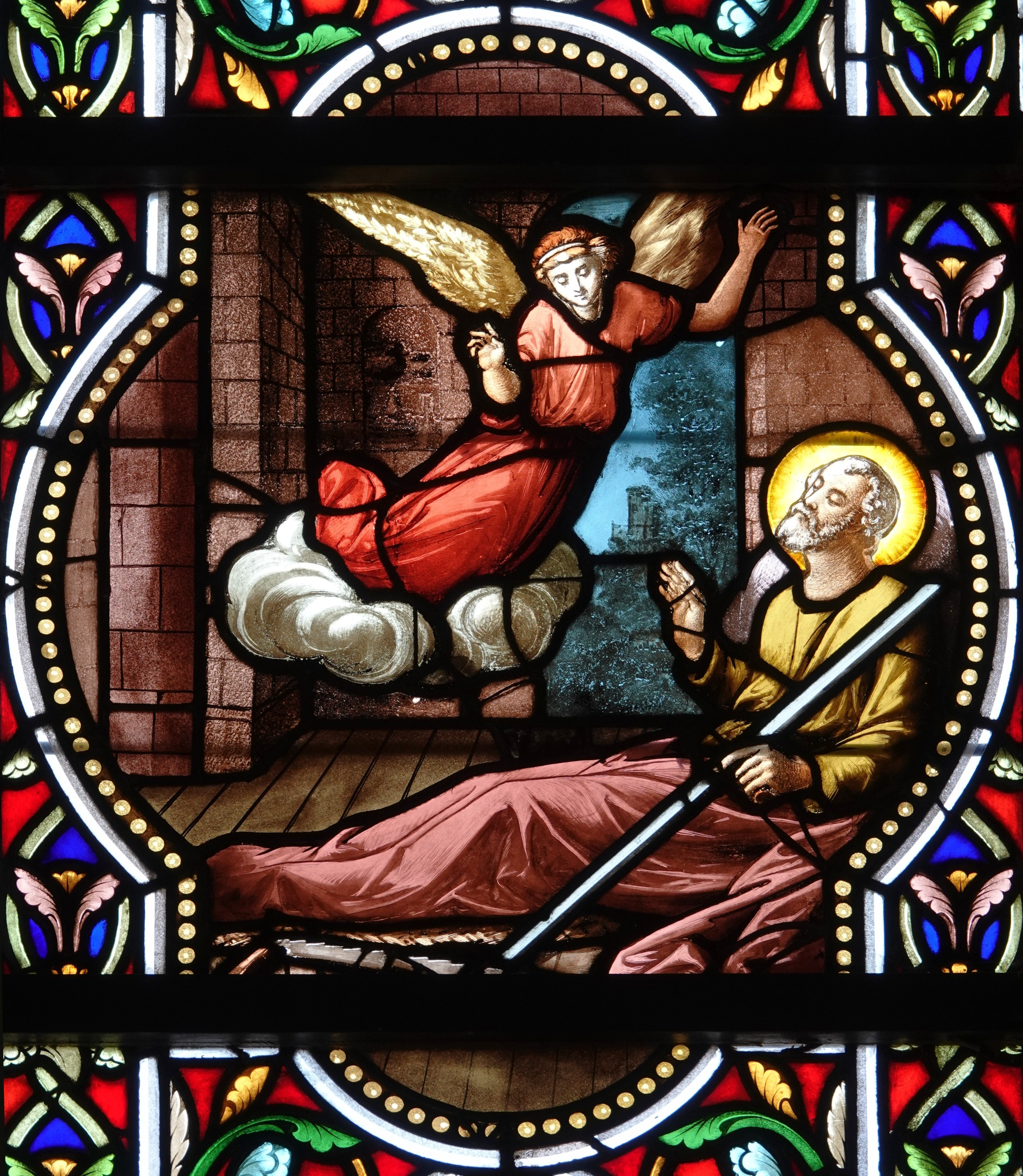
Annonce à Joseph de ne pas répudier Marie

- Sur la baie droite : l’Assomption, le Couronnement de la Vierge, le songe de Joseph précédant la fuite en Égypte et l’apparition de Notre-Dame de Lourdes.

Scènes de la baie droite (photographies redressées)
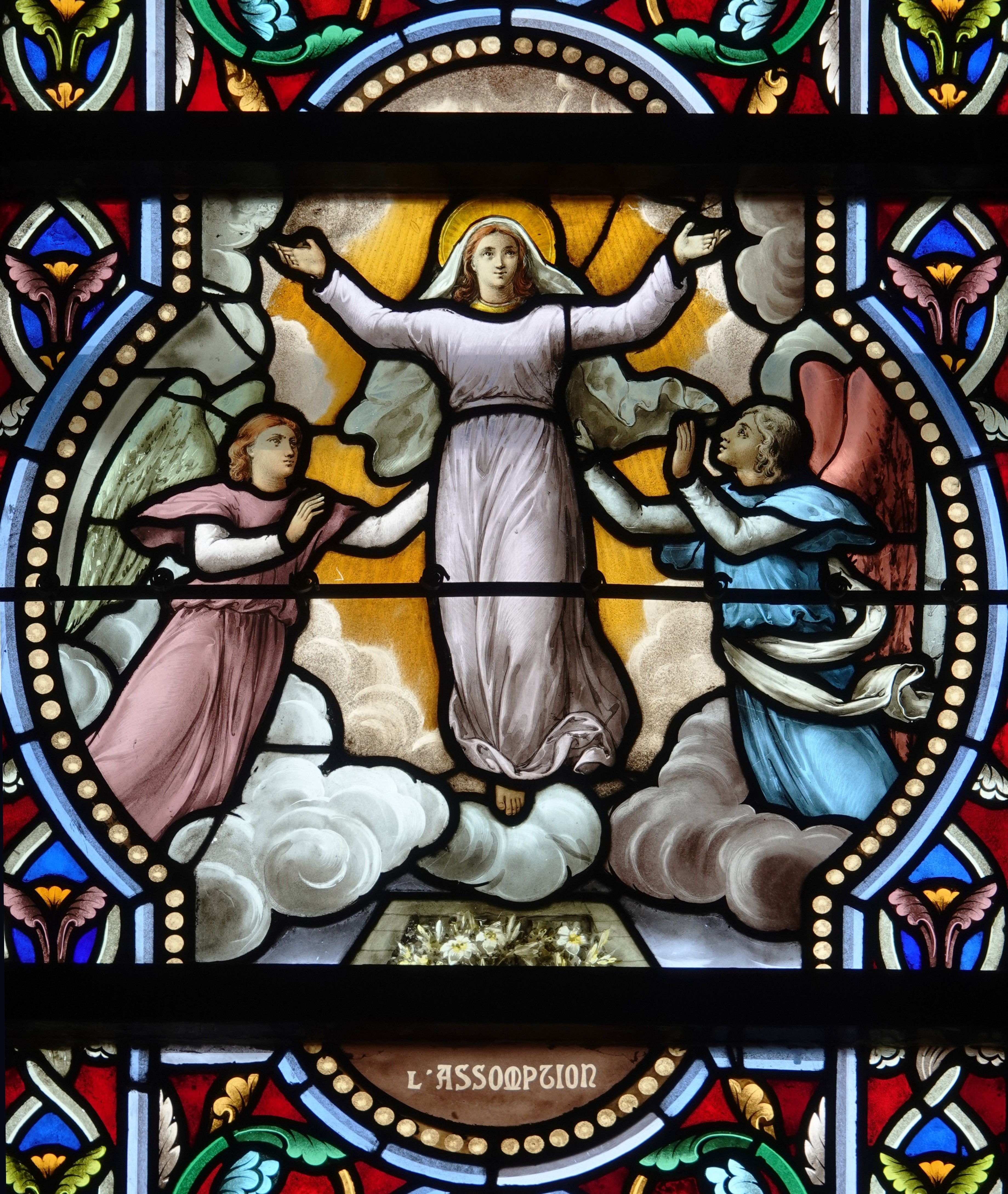
Assomption
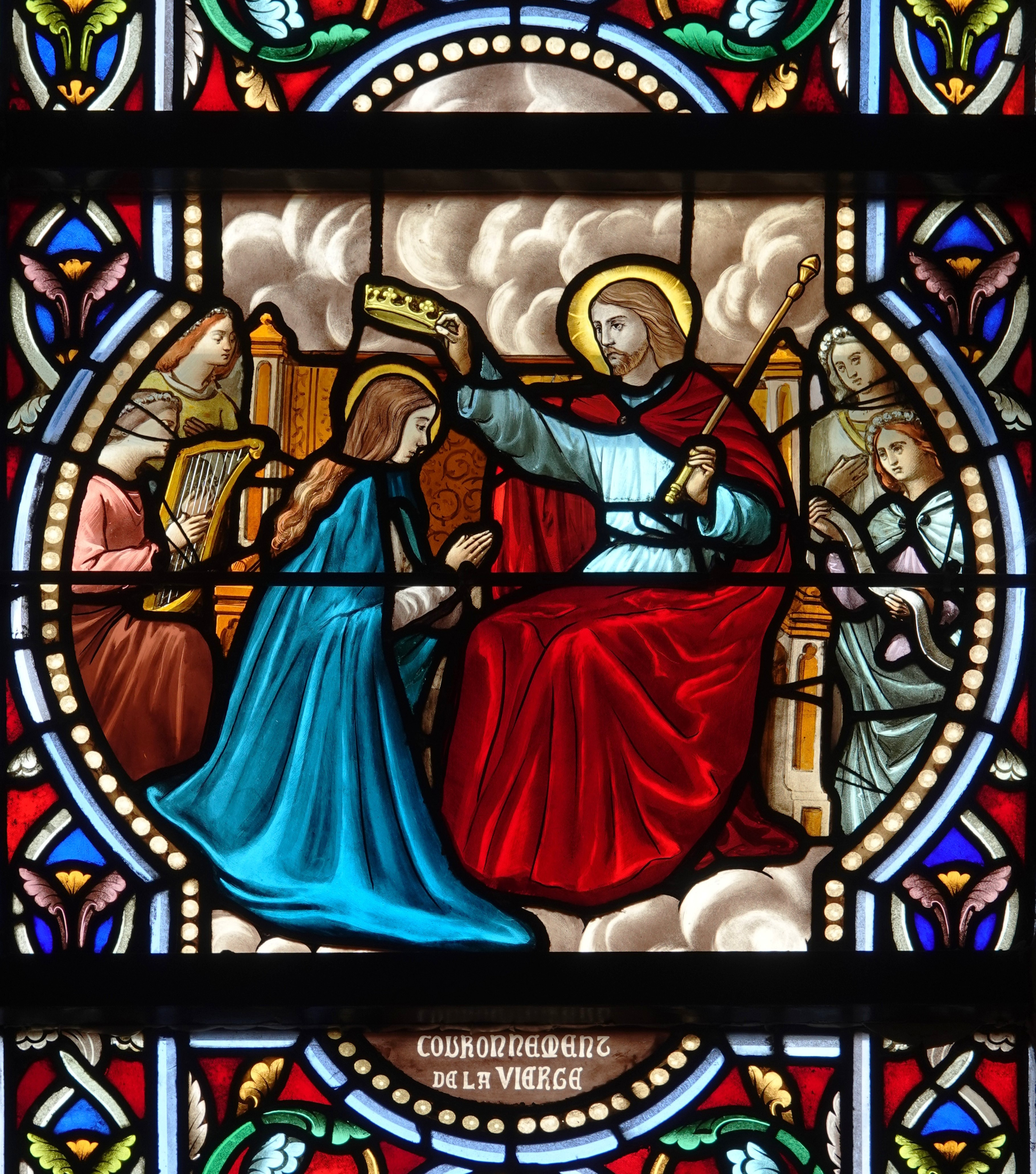
Couronnement de la Vierge
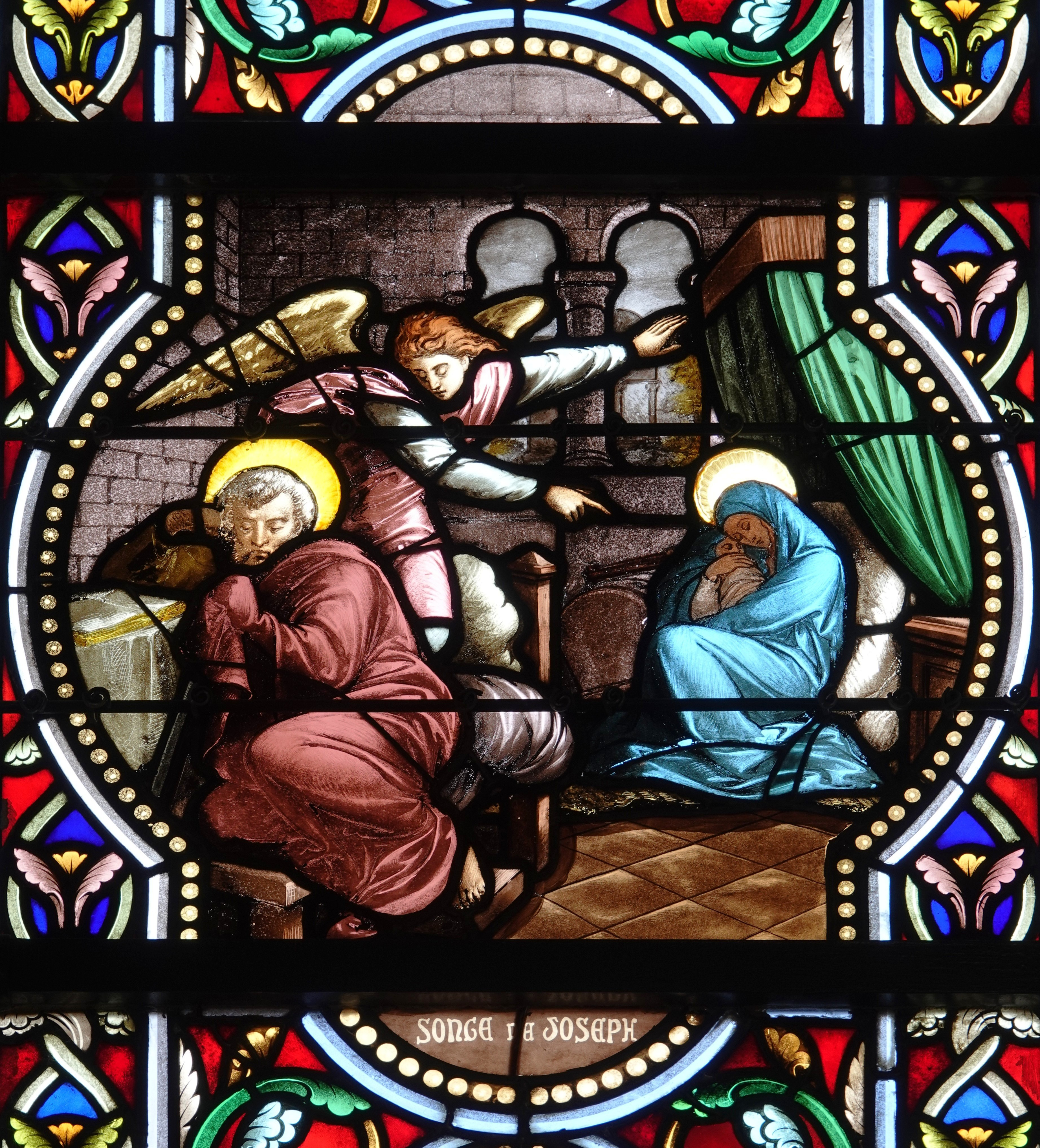
Songe de Joseph avant la fuite en Egypte
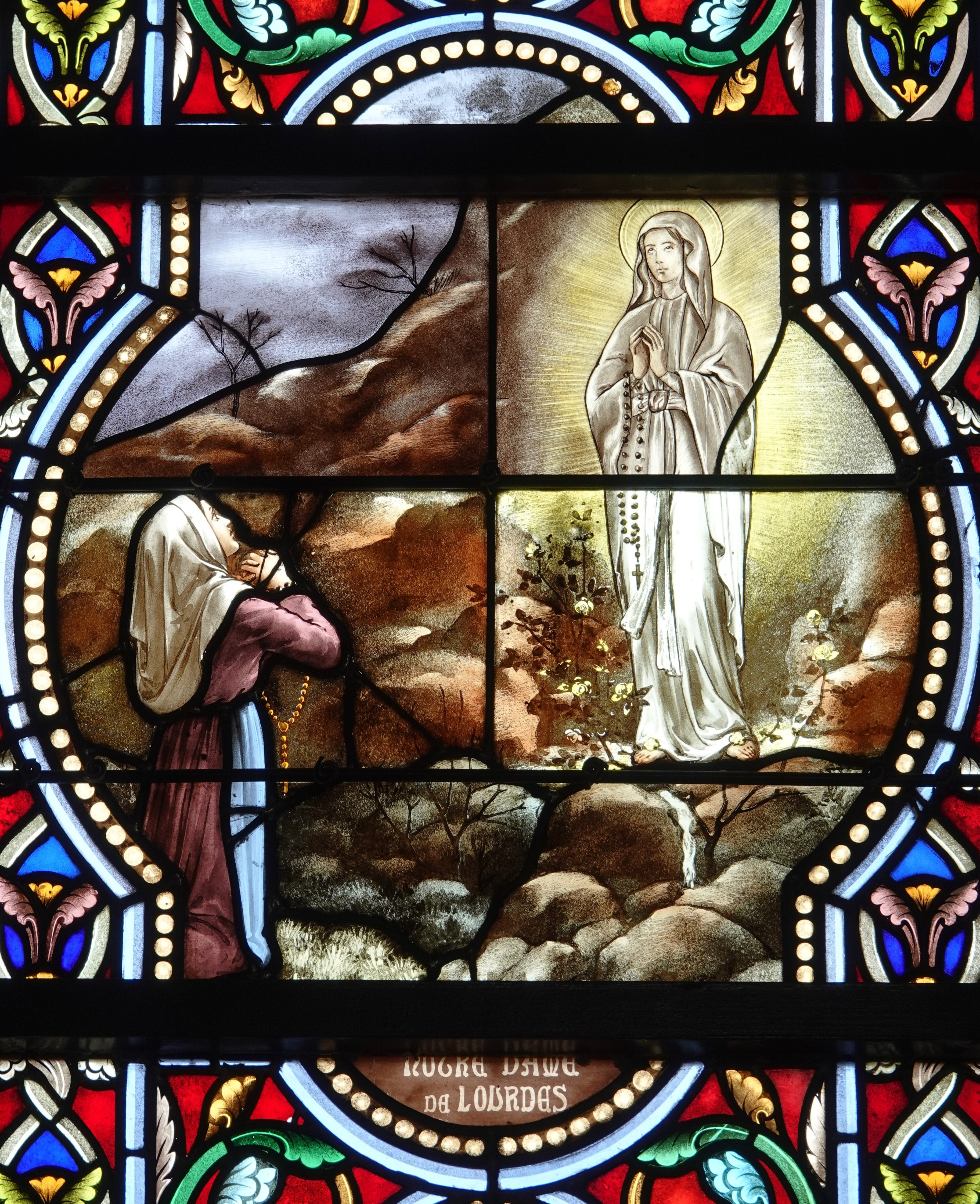
Apparition de Notre-Dame de Lourdes

### Carillon
Le carillon, inauguré en 1933, comporte 42 cloches. Construit en Angleterre, à Croydon, par la fonderie Gillett et Johnston, il pèse 7,5 tonnes. Il sonne en automatique tous les quarts d'heure mais possède aussi un clavier manuel.
Les ritournelles jouées en automatiques tous les 1/4 d'heure sont : Le Petit Quinquin à l'heure, Le Roi Dagobert au quart, la Mandoline d'Oiseaux à la demi et J'ai du bon tabac au 3/4 d'heure.

### Filmographie
- [vidéo] Seclin Tourisme, « Collégiale Saint-Piat de Seclin », sur YouTube, 5 juin 2018